# Florida
La Florida o simplemente Florida es uno de los cincuenta estados que, junto con Washington D. C. forman los Estados Unidos. Ubicado en la región meridional del país, limita al occidente con el golfo de México y Alabama, al norte con Alabama y Georgia, al oriente con el océano Atlántico y al sur con el estrecho de Florida, que lo separa de Cuba. 
La Florida tiene una población proyectada de 23.5 millones para mediados del 2025, es el tercer estado más poblado de los Estados Unidos y ocupa el séptimo lugar en densidad de población a partir de 2020. La Florida abarca una superficie de 170,310 km2, ocupando el 22° lugar en área entre los estados del país.
Jacksonville es la ciudad más poblada del estado y la ciudad más extensa por superficie en el territorio continental de los Estados Unidos (debido a la consolidación de Jacksonville con el condado de Duval). El Área Metropolitana de Miami, definida por las ciudades de Miami, Fort Lauderdale y West Palm Beach, es el área más grande y urbanizada del estado. Tallahassee es la capital del estado. Regionalmente se divide en 3 zonas: Florida del Sur, Florida Central y Florida del Norte.
Cerca de dos tercios del estado conforman una península entre el golfo de México y el océano Atlántico. La Florida tiene la costa más extensa del territorio continental de Estados Unidos, aproximadamente 2,170 km, sin incluir la contribución de las Islas Barrera. Es el único estado que limita tanto con el golfo de México como con el océano Atlántico. Gran parte del estado se encuentra al nivel del mar o cerca de él y se caracteriza por el suelo sedimentario. El clima varía de subtropical en el norte a tropical en el sur.
El cocodrilo americano, la pantera de Florida y el manatí se pueden encontrar en parque nacional de los Everglades en la parte sur del estado. Florida, por el gran territorio costero, es el único estado continental de los Estados Unidos con clima tropical (el otro estado con este tipo de clima es Hawái).
Desde la llegada de exploradores españoles al mando de Juan Ponce de León, quien la nombró La Florida, en 1513; el territorio fue un reto para el colonialismo europeo antes de convertirse en un estado de la Unión en 1845. Fue el principal teatro de las guerras seminolas y se caracterizó por la existencia de segregación racial después de la guerra de Secesión.
En el sigo XXI, Florida se distingue por su gran comunidad de expatriados cubanos y su alto crecimiento poblacional, así como por sus crecientes problemas ambientales. La economía del estado se basa principalmente en el turismo, la agricultura y el transporte, que se desarrolló a fines del siglo XIX. Florida también es reconocida por sus parques de atracciones (como Walt Disney World, Bush Gardens y Universal Studios Florida), sus cultivos de cítricos, sus verduras de invierno, el Centro Espacial Kennedy, y como un destino turístico popular entre los jubilados estadounidenses.
La cultura de Florida es un reflejo de múltiples influencias; la herencia africana, europea, amerindia e hispanoamericana se puede encontrar en la arquitectura y la cocina. Florida ha atraído a muchos escritores como Marjorie Kinnan Rawlings, Ernest Hemingway y Tennessee Williams. Es internacionalmente conocida por la práctica de deportes como el golf, el tenis, el automovilismo y los deportes acuáticos.

## Origen del nombre
La península de la Florida fue descubierta por Juan Ponce de León el lunes de Pascua de Resurrección del año 1513. Como la Pascua de Resurrección también se conoce como la Pascua Florida, a la península se le llamó: Península de la Florida.

## Historia

### Era prehispánica

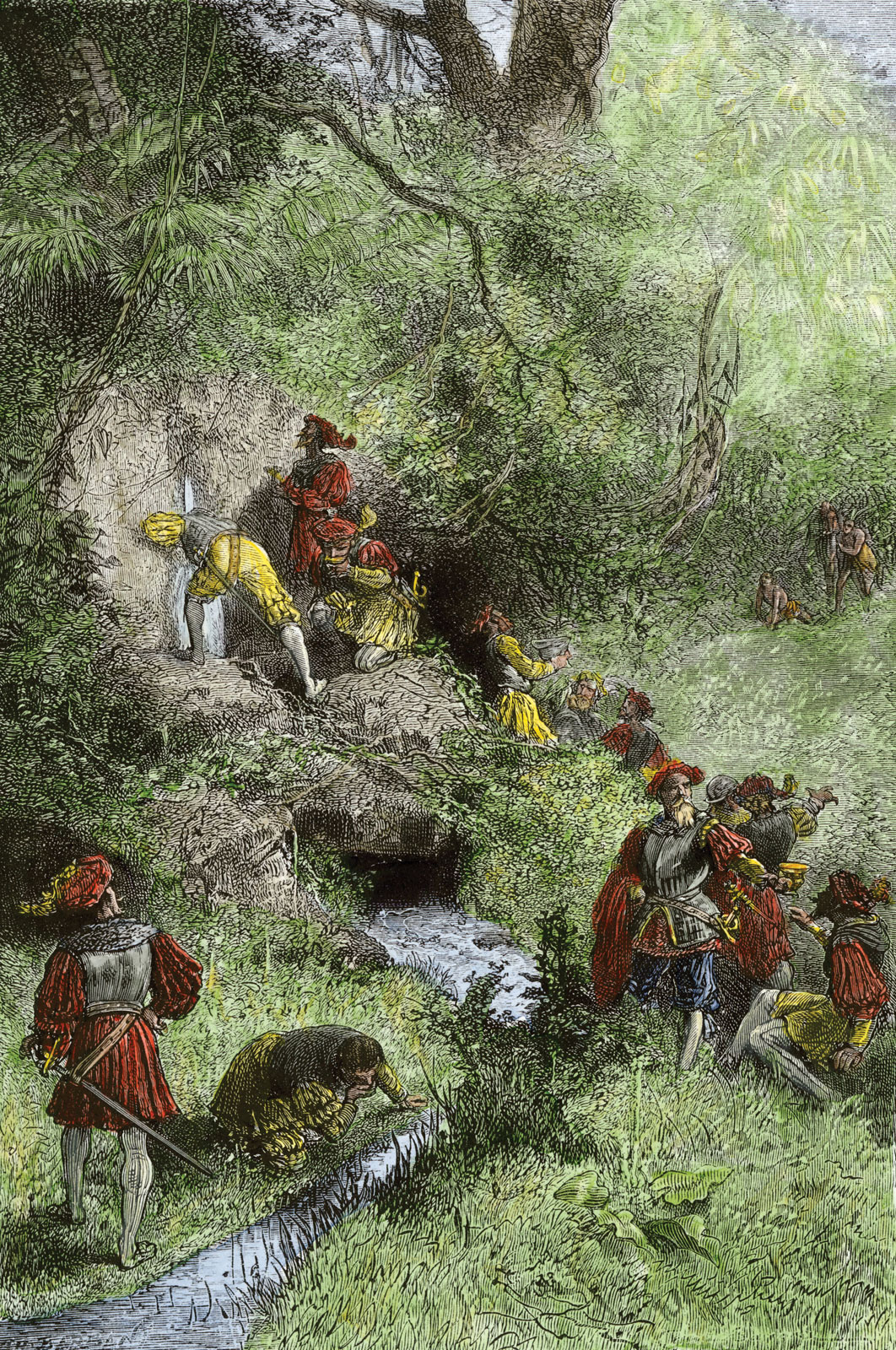
Juan Ponce de León y sus exploradores en Florida buscando la fuente de la juventud, según un dibujo alemán del.

La investigación arqueológica indica que la Florida fue habitada por primera vez por seres humanos quizá desde hace 14 000 años. La región fue habitada continuamente a través del periodo arcaico (hasta alrededor de 2000 a. C.). Después de alrededor de 500 a. C. la cultura arcaica previamente relativamente uniforme comenzó a fundirse en distintas culturas locales. En el siglo xvi, la hora más temprana para los que hay un registro histórico, los principales grupos de nativos norteamericanos incluidos los apalaches (del centro noroccidental de Florida), los timucua (del norte y centro de Florida), los ais (de la costa central del Atlántico), los tocobaga (de la zona de la bahía de Tampa), los calusa (suroeste de Florida) y los tequesta (de la costa sureste).

### Florida española (1521-1821)
Fue descubierta conjuntamente por Juan Ponce de León, los hermanos Pinzón, Juan Díaz de Solís y Américo Vespuccio cuando navegaban en torno al golfo de México, mientras que la parte oriental fue reconocida en 1498 por Juan Caboto. A comienzos del siglo XVI, varias disposiciones que autorizaban llevar a indígenas de aquellos lugares donde no hubiese oro, permiten suponer que llegaron a Florida (entonces considerada como isla bajo el nombre de Bimini) varios viajeros más, desconocidos, hasta que el 2 de abril de 1513, Ponce de León tomó posesión de aquella supuesta isla dándole la denominación actual, bien por la belleza de su tierra o por la festividad de la Pascua Florida. Según la tradición el principal motivo que llevó a Ponce de León a incursionar en esta parte de Norteamérica fue encontrar la Fuente de Juvencia (o fuente de la eterna juventud) que relatos prehispánicos suponían que se localizaba en uno de los surgientes o en el fondo de un vado de la península de La Florida. No debió de ser el primer español que arribó a esa tierra, pues encontró al menos un nativo en 1513 que podía hablar castellano.
Hernández de Córdoba la alcanza, junto con Antón de Alaminos, en 1517; más tarde Juan de Grijalva (1518), Camargo (1519) y, sobre todo, Álvarez de Pineda comprueban, al completar la exploración del golfo de México, la continentalidad de Florida. Con las noticias dadas por estos descubridores, el papa León X erigió el 5 de diciembre de 1520 la diócesis de Santiago de la Florida.
Por otro lado, las expediciones organizadas aquel año por Diego Caballero y Ortiz de Matienzos para capturar indígenas, aun siendo contrarias a las leyes que la Corona española estableció para la colonización de América (las llamadas «Leyes de Indias»), fueron llevadas a la práctica por Gordillo y Quexos y supusieron un problema para el establecimiento de la Iglesia en aquel lugar. Posiblemente a ello es debido a que la segunda expedición de Ponce de León, realizada en 1521, tuviese un recibimiento hostil y que de las heridas recibidas, este muriera poco después.
En 1523, Vázquez de Ayllón organizó una expedición, con autorización del emperador Carlos I de España, para buscar el pasaje norte a las islas de las Especias, explorando la costa oriental del actual Estados Unidos (estados de Virginia y Carolina del Norte).
Buscando el estrecho de Anián, recorrió Esteban Muñoz en 1525 las costas desde Terranova hasta Florida. El mismo año Lucas Vázquez de Ayllón (véase Tierra de Ayllón) envió a Quexos con dos naves y luego, en junio de 1526, salió él mismo, alcanzando el cabo actualmente llamado Fear y muriendo en octubre de aquel año. La exploración de las tierras continentales comenzó con la desgraciada expedición de Narváez, que en abril de 1528 desembarcó en las inmediaciones de Tampa. Álvar Núñez Cabeza de Vaca y cuatro supervivientes más cruzaron Norteamérica de levante a poniente en un largo viaje de ocho años.
En 1538 salió de España la expedición capitaneada por Hernando de Soto, que realizó una parecida epopeya descubridora, partiendo también de Tampa, atravesando los Montes Apalaches hasta llegar prácticamente al curso medio del río Misisipi. Cabe considerar que en el siglo XVI y hasta fines del XVIII recibía el nombre de La Florida un territorio mucho más extenso que el que actualmente recibe tal nombre. El gobierno de La Florida que se adjudicaba Hernando de Soto abarcaba los actuales estados de Florida, Georgia, Carolina del Sur, Carolina del Norte, Tennessee, Alabama y Misisipi teniendo aproximadamente por límite septentrional el paralelo 36°N o, algo más al sur el paralelo del cabo Medanoso (cabo Hatteras).
En 1544 Julián de Sámano, hermano del secretario de Carlos I, y Pedro de Ahumada, hermano de Santa Teresa, pretendieron conquistar Florida, pero el rey no dio la autorización para evitar abusos. Sin embargo, poco después le concedía a fray Luis de Cancer, compañero de Las Casas, para que la llevase a cabo con la sola predicación del Evangelio sin la intervención de las armas, pero antes de poder hacerlo, Cancer pereció al desembarcar en 1549. Tras este fracaso, Pedro de Santander propuso la colonización con gente remunerada para no abandonar a los indígenas, asegurar el paso de las flotas y evitar el asentamiento de enemigos. En 1558, Guido de Lavezares se estableció en la Bahía Filipina (Mobile), y el 14 de agosto de 1559 fondeó en Pensacola  la expedición de Tristán de Luna, en cuya bahía funda la Villa de Santa María, destruida poco después por un huracán; entre los misioneros iba el gran defensor de los indígenas, Domingo de Salazar, luego obispo de Manila. Recorrido el territorio, no pudieron establecerse en él y fueron recogidos en 1561 por Ángel Villafañe, que intentó poblar en Santa Elena (actual Parris Island, Carolina del Sur) sin conseguirlo.

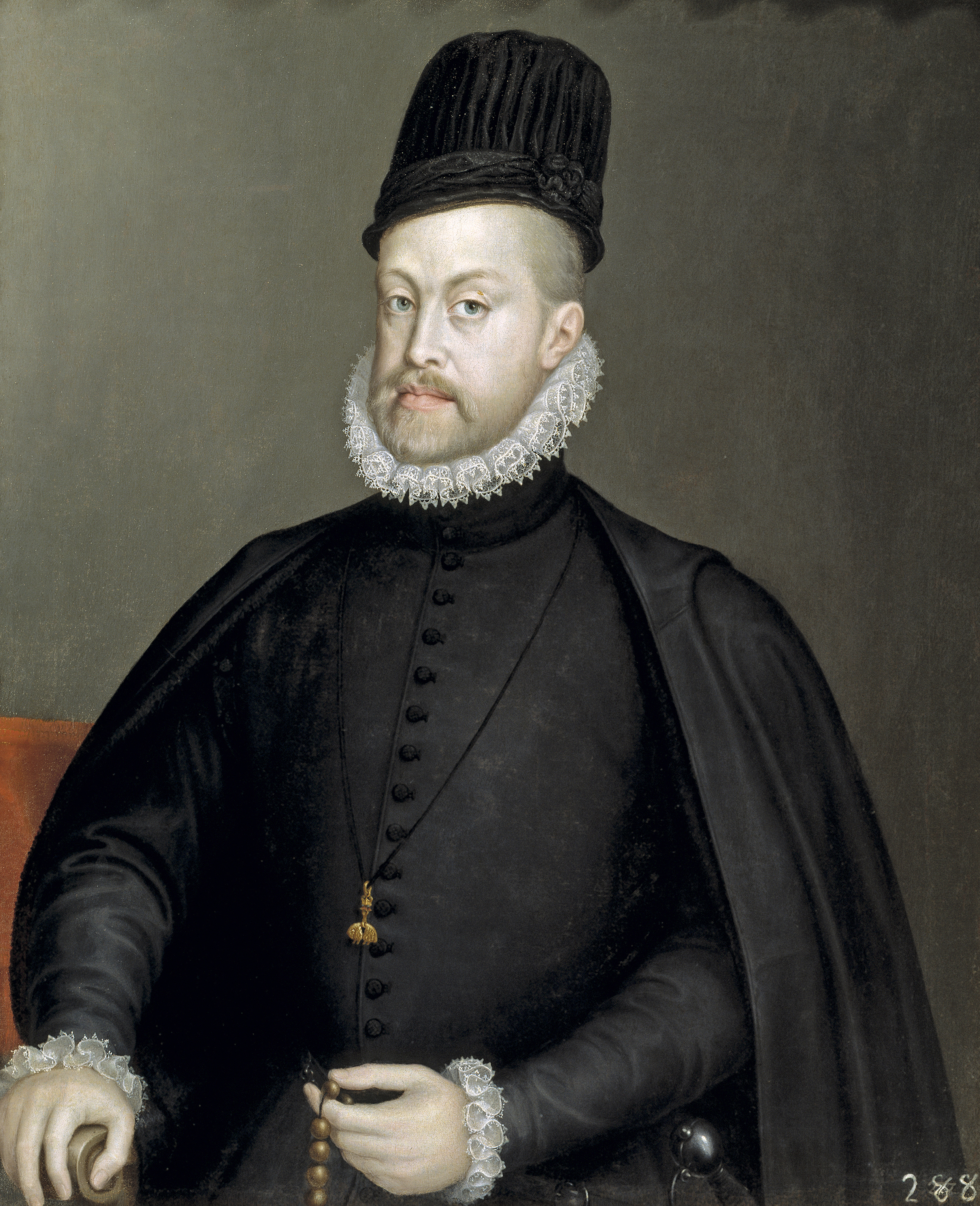
Retrato de Felipe II de España.

La conquista definitiva se efectuó tras fundar los hugonotes franceses una colonia en la costa atlántica (Fort Caroline) en 1562, la cual, abandonada poco después, se restauró por orden del almirante Coligny, aun teniendo noticias la reina de Francia por su hija, Isabel de Valois, que el esposo de ésta, Felipe II, no consentiría la presencia de herejes en sus territorios. Se pretendía con ello atacar la flota de Indias al cruzar el canal de las Bahamas, trasladar las guerras de religión al Nuevo Mundo y enfrentar la opinión francesa contra España. Pedro Menéndez de Avilés se encargó de acabar con estos problemas y lo hizo cumpliendo las órdenes que recibió del monarca. Tras la victoria, desplegó gran actividad y aseguró la colonización española: fundó San Agustín (el asentamiento europeo permanente más antiguo, 1565, de los actuales EE. UU.) y estableció fuertes en la bahía de Carlos, Tampa, Gualé y Santa Elena, así como la misión de Tequesta, prácticamente donde hoy se emplaza Miami, asegurando su comunicación por mar; e hizo amistad con los caciques vecinos, a los que intentaron cristianizar los primeros jesuitas llegados al Nuevo Mundo a petición suya. Uno de ellos, el P. Martínez, fue sacrificado por los indígenas. Fracasada la evangelización en el sur de la península, los jesuitas se establecieron en 1570, totalmente solos, en la región de Ajacán (Virginia), fundando la misión de Ajacán, donde fueron martirizados, librándose únicamente un niño de doctrina. En 1572 la Compañía de Jesús abandonó Florida, siendo sustituida por la Orden de San Francisco. La primera década franciscana fue una época turbulenta en la que se abandonaron los puestos misioneros, aunque se volvieron a ocupar más tarde logrando su definitivo afincamiento.
El corsario-pirata inglés Francis Drake quemó en 1586 San Agustín cuando ya estaba erigida la iglesia parroquial y el ayuntamiento, que se tuvieron que reconstruir. En 1587 se habían fundado los pueblos de Tolomato, Topiqui, Nombre de Dios, San Sebastián, San Antonio, San Pedro y San Juan. En 1588 se intentó restablecer la misión de Ajacán. A mediados de septiembre de 1597 fueron martirizados cinco frailes, pero siete años después ya reinaba la normalidad, dando comienzo una época de llamativo éxito misionero y convirtiéndose por doquier pueblos enteros de indígenas.

#### Presiones inglesas en la región septentrional
En 1607 los ingleses se establecieron en la actual Virginia, cerca de la bahía de Chesapeake, y fundaron Jamestown. España consideró el hecho como una usurpación y una amenaza, y reaccionó de inmediato, aunque débilmente. En 1609 Felipe III envió una expedición contra este establecimiento al mando del capitán Fernández de Écija y los alféreces Juan Rodríguez de Cartaya y Juan de Santiago, pero dado que era insuficiente su fuerza no la atacó, limitándose a provocar las hostilidades de indígenas contra ingleses; esta técnica indirecta de guerra después revertiría contra el establecimiento español, y entonces no tuvo eficacia porque el rey de España, para atraerse a Inglaterra, contemporizó con sus colonos, pues esperaba que fracasasen por sí solos, lo que no aconteció. Mientras tanto aparecían nuevas misiones franciscanas entre los indígenas. Y así, en 1612, se crearon las de Georgia, y dos años después ascendían a 20 los pueblos de indígenas cristianos levantados en Florida. En 1633 comenzaron las misiones de Apalache, con las que en 1634 ascendían a 44 los establecimientos de misioneros y a 30 000 los indígenas convertidos al cristianismo, repartidos en un territorio situado a más de 200 km del Atlántico.
Tras el saqueo del bucanero inglés John Davis a San Agustín y la rebelión de los indios apalaches que provocó el retroceso de aquellas prósperas misiones, los ingleses, aprovechando tales circunstancias, avanzaron poco a poco hacia el sur y consolidaron sus posiciones al establecerse en 1670, y de modo definitivo, en Charleston (Carolina del Sur), quedando solo entre los asentamientos españoles de La Florida y la de los ingleses de Carolina las misiones del actual estado de Georgia.

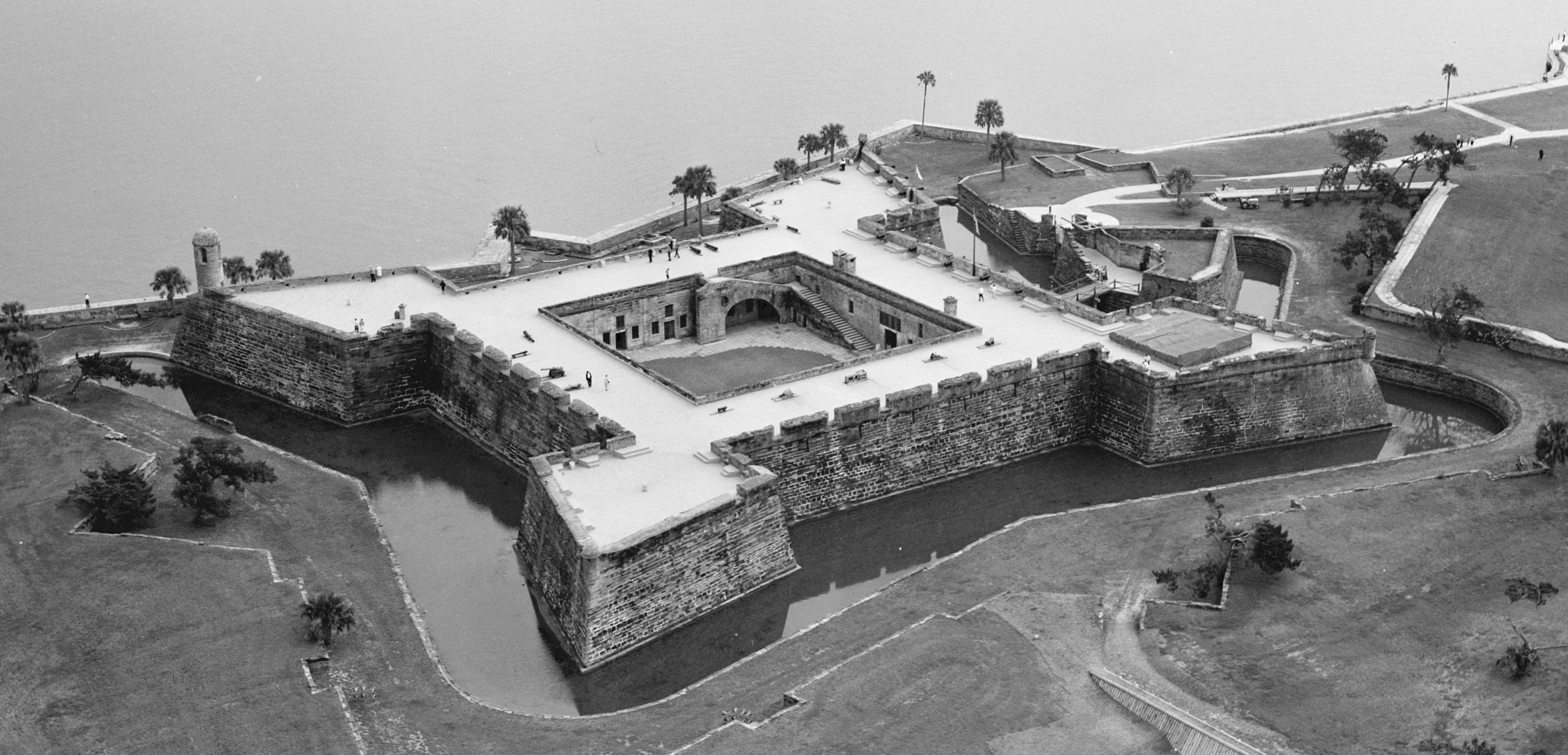
Castillo de San Marcos (Florida).

A consecuencia del ataque del pirata inglés Robert Searle a San Agustín en 1668, se decidió sustituir el fuerte de madera y edificar un castillo de piedra para proteger la ciudad. La construcción del Castillo de San Marcos empezó en octubre de 1672. Los trabajadores fueron traídos desde La Habana, Cuba y los trabajos se alargaron veintitrés años, siendo completados en 1695.
En 1674 volvieron nuevos misioneros españoles a la actual Georgia.
Cerca de la antigua Villa de Santa María 1559 (destruida por un huracán), los españoles se restablecieron quince años después y fundaron Panzacola, en el golfo de México y en la bahía de Pensacola, para protegerse contra un posible asentamiento francés. Aun así, por falta de medios, los franceses ocuparon y poblaron la vecina colonia de Luisiana, separando así el virreinato de Nueva España del de La Florida, la cual se mantuvo en la Capitanía General de Cuba.

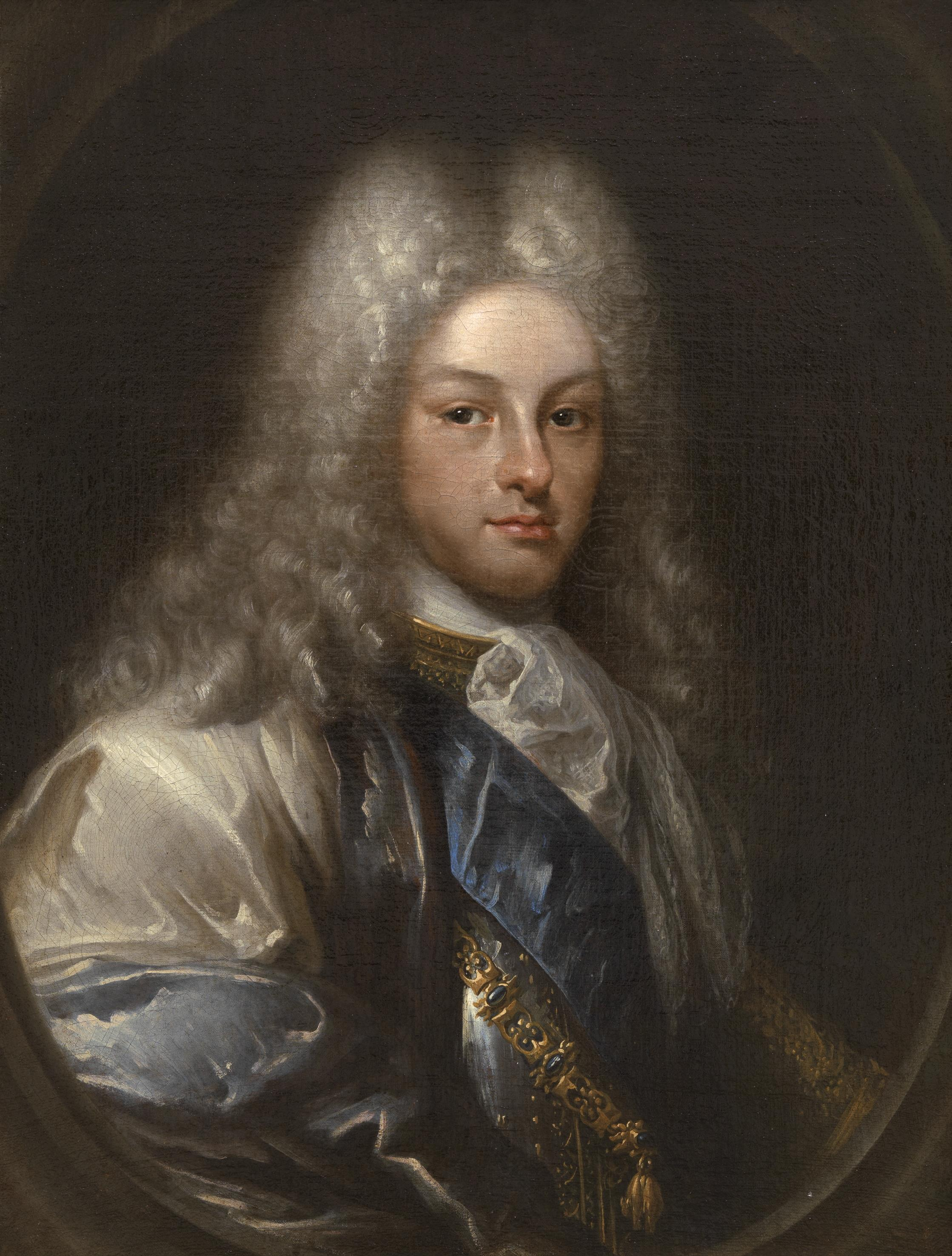
Felipe V de España.

Durante la guerra de sucesión española se combatió violentamente, apoyándose cada contendiente en las tribus de indígenas vecinas. En 1702 fueron destruidas las demás misiones en la región de los Apalaches y atacado nuevamente San Agustín, aunque la artillería británica fue ineficaz contra los muros del Castillo de San Marcos. Una flota procedente de La Habana obligó a los británicos a quemar sus barcos para evitar su captura y a batirse en retirada por tierra. Antes de partir, prendieron fuego a la ciudad, que quedó parcialmente destruida.
En contestación, hubo un ataque franco-español contra Charleston en 1706, que quedó en una escaramuza. Con el tiempo, todas las misiones de la parte norte de Florida quedaron destruidas y deshabitadas, ocasión que aprovechó el inglés James Oglethorpe para crear una nueva colonia inglesa, llamada Georgia, entre el río Savannah (o en la grafía española Yamacraf) y Altamaba. De este modo fue reduciéndose progresivamente la extensión territorial de la primitiva Florida.
En 1739 estalló la guerra del Asiento. La causa inmediata de la conflagración fue un incidente cerca de la costa de Florida cuando el capitán de un guardacostas español, Juan León Fandiño, interceptó el Rebbeca al mando de Robert Jenkins y le hizo cortar a este una oreja; después de lo cual le liberó con este formidable mensaje: «Ve y dile a tu Rey que lo mismo le haré si a lo mismo se atreve». Este suceso enardeció a la opinión pública británica y dio lugar a que el Reino Unido declarara la guerra a España. El general Oglethorpe atacó y conquistó el Fuerte Mosé, defendido por 100 reclutas de raza negra. Tras recibir noticias de ello, el contraataque español no se hizo esperar y esa misma noche las tropas de Montiano asaltaron el Mosé matando o capturando a más de 100 británicos de la guarnición que había quedado allí, mientras Oglethorpe y el grueso de sus tropas (más de 1000) instalaban unos cañones y ponían sitio por segunda vez al Castillo de San Marcos, confiando este en poder rendirlo con un bombardeo continuo. Sin embargo, un pequeño navío español pudo evadir el bloqueo y dar aviso a La Habana, desde donde se enviaron suministros, terminando a los 38 días el asedio sin haber conseguido los británicos rendir el castillo.
Durante la guerra de sucesión de Austria se volvió a combatir en la frontera americana del territorio español y británico (la actual Georgia). En 1740, de nuevo Oglethorpe puso sitio por tercera vez a San Agustín, pero fracasó, aunque tras exterminar a la mayor parte de los timucuas (aliados de España) los británicos capturaron el fuerte español de madera de San Simón (actual Georgia) y así controlaron el territorio al norte de la actual Florida con el nombre de Georgia. Ante la presión británica en 1748 España negoció con los cric (grupo muscoguí antecedente de los seminolas), chacta y chicaza, que poblaban el territorio de los actuales estados situados al sur del río Tennessee y al oeste de Georgia, y firmaron tratados con el rey de España, el cual se convirtió virtualmente en su protector. Un refugiado realista organizó la sociedad mercantil Panton, Leslie y Compañía, que estableció, con permiso español, puestos de comercio en la Florida y traficó con los indígenas proveyéndoles de armamento y suministros. Estas tribus se dedicaron a atacar los poblados fronterizos británicos.

### Florida británica (1763-1783) y guerra de Independencia de los Estados Unidos
Por el Tratado de París de 1763 La Florida fue cedida por España al Reino Unido de Gran Bretaña, junto con los territorios al este y sureste del Misisipi. Del Reino Unido obtiene la devolución del puerto de La Habana y la ciudad de Manila (Filipinas), ocupadas durante guerra de los Siete Años (1756-1763) a la que España se vio abocada a entrar en 1761).

Como compensación a España por la pérdida de La Florida, el Reino de Francia (que para ganarse la participación aliada de España en la Guerra de los siete años, ya la había ofrecido según el secreto Tratado de Fontainebleau (1762)), cede a España la Luisiana: se trataba de los inmensos territorios que desde 1673 habían reclamado tras sus exploraciones que descendían de sus colonias en Nueva Francia (actual Quebec Acadia y Canadá), por el río Misisipi y que habían sido nombrados Luisiana en honor al Rey Sol.

Las Floridas Occidental y Oriental hacia 1767.

Los británicos dividieron los territorios recibidos en 1763 en dos partes:
- Florida Oriental, con capital en San Agustín. Ocupaba en gran medida la península de ese nombre, que forma el actual estado estadounidense de Florida (sin Pensacola).
- Florida Occidental, con capital en Pensacola (añadiéndole Mobile y Biloxi). Su territorio forma hoy parte de los estados de Misisipi, Alabama, Florida y Luisiana.
Entre 1769 y 1777 Luis de Unzaga y Amézaga 'le Conciliateur', gobernador de Luisiana permitirá el comercio de la provincia española de Luisiana con las Floridas, recibiendo así información de las noticias británicas a través de una red de agentes secretos desde Manchac, Mobile, Pensacola, San Agustín, etc.; dicha información será muy útil para lograr el nacimiento de los EE. UU.

#### Campaña de la costa del Golfo

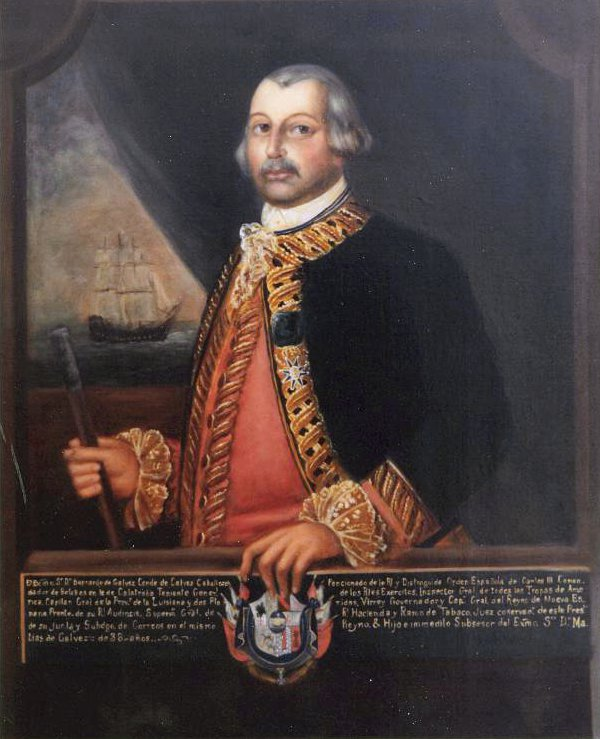
Bernardo de Gálvez.

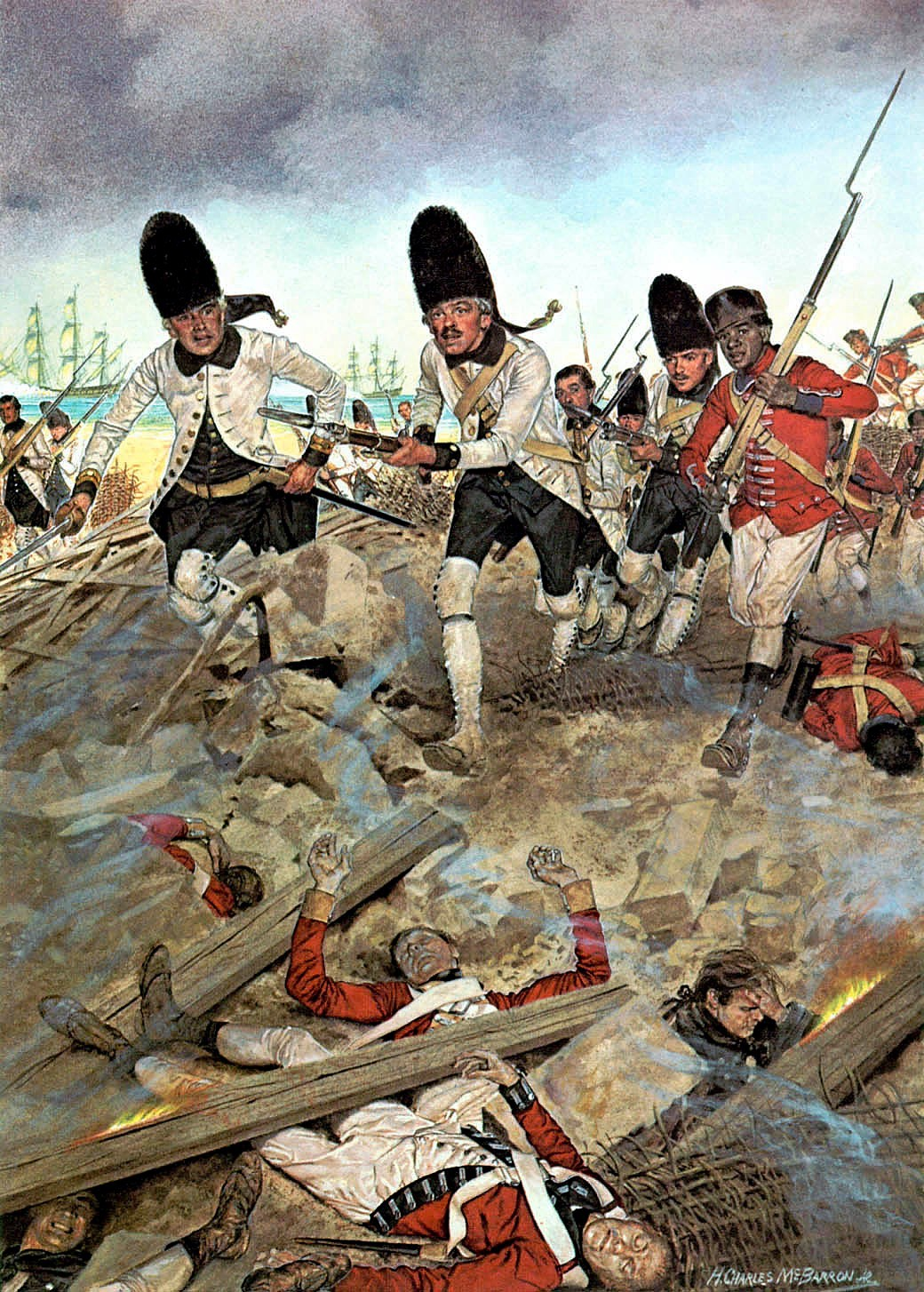
Granaderos españoles y el batallón de La Habana entran en Fort George durante la batalla de Pensacola.

El segundo periodo bajo soberanía española se produjo durante la guerra de la Independencia de los Estados Unidos cuando Los españoles recuperaron la Florida Occidental en 1779 tras las batallas de Baton Rouge, Fuerte Charlotte, San Fernando de Omoa y Mobila y la Florida Oriental tras la célebre victoria en la batalla de Pensacola (marzo-mayo de 1781), en la que Bernardo de Gálvez, gobernador interino español de La Luisiana (española desde 1763) y cuñado del también malagueño Luis de Unzaga y Amézaga reunió tropas venidas desde distintos puntos del Imperio para hacer frente a los británicos y trajo abastecimientos adicionales de Cuba, la Luisiana, etc., reuniendo un ejército de unos siete mil hombres, un tamaño considerable para la época. Dicho ejército derrotó a las tropas británicas de John Campbell, logrando una victoria decisiva.
Poco tiempo después, Gálvez se apoderó de la isla Nueva Providencia en las Bahamas, abortando el último plan británico de resistencia, con lo que mantuvo el dominio español sobre el Caribe y aceleró el triunfo de las armas norteamericanas sobre los británicos.
Siendo Jamaica el último reducto británico de importancia en el Caribe, Gálvez se dispuso a organizar un desembarco en la isla para sumarla a los territorios bajo soberanía española pero, en mitad de los preparativos, lo sorprendió el fin de la guerra. Al final de la contienda, La Florida (Florida oriental y occidental) fue devuelta oficialmente a España por el Tratado de Versalles de 1783; también conservó los territorios recuperados de Menorca y Campeche. Se reconocía además la soberanía española sobre la colonia de Providencia.
La ciudad de San Agustín, en Florida oriental, con resistencia británica, tendría que ser recuperada por las fuerzas militares que envió el Capitán general Luis de Unzaga y Amézaga 'le Conciliateur' en febrero de 1784. Dicho gobernador Luis de Unzaga fue precisamente el primero que ayudó a Estados Unidos entre 1775-1777 a través de provisiones que hizo llegar a los colonos norteamericanos por el Misisipi y también fue Unzaga quien en abril de 1783 en La Habana recibirá la visita del príncipe inglés Guillermo IV llegando a acuerdos preliminares de la Paz por los que se intercambiaron, aparte de prisioneros, las Bahamas por Florida. Años más tarde, entre 1808 y 1819 otro familiar de Luis de Unzaga y Amézaga, su cuñado Francisco Maximiliano de Saint Maxent La Roche sería gobernador de la Florida occidental, allí acudiría el hijo menor de Luis de Unzaga y Amézaga, Mariano de Unzaga Saint Maxent, cuando tras acompañar a José I Bonaparte en su exilio entre 1815 y 1820 colaboró con los planes bonapartinos de cultivar plantaciones con colonos europeos entre Alabama y Florida occidental.

### Presiones anexionistas de EE.UU. sobre Florida española (1795-1821)

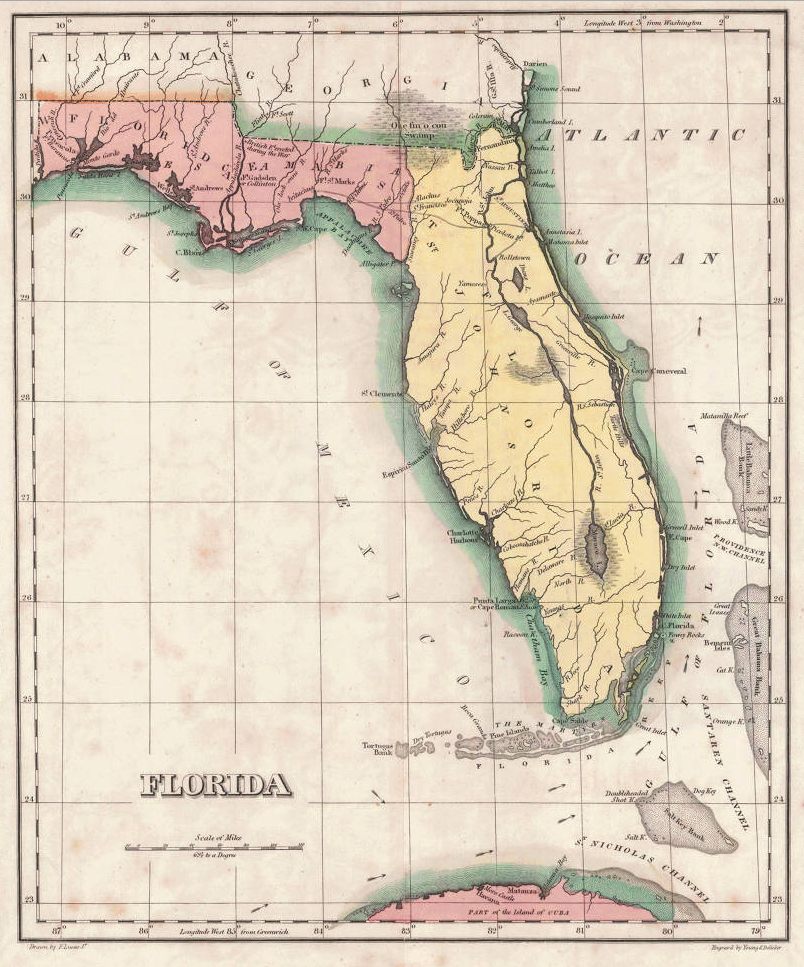
En rosa la Florida Occidental, en amarillo la Florida Oriental.

Si bien la Florida permaneció oficialmente bajo la soberanía española hasta 1821 como parte de la Capitanía General de Cuba, España nunca tuvo un dominio efectivo de la península y eso que su soberanía fue instaurada en 1521, tres siglos antes.
En la pequeña Florida Occidental, sus habitantes (de ascendencia mayormente británica) proclamaron su independencia creando la República de Florida Occidental, los españoles tuvieron que evacuar sus tropas de Mauvila (actualmente llamada Mobile, en el actual estado de Alabama) en abril de 1813 a la capital Panzacola y Estados Unidos se apoderó de la ciudad como del resto de la república en el contexto de la guerra anglo-estadounidense de 1812-1815, reclamándola como parte de la compra de la Luisiana a los franceses unos años antes.
En la Florida Oriental la presencia española se redujo a la capital, San Agustín, y otros asentamientos grandes, mientras que el resto del territorio cayó en manos de la Nación Semínola (habiendo sido precedida por otro intento independentista nativo llamado Estado de Muskogee, el cual a pesar de fracasar, demostró que España ya no controlaba el interior de la península).
El 29 de junio de 1817 el general Gregor MacGregor (por órdenes de Simón Bolívar) tomó militarmente el fuerte San Carlos, situado en la Isla de Amelia ubicada en la costa nororiental de la Florida; días después, insurgentes floridanos al norte de Vacapilatca llamaron a la población para proclamar la independencia de España y declarar la República, estableciendo su capital en la localidad fortificada de Fernandina. Bajo las órdenes del corsario francés Luis Aury, se organizó una flotilla e incorporó la isla a la república revolucionaria de Méjico (que todavía no había logrado independizarse de España), militarizando la costa ante una inevitable invasión española desde La Habana.
Los nativos volvieron a demostrar su independencia frente a España cuando volvieron a atacar el estado de Georgia, demostrando a Estados Unidos que España no era capaz de proteger la frontera.
Aprovechando estos acontecimientos, el presidente estadounidense, James Monroe, y su Secretario de Estado, John Quincy Adams, ordenaron una operación marítima y terrestre para apropiarse de la Florida, cosa que empezó un año antes, en 1816. En septiembre de 1817, un gran despliegue militar estadounidense apoyado con tropas españolas procedentes de La Habana desembarcó en Amelia para someter Fernandina a sangre y fuego, apresando a las autoridades que defendían la insurgencia. Esto produjo lo que la historia estadounidense denomina primera guerra semínola y este hecho le valió el apoyo popular en su país y el del Gobierno.

### Territorio de Florida (1822-1845)

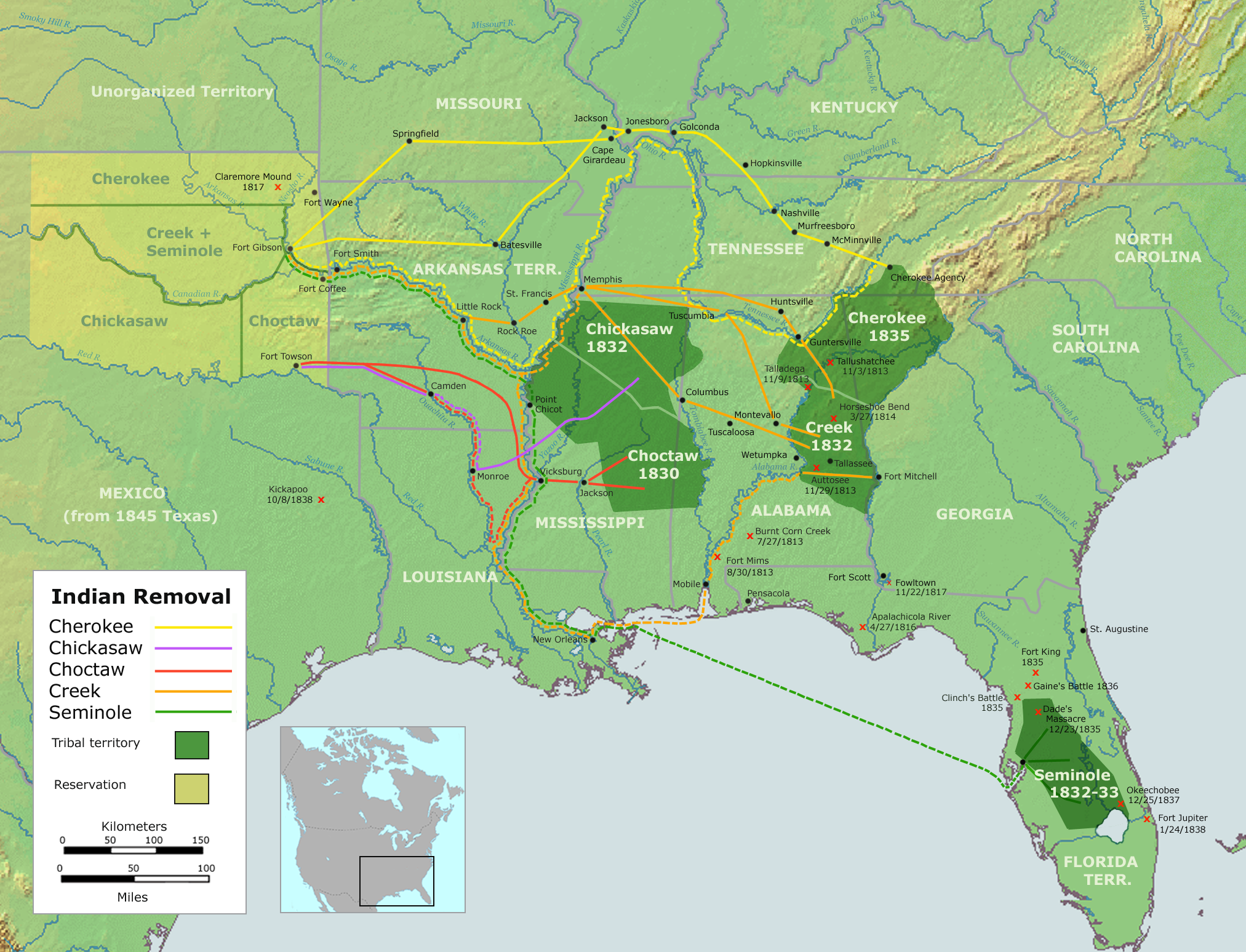
Traslado forzoso (sendero de lágrimas) de los seminola (1832)

Ante la vista de que la península se había perdido ante la Nación Semínola y las ciudades costeras (el último reducto español) pronto caerían también, se firmó el Tratado Transcontinental de 1819 (Adams-Onís) y contra la visión popular este tratado fue beneficioso para ambas partes:
- España se deshacía del problema nativo y asegura sus fronteras en Tejas,

- Estados Unidos aseguraba su conquista previa de la Florida Occidental y tenía vía libre para solucionar de una vez las incursiones semínolas en Georgia.

La anexión estadounidense del territorio terminó finalmente en 1821 cuando el gobierno liberal que había derrocado a Fernando VII ratificó el tratado, año que marcó la intensificación de la guerra contra las tribus seminolas que habitaban la península para establecer colonos estadounidenses y conformar lo que es hoy el estado más meridional de los Estados Unidos.

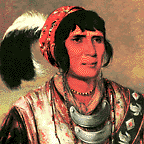
El jefe seminola Osceola.

La segunda guerra semínola comenzó a finales de 1835 con la masacre de Dade, cuando los seminolas emboscaron a tropas del Ejército que marchaban desde Fort Brooke (Tampa) a reforzar Fort King (Ocala), matando o hiriendo mortalmente a todos menos uno de los 108 soldados. Entre 900 y 1500 guerreros indígenas seminolas guerrearon efectivamente empleando las tácticas de guerrilla aprendidas de los españoles contra las tropas del ejército de los Estados Unidos durante siete años. El joven jefe seminola Osceola llegó a simbolizar la resistencia indígena en la Florida. Después de que este fuera detenido, los seminolas entablaron negociaciones y pactaron una tregua en 1837. Osceola murió en prisión un año después y la guerra se prolongó hasta 1842.

### Estado de Florida (1845)
El 3 de marzo de 1845, Florida se convirtió en el estado número 27 de los Estados Unidos de América.
La tercera guerra de seminola duró desde 1855 hasta 1858 y supuso el exterminio de la mayoría de los seminolas restantes. Después de tres guerras sangrientas, la mayoría de los pocos seminolas supervivientes fueron forzados al exilio y deportados a reservas indias de los creek al oeste del río Misisipi. Unos cientos de seminolas y su jerarca, Aripeka (Sam Jones), permanecieron en los Everglades (es decir Los Siempreverdes, o Cañaveral de La Florida) y se negaron a abandonar la tierra natal de sus antepasados. Sus descendientes se mantienen hasta hoy en el sur de la Florida.

### Estado confederado

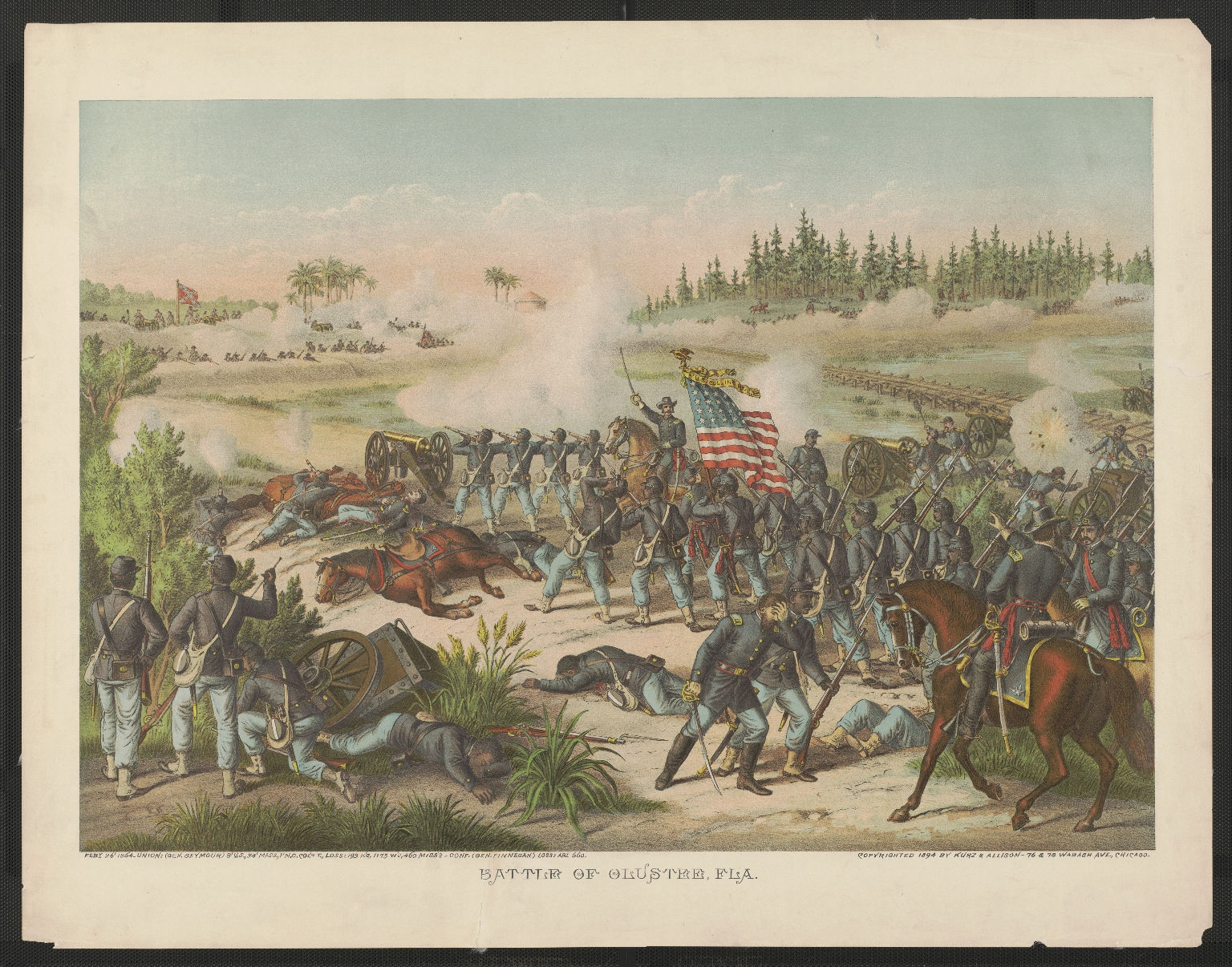
La batalla de Olustee durante la Guerra Civil en 1864.

Los colonos blancos comenzaron a establecer plantaciones de algodón en Florida, en las que se requería el trabajo de numerosos esclavos. En 1860 en la Florida sólo había 140 424 personas, de las cuales el 44 % eran esclavos. Había menos de mil personas de color libres antes de la Guerra Civil.
El 10 de enero de 1861, antes del inicio de la guerra civil, Florida declaró su secesión de la Unión y diez días después, el estado se convirtió en miembro fundador de los Estados Confederados de América.
Durante el conflicto, se libró la batalla de Olustee cerca de Lake City (Florida) el 20 de febrero de 1864. Fue la mayor batalla que se libró en este estado durante la contienda y acabó con la victoria de las tropas de la Confederación. La guerra terminó en 1865. El 25 de junio de 1868, se restauró la representación de la Florida en el Congreso de Estados Unidos.

## Geografía

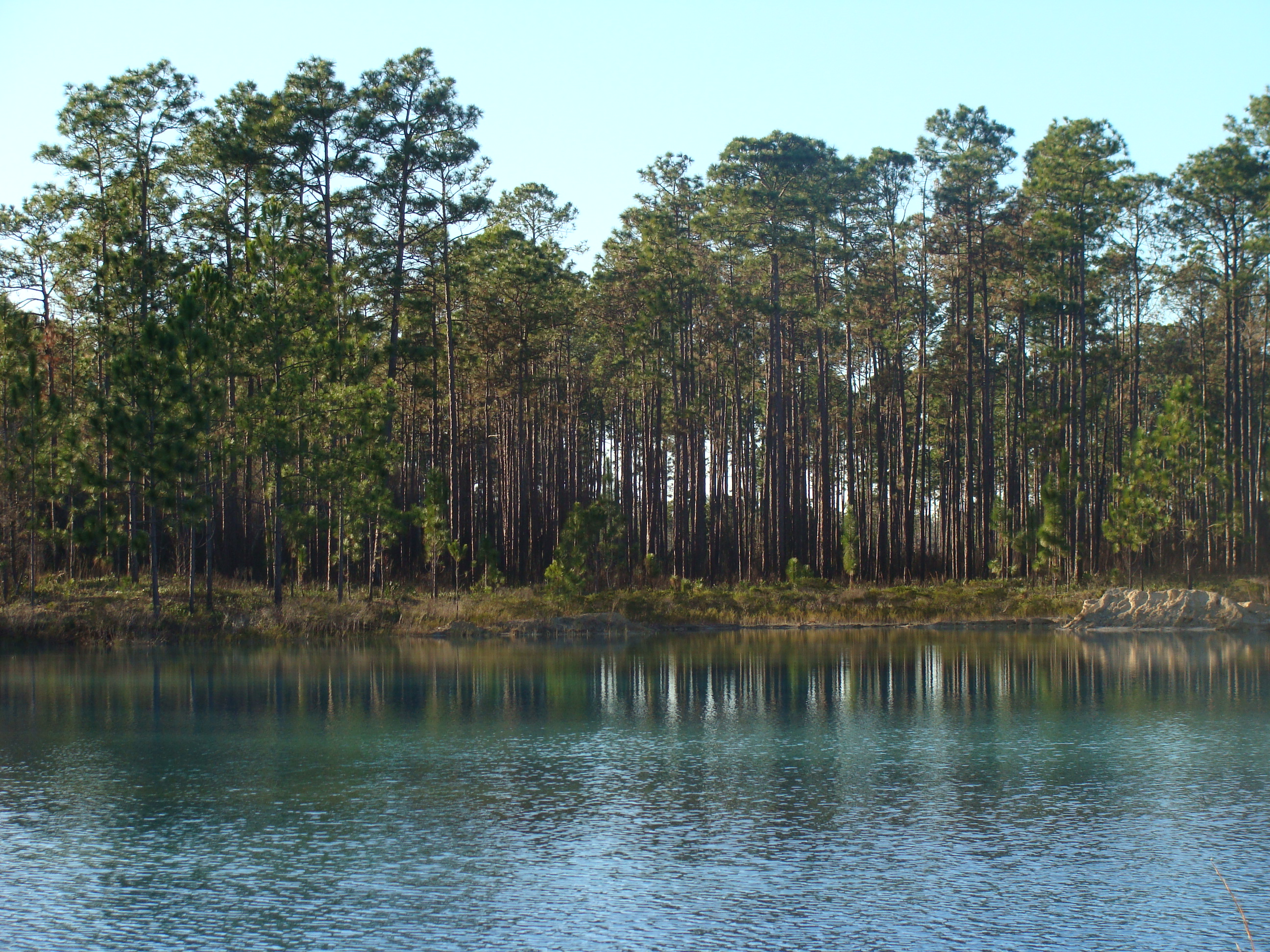
El Bosque nacional de Apalachicola.

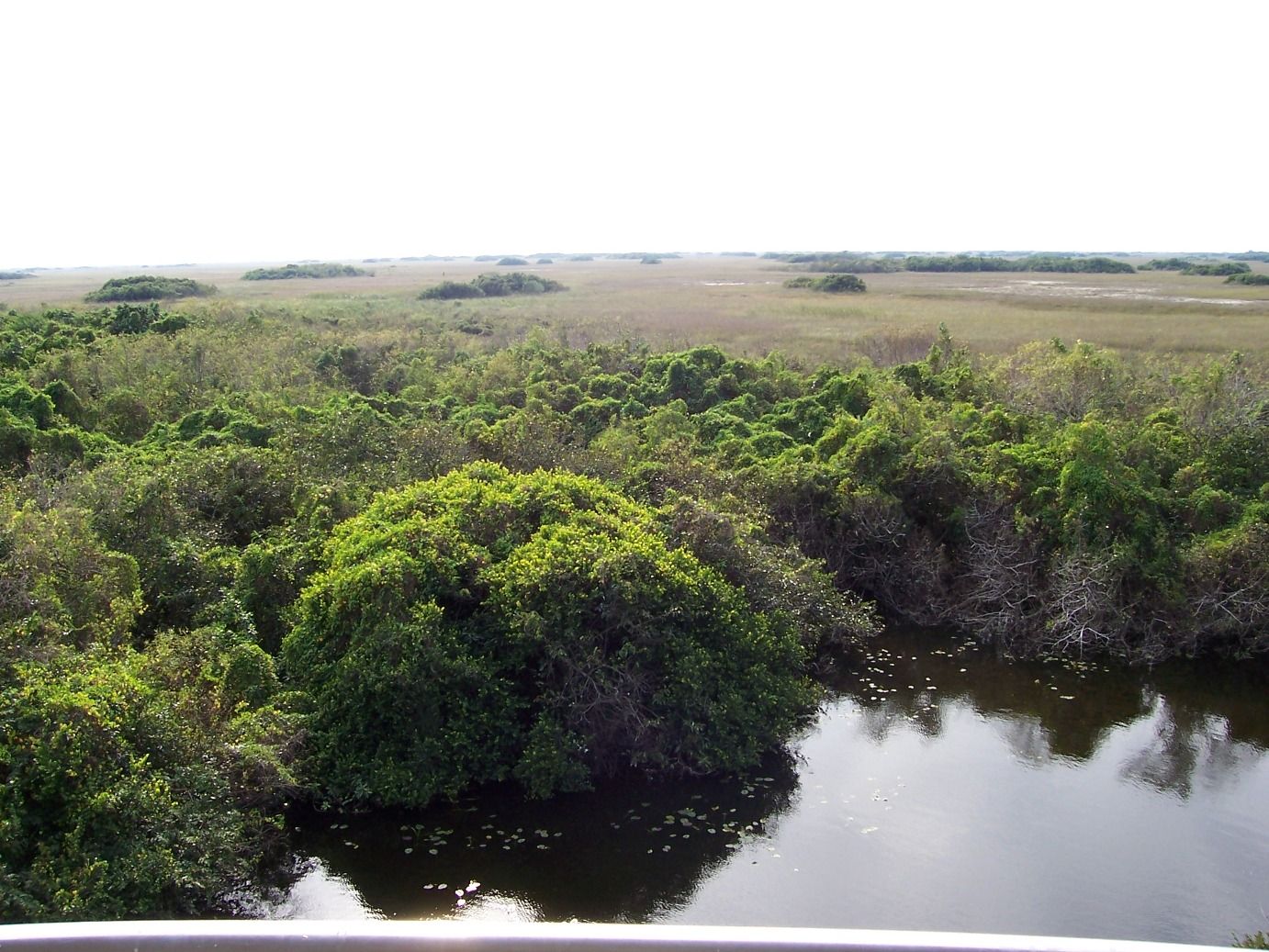
Parque nacional de los Everglades.

El estado tiene una superficie de 170 312 kilómetros cuadrados, la mayor parte del estado está situado en una estrecha y alargada península; la más grande de Estados Unidos. Limita con el golfo de México al oeste, con el océano Atlántico al este y con Georgia y Alabama al norte. Al sur, el estrecho de Florida separa al país del archipiélago de Cuba.
Abarcando dos zonas horarias, se extiende hacia el noroeste formando un saliente que se extiende a lo largo del norte del golfo de México. Es el único estado que limita con el océano Atlántico y el golfo de México. Florida también es el estado más al sur de los 48 estados contiguos, y Hawái es el único estado que llega más al sur. Florida está al oeste de las Bahamas y 140 km al norte de Cuba. Florida es uno de los estados más grandes al este del río Misisipi, y solo Alaska y Míchigan son más grandes por área de aguas. El límite del agua es de 3 millas náuticas en el Océano Atlántico y 9 millas náuticas en el Golfo de México.
Florida está formada por una planicie que se extiende a lo largo del norte del golfo de México y una península con el océano Atlántico en el este y el susodicho golfo al oeste. Limita al norte con los estados de Georgia y Alabama. Entre los Parques destaca el parque nacional Biscayne.
La cumbre de Britton Hill es el punto más alto de Florida con 105 m s. n. m., el cual se encuentra en el norte del condado de Walton. La mayor parte del estado al sur de Orlando se encuentra a una altura más baja que el norte del estado, y términos generales es bastante llano. Gran parte del estado se encuentra en o cerca del nivel del mar.
Sin embargo, algunos lugares como Clearwater tienen promontorios que se elevan de 15 a 30 m s. n. m. El punto más alto de la península de Florida (al este y al sur del río Suwanee), Pan de Azúcar, es un pico de 95 m s. n. m. en el Condado de Lake.

### Clima

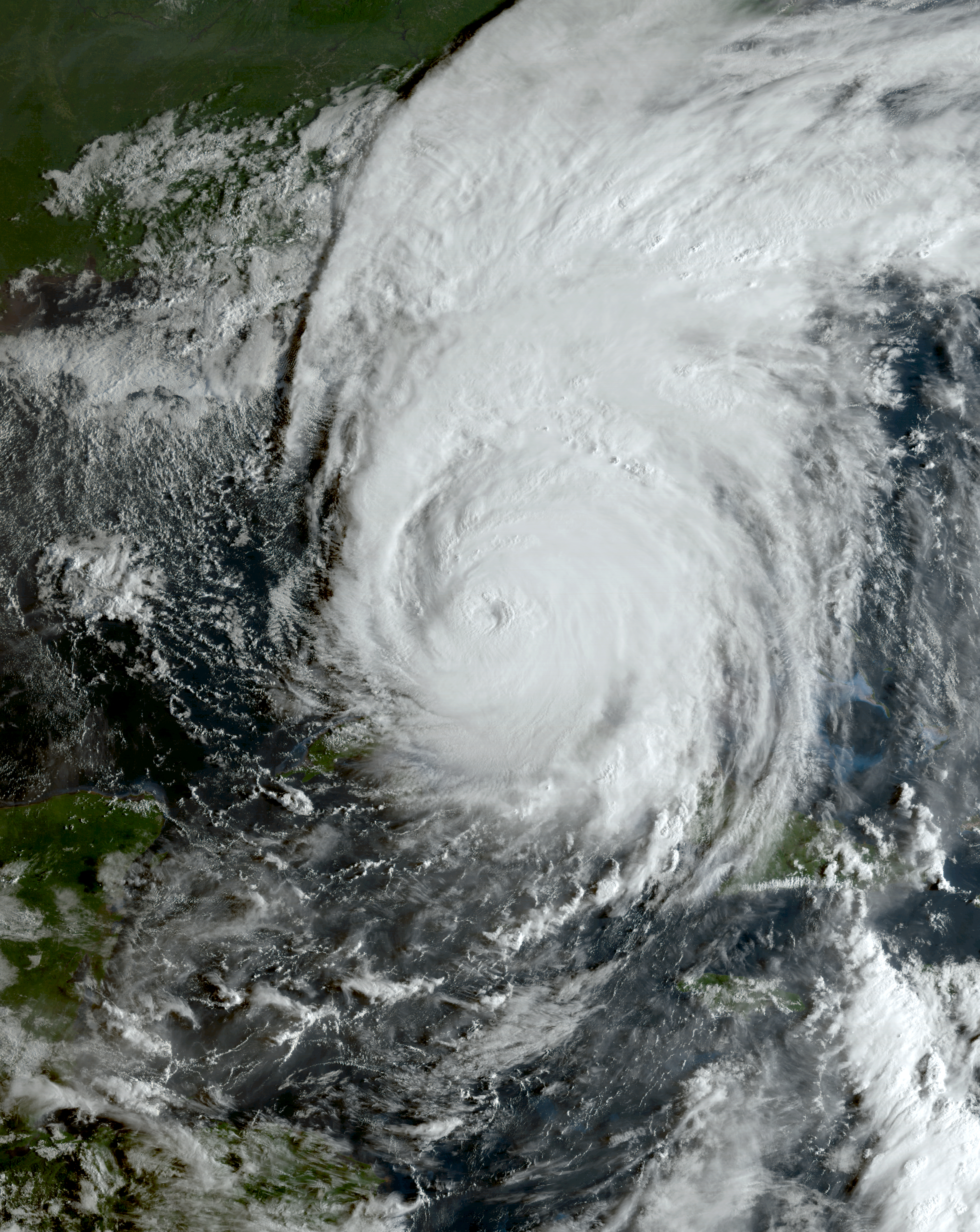
Huracán Irma en septiembre de 2017 sobre Florida.

El clima de Florida se ve moderado por el hecho de que prácticamente ninguna zona del estado está alejada del océano. Al norte del lago Okeechobee, el clima predominante es húmedo subtropical (Köppen: Cfa), mientras que las áreas al sur del lago (incluidos los Cayos de Florida) tienen un verdadero clima tropical (Köppen: Aw). Las temperaturas medias máximas del mes de julio se encuentran normalmente en los 32–34 °C. Las temperaturas medias mínimas en enero van desde los 4–7 °C en el norte de Florida hasta más 16 °C desde Miami hacia el sur. Con una temperatura diaria promedio de 21.5 °C, es el estado más cálido en los Estados Unidos.
Durante el verano, las temperaturas máximas en el estado rara vez superan los 38 °C. Varios récords de mínimas registrados han sido de −12 a −7 °C. Estas temperaturas normalmente se extienden a lo sumo unos pocos días en las partes norte y centro de Florida. Sin embargo, en el sur de la Florida rara vez se dan temperaturas bajo cero. La temperatura más alta registrada en Florida fue de 43 °C, el 29 de junio de 1931 en Monticello. La temperatura más fría jamás registrada en el estado fue de −19 °C, el 13 de febrero de 1899, a sólo 40 km de distancia, en Tallahassee.
Debido a su clima subtropical y tropical, rara vez recibe nevadas. Sin embargo, en raras ocasiones, una combinación de humedad fría y temperaturas de congelación puede ocasionar nevadas en las regiones más alejadas del norte, como Jacksonville, Gainesville o Pensacola. Las heladas, que son más comunes que la nieve, a veces se producen en el norte. Las precipitaciones más comunes son en forma de lluvia, en muchas ocasiones torrencial. Es un estado muy proclive a las grandes tormentas y vulnerable por los huracanes que entran desde el Mar Caribe desde junio hasta noviembre.

### Mapas

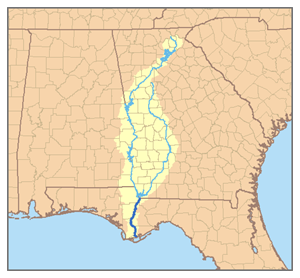
Río Apalachicola y sus dos fuentes: el Chattahoochee (izq.) y el Flint (der.)
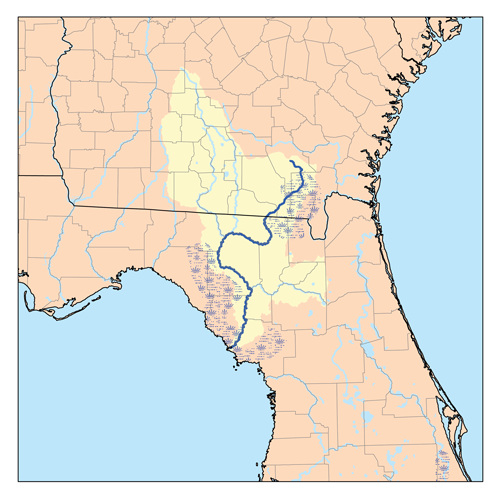
Río Suwannee
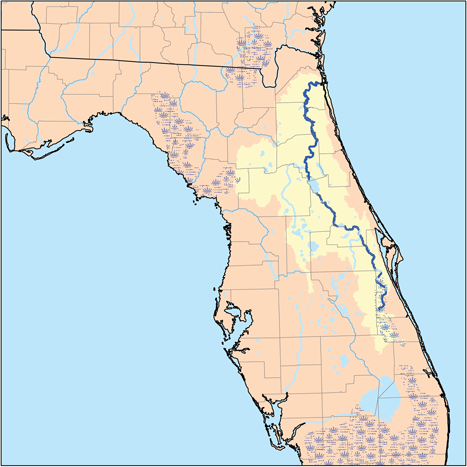
Río San Juan
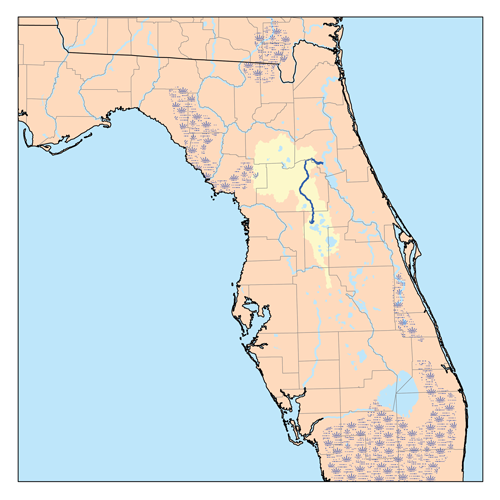
Río Ocklawaha, un afluente del río San Juan
Mapa topográfico de Florida

### Regiones geográficas de la Florida
- Big Bend — Gran Arco
- Central Florida — Florida Central
- Emerald Coast — Costa Esmeralda
- First Coast — Primera Costa

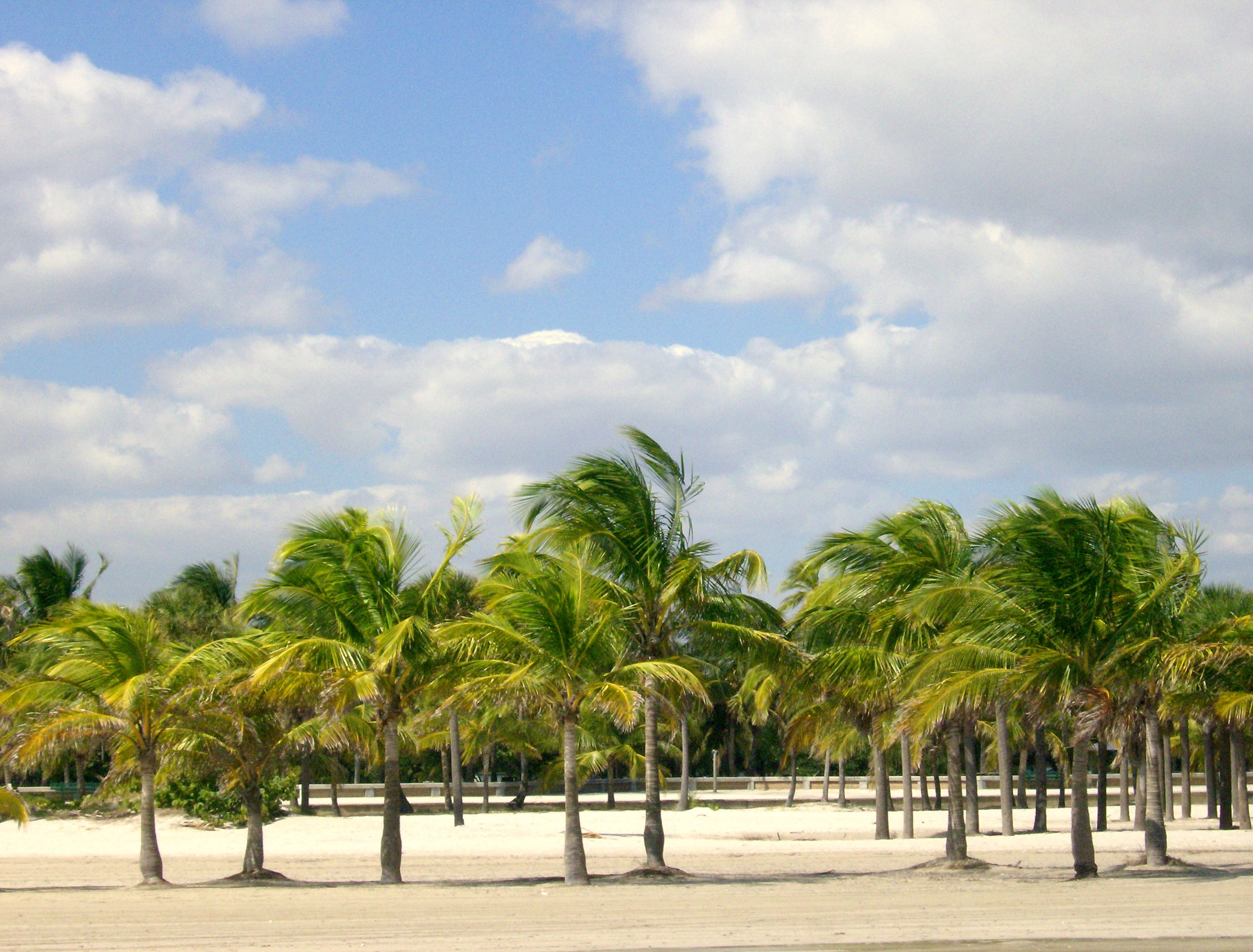
Las playas de Florida son muy famosas y una de sus fuentes de ingresos por el turismo.

- Florida Keys — Cayos de la Florida
- Florida Panhandle — Asa de la Florida
- Gold Coast — Costa Dorada
- Nature Coast — Costa Natural
- North Central Florida — Norte de Florida Central
- South Florida — Florida del Sur
- Southwest Florida — Florida Suroccidental

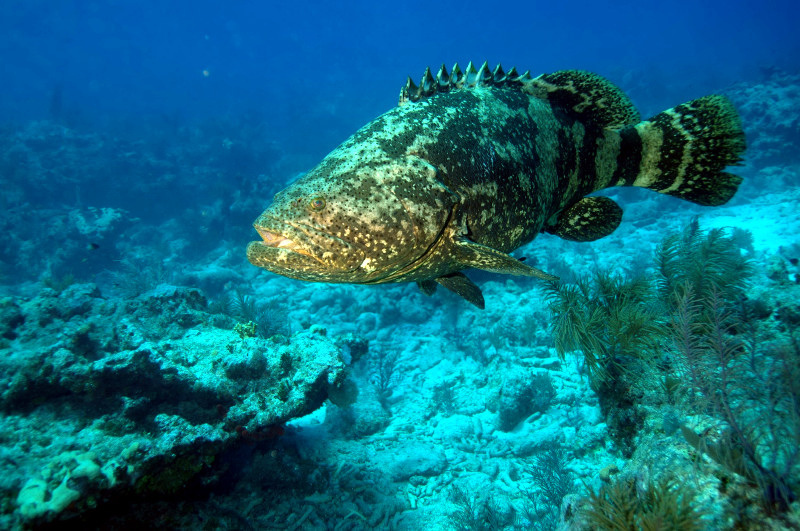
Mero en el parque nacional de los Everglades

- Space Coast — Costa Espacial
- Sun Coast — Costa del Sol
- Tampa Bay area — Bahía de Tampa
- Treasure Coast — Costa del Tesoro
- Miami

### Calentamiento global
En los Estados Unidos, el estado de Florida es donde tendrá más efecto, en principio, el calentamiento global. En Miami Beach, Florida se siente mayor el impacto.

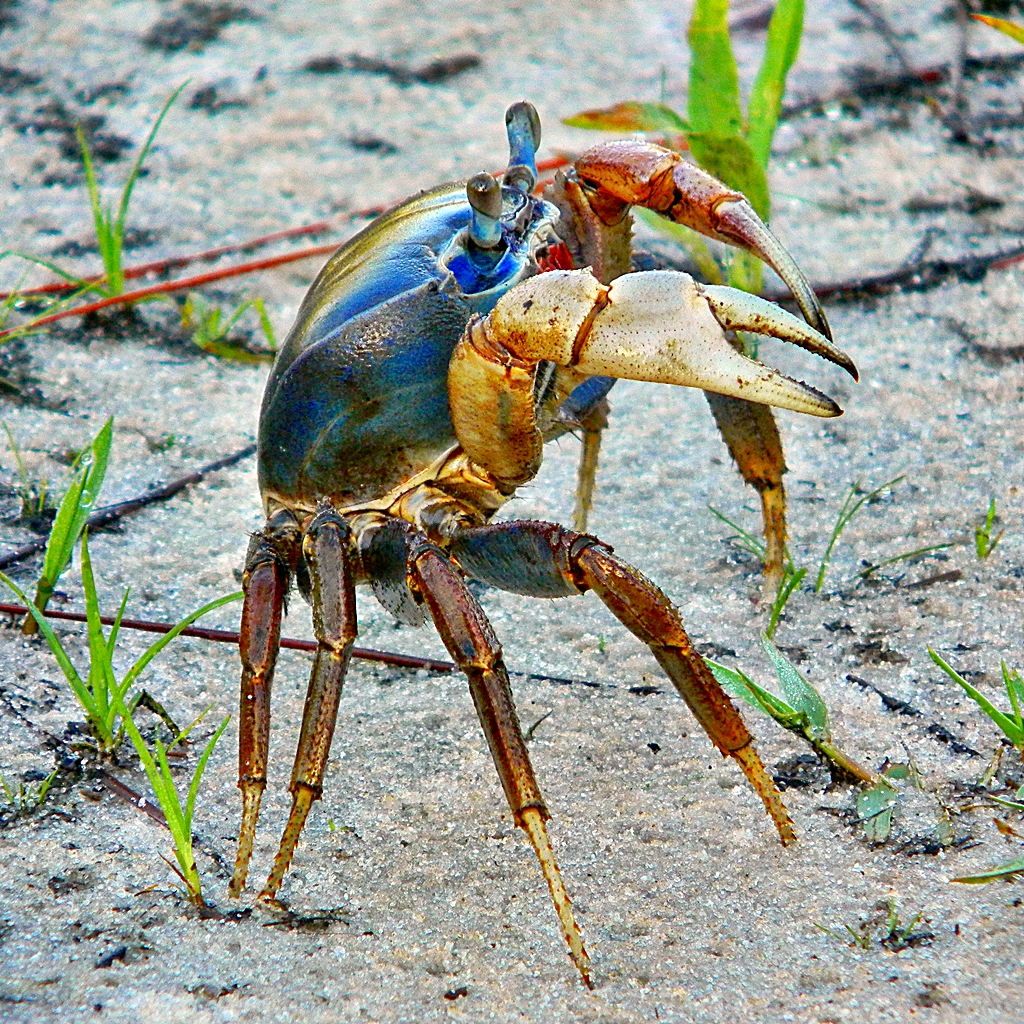
Cangrejo de tierra gigante (Cardisoma guanhumi)- Parque Estatal Jonathan Dickinson - Florida

### Fauna
Florida alberga muchos tipos de vida salvaje, entre ellos
- Mamíferos marinos: delfín mular, calderón tropical, ballena franca del Atlántico Norte y manatí antillano.
- Mamíferos: Pantera de Florida, nutria norteña de río, visón, conejo de cola de algodón oriental, conejo de los pantanos, mapache, mofeta rayada, ardilla, ciervo de cola blanca, ciervo de Key, linces, zorro rojo, zorro gris, coyote, jabalí, oso negro de Florida, armadillo de nueve bandas, zarigüeya de Virginia.
- Reptiles: serpientes de cascabel pigmeas y de espalda de diamante orientales, tortugas de tierra, tortugas marinas verdes y laúd,[21] anoles marrones y serpientes índigo orientales. En 2012, había alrededor de un millón de caimanes americanos y 1.500 cocodrilos.[22]
- Aves: halcón peregrino,[23] águila calva, flamenco americano,[24] caracara crestada, milano caracolero, águila pescadora, pelícanos blancos y pardos, gaviotas marinas, grullas blancas y grullas cenicientas, espátula rosada, ibis blanco americano, arrendajo de Florida (endémico del estado), y otras. Una subespecie de pavo salvaje, Meleagris gallopavo osceola, sólo se encuentra en Florida.[25] El estado es lugar de invernada para muchas especies de aves del este de Norteamérica.

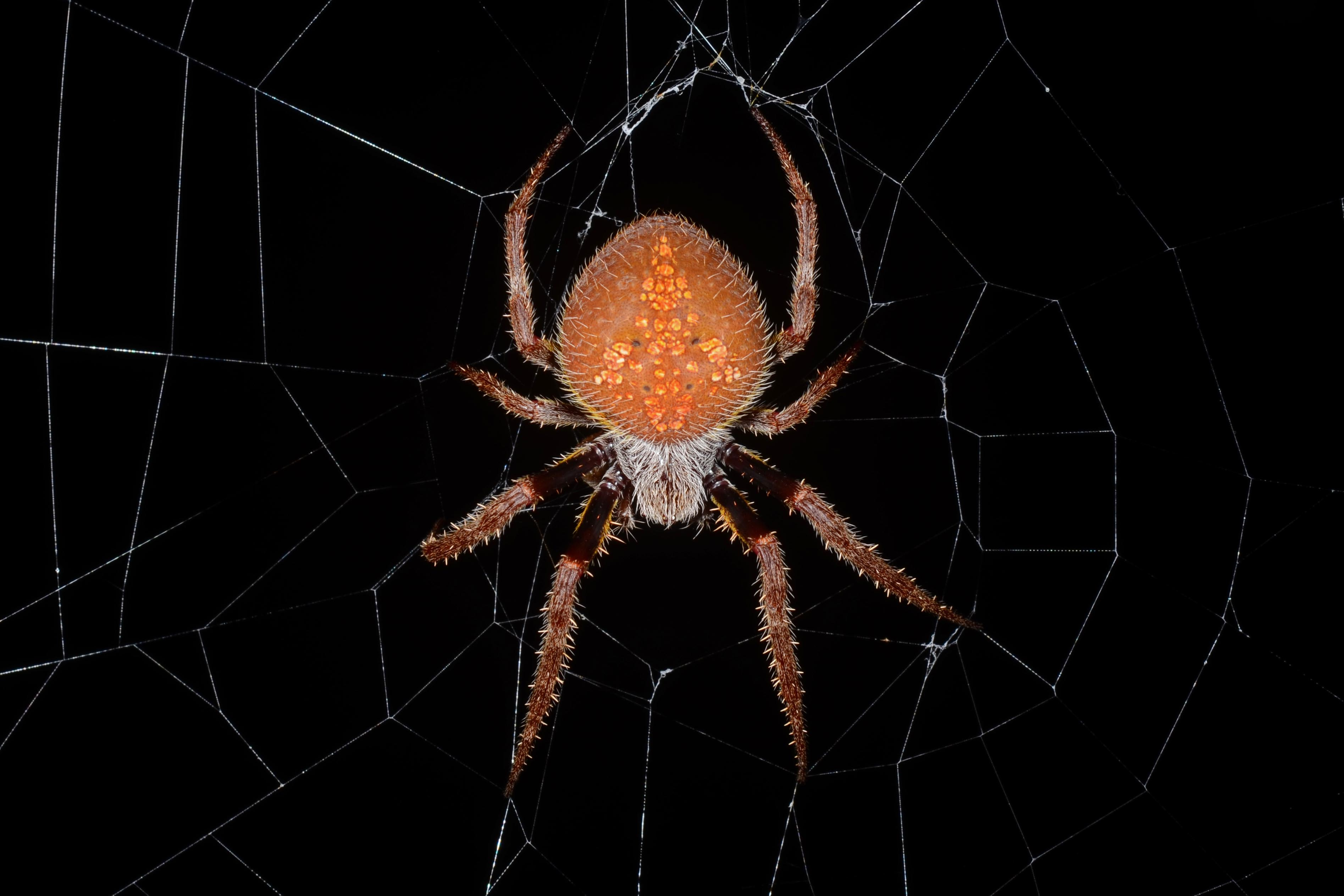
Araña tropical de tela orbicula (Eriophora ravilla). Refugio Nacional de Vida Silvestre de Lower Suwannee, Florida.

Como consecuencia del cambio climático, se han observado pequeñas cantidades de varias especies nuevas normalmente nativas de zonas más frías del norte: búhos nivales, escribanos nivales, patos arlequines y alcas reales. Se han visto en el norte del estado.
- Invertebrados: hormigas carpinteras, termitas, cucarachas americanas, abejas africanizadas, la mariposa azul de Miami y la mantis canosa.

Florida también cuenta con más de 500 especies animales no autóctonas y 1000 insectos no autóctonos repartidos por todo el estado. [Algunas especies exóticas que viven en Florida son la pitón birmana, la iguana verde, el camaleón velado, el tegu blanco y negro argentino, la lubina pavo real, el cíclido maya, el pez león, el coatí de nariz blanca, el macaco rhesus, el mono vervet, la rana arborícola cubana, el sapo de caña, la pava real india, el periquito monje, el periquito tui y muchas más. Algunas de estas especies no autóctonas no suponen una amenaza para ninguna especie autóctona, pero otras sí amenazan a las especies autóctonas de Florida al vivir en el estado y comérselas.

### Flora
El estado tiene más de 26.000 millas cuadradas (67.000 kilómetros cuadrados) de bosques, que cubren aproximadamente la mitad de la superficie del estado.

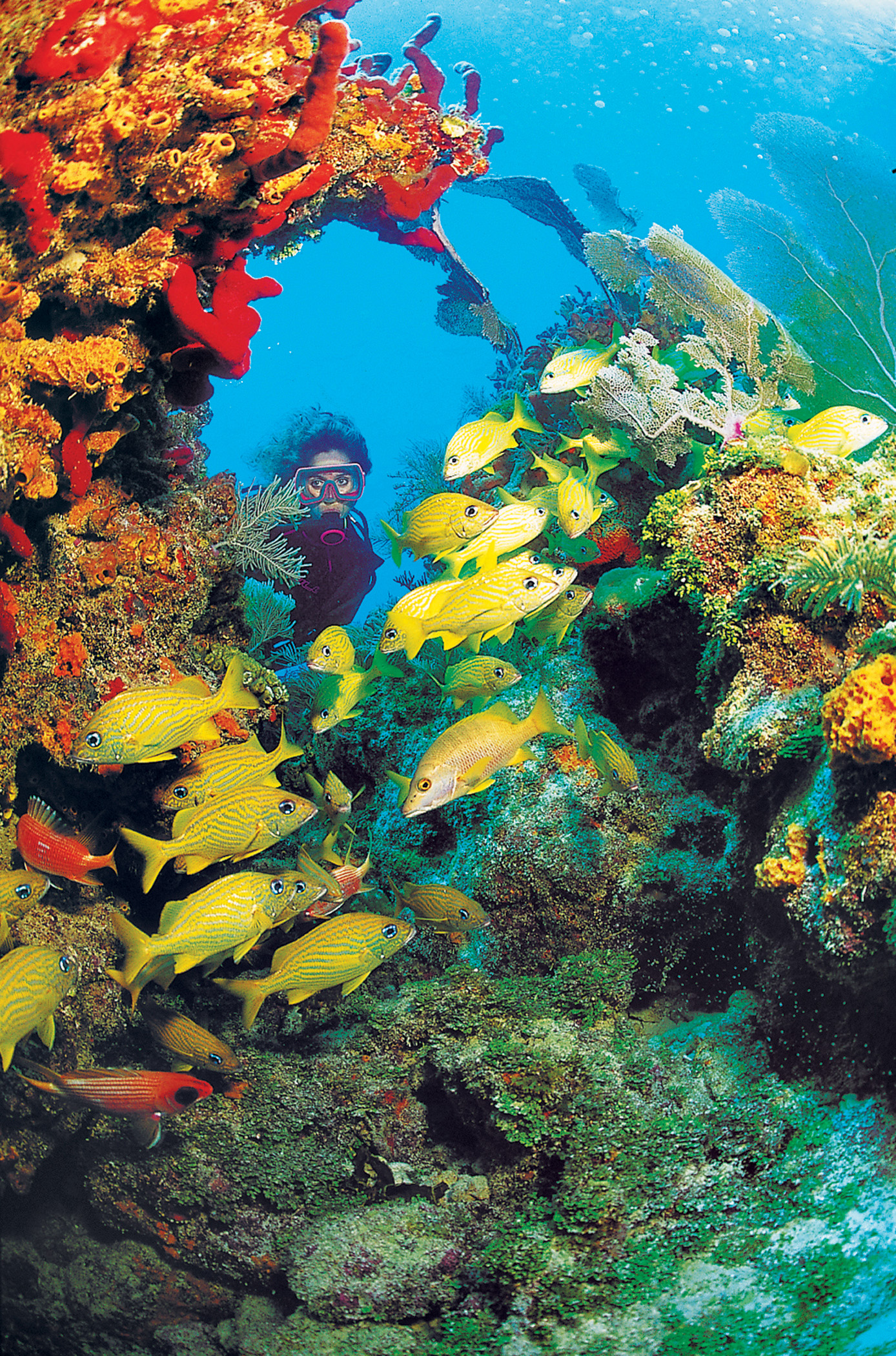
El Arrecife en los Cayos de La Florida

En Florida hay unos 3.000 tipos diferentes de flores silvestres. Es el tercer estado más diverso de la unión, por detrás de California y Tejas, ambos estados más grandes. En Florida, las poblaciones silvestres de cocoteros se extienden por la costa este desde Cayo Hueso hasta Jupiter Inlet, y por la costa oeste desde la isla Marco hasta Sarasota. Se sabe que muchas de las islas coralinas más pequeñas de los Cayos de Florida tienen abundantes cocoteros que brotan de los cocos depositados por las corrientes oceánicas. Los cocoteros se cultivan al norte del sur de Florida hasta aproximadamente Cocoa Beach, en la costa oriental, y la zona de la bahía de Tampa, en la costa occidental.
En la costa levantina del estado, los manglares han dominado normalmente la costa desde Cocoa Beach hacia el sur; las marismas saladas desde San Agustín hacia el norte. Desde San Agustín hacia el sur hasta Cocoa Beach, la costa fluctúa entre ambas, dependiendo de las condiciones meteorológicas anuales. Las tres especies de manglares florecen en primavera y a principios de verano. Los propágulos caen desde finales de verano hasta principios de otoño. Las comunidades vegetales de manglares de Florida cubrían una superficie estimada de 430.000 a 540.000 acres (1.700 a 2.200 kilómetros cuadrados) en Florida en 1981. El 90% de los manglares de Florida se encuentran en el sur del estado, en los condados de Collier, Lee, Miami-Dade y Monroe.

### Arrecife
El arrecife de Florida es la única barrera de coral viva de la parte continental de EE. UU. También es la tercera barrera de coral más grande del mundo, después de la Gran Barrera de Coral en Australia y la de Belice en América Central. Gran parte del arrecife se encuentra dentro del Parque Estatal de Arrecifes de Coral John Pennekamp, que fue el primer parque submarino de EE. UU. El parque contiene mucha vegetación tropical, vida marina y aves marinas.
El Arrecife de Florida se extiende también por otros parques y santuarios, como el Parque Nacional de Dry Tortugas, el Parque Nacional de Biscayne y el Santuario Marino Nacional de los Cayos de Florida. En el Arrecife de Florida viven casi 1.400 especies de plantas y animales marinos, incluidas más de 40 especies de corales pétreos y 500 especies de peces. El Arrecife de Florida, al ser un ecosistema delicado como otros arrecifes de coral, se enfrenta a muchas amenazas, como la sobrepesca, los plásticos en el océano, el blanqueamiento de los corales, el aumento del nivel del mar y los cambios en la temperatura de la superficie marina.

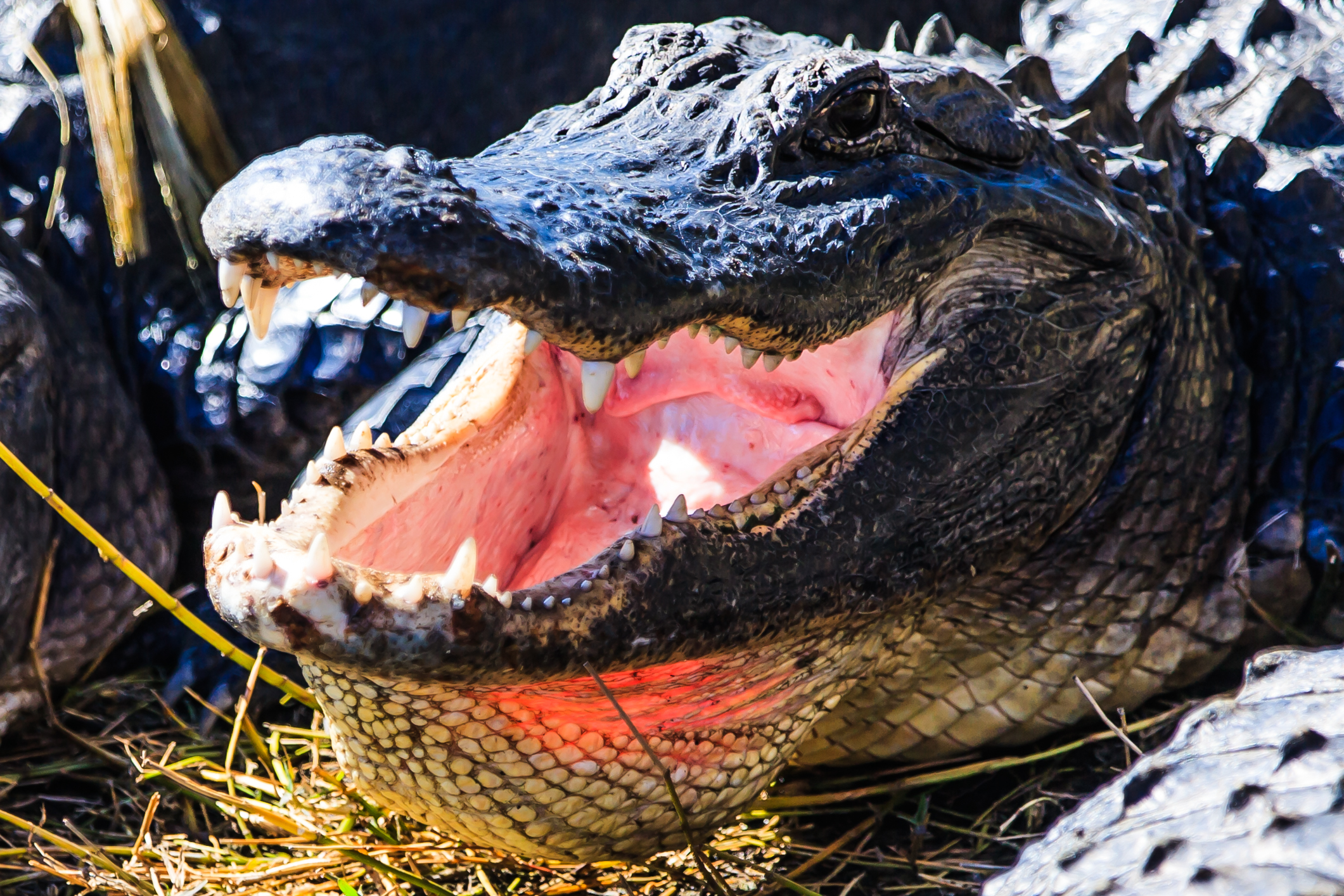
Lagarto de agua dulce en Florida

### Cuestiones medioambientales
Florida es un bajo consumidor de energía per cápita. En 2008, se estima que aproximadamente el 4% de la energía del estado se genera a través de recursos renovables. La producción energética de Florida es el 6% de la producción total de energía del país, mientras que la producción total de contaminantes es menor, con cifras del 6% para el óxido de nitrógeno, 5% para el dióxido de carbono y 4% para el dióxido de azufre. Los incendios forestales en Florida se producen en todas las épocas del año. Todos los recursos de agua potable están controlados por el gobierno estatal a través de cinco autoridades regionales del agua desde 1972.
La marea roja ha sido un problema en la costa suroeste de Florida, así como en otras zonas. Aunque se han hecho muchas conjeturas sobre la causa de la proliferación de algas tóxicas, no hay pruebas de que esté causada por la contaminación ni de que haya aumentado la duración o la frecuencia de las mareas rojas. La marea roja está acabando con la fauna o los peces tropicales y los arrecifes de coral, poniendo todo en peligro.

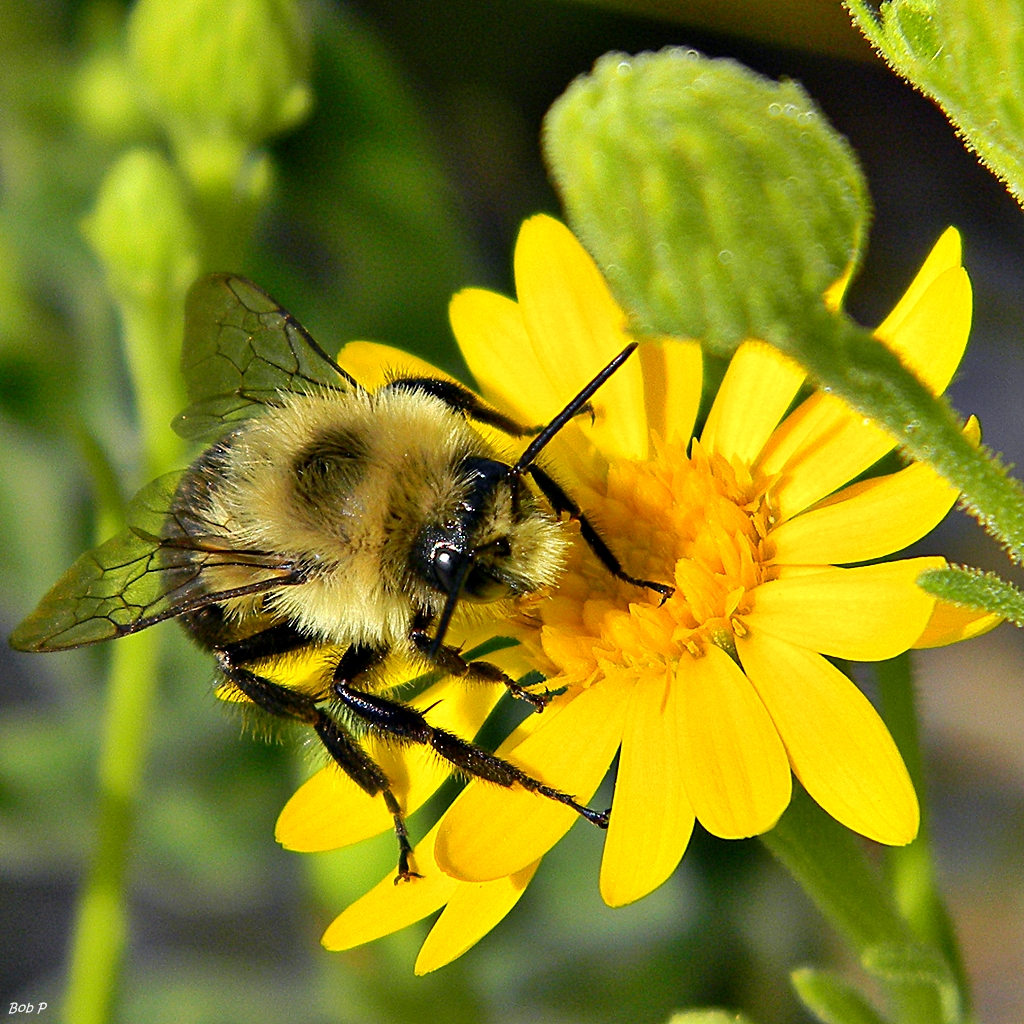
Abejorro oriental (Bombus impatiens) en la costa de Florida

La pantera de Florida está a punto de extinguirse. En 2009 murieron 23 ejemplares, la cifra récord, principalmente por colisiones con automóviles, por lo que quedan unos 100 individuos en libertad. Por ello, el Centro para la Diversidad Biológica y otros han pedido que se establezca una zona especial protegida para la pantera. Los manatíes también están muriendo a un ritmo superior al de su reproducción. Los flamencos americanos son raros de ver en Florida debido a su caza en la década de 1900, donde se llegó a considerar completamente extirpados. Ahora los flamencos se están reproduciendo hacia hacer una reaparición en el sur de Florida, ya que se considera categóricamente autóctono del estado y también ahora están siendo protegidos.
Gran parte de Florida tiene una elevación de menos de 12 pies (3,7 m), incluyendo muchas zonas pobladas. Las playas del Atlántico, vitales para la economía del estado, están siendo arrastradas mar adentro debido a la subida del nivel del mar provocada por el cambio climático. La zona de playas de Miami, próxima a la plataforma continental, se está quedando sin reservas accesibles de arena marina. Las temperaturas elevadas pueden dañar los arrecifes de coral, provocando su blanqueamiento.
El primer incidente de blanqueamiento registrado en el arrecife de Florida fue en 1973. Los incidentes de blanqueamiento se han hecho más frecuentes en las últimas décadas, en correlación con el aumento de las temperaturas de la superficie del mar. La enfermedad de la banda blanca también ha afectado negativamente a los corales del arrecife de Florida.

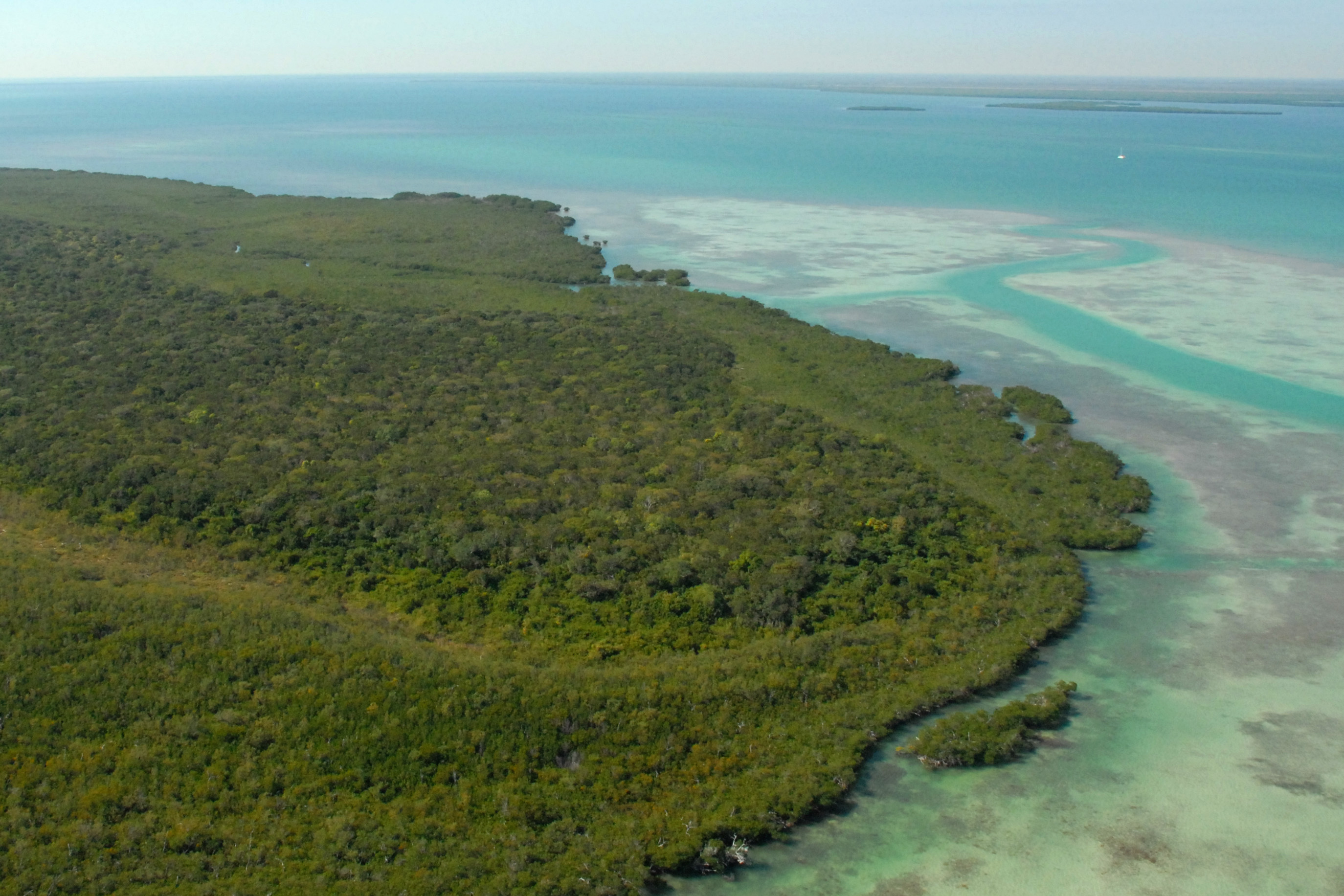
Cayo Totten, Florida

### Geología
La península de Florida es una meseta porosa de caliza cárstica asentada sobre un lecho rocoso conocido como Plataforma de Florida.
Los mayores yacimientos de potasa de Estados Unidos se encuentran en Florida. Los mayores yacimientos de fosfato de roca del país se encuentran en Florida. La mayor parte se encuentra en Bone Valley.
En todo el estado hay extensos sistemas de cuevas submarinas, sumideros y manantiales que suministran la mayor parte del agua utilizada por los residentes. La piedra caliza está coronada por suelos arenosos depositados como antiguas playas a lo largo de millones de años, a medida que el nivel del mar subía y bajaba. Durante el último período glaciar, los niveles del mar más bajos y un clima más seco revelaron una península mucho más amplia, en gran parte sabana. Aunque hay sumideros en gran parte del estado, los sumideros modernos han tendido a estar en el centro-oeste de Florida.

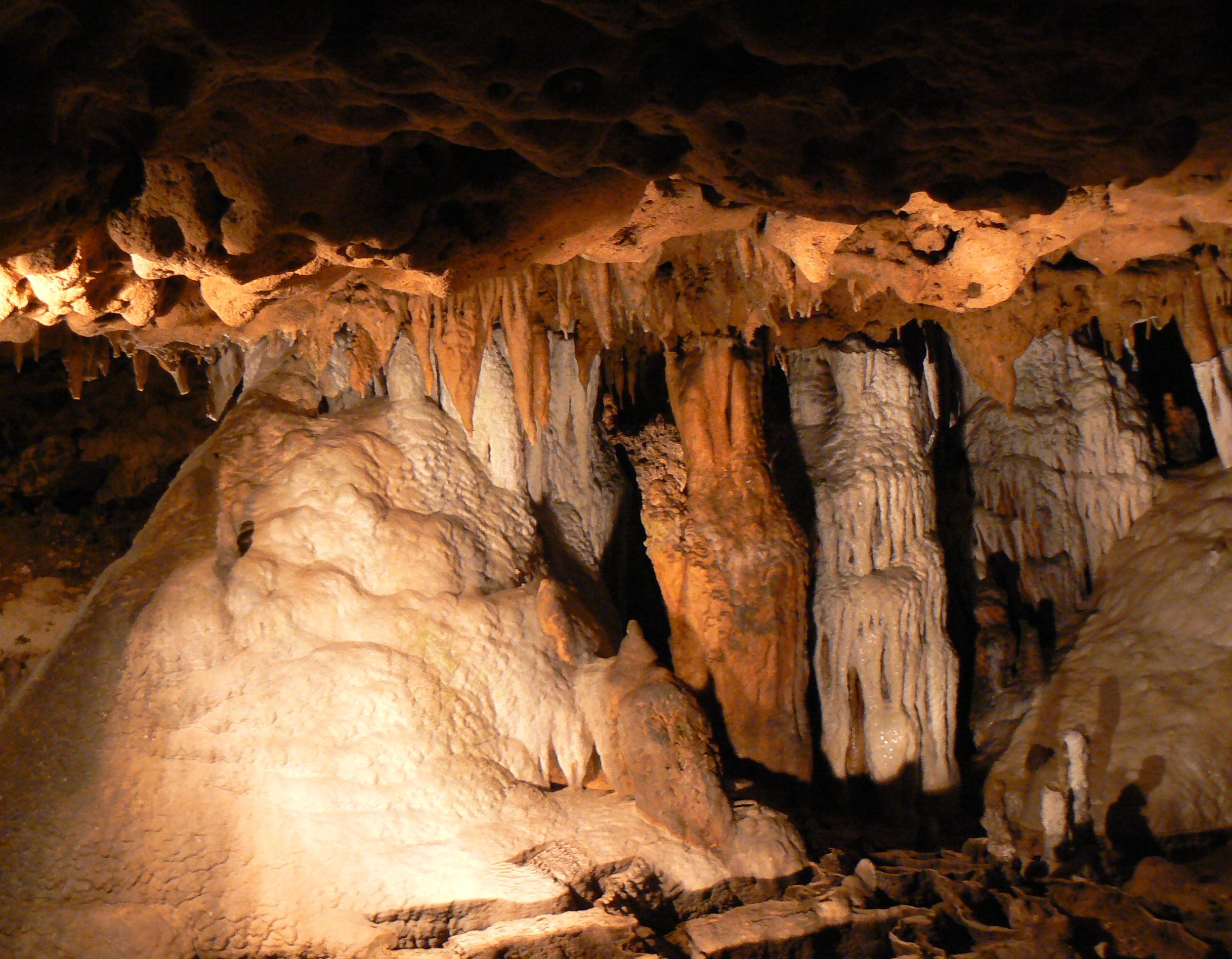
Parque estatal de las Cavernas de Florida

El Parque Nacional de los Everglades abarca 6.110 kilómetros cuadrados (1.509.000 acres) en los condados de Dade, Monroe y Collier, en Florida. Los Everglades, un río de caudal lento y enorme anchura, abarcan el extremo sur de la península. Las reclamaciones por daños causados por socavones en propiedades del estado superaron un total de 2.000 millones de dólares entre 2006 y 2010. El socavón de Winter Park, en el centro de Florida, apareció el 8 de mayo de 1981. Tenía aproximadamente 107 m (350 pies) de ancho y 23 m (75 pies) de profundidad.
Se trata de uno de los mayores sumideros que se han formado recientemente en Estados Unidos. El río Econlockhatchee (abreviado río Econ) es un afluente de aguas negras del río St. Johns, de 87,7 km de longitud, que fluye hacia el norte y es el río más largo del estado estadounidense de Florida. El río Econ atraviesa los condados de Osceola, Orange y Seminole en Florida Central, justo al este del área metropolitana de Orlando (al este de la carretera estatal 417). Se trata de una de las aguas más importantes de Florida.
Los terremotos son poco frecuentes porque Florida no se encuentra cerca de ningún límite de placa tectónica.

## Demografía

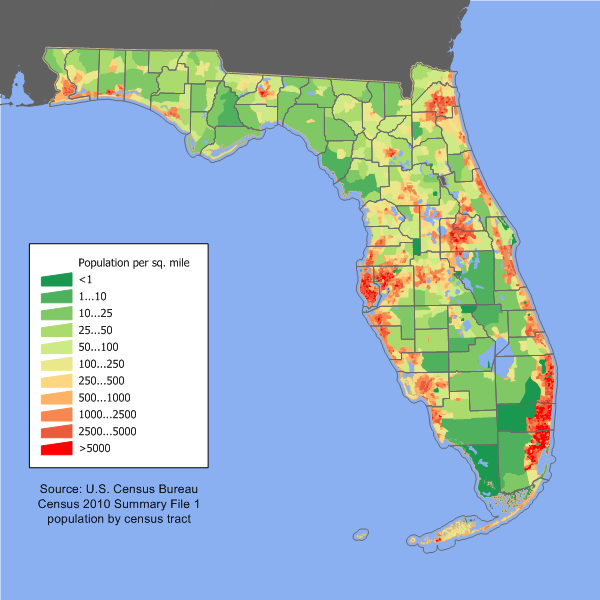
Densidad de población en Florida.

Actualmente el estado de Florida cuenta con una población de 19 317 568, de los cuales :
Según el censo de 2010 la población blanca sola es de 75,0 %, la de blanca no hispana 57,9 %, dos o más razas representa el 2,5 %, negra o afroamericana 16,0 %, hispana (de cualquier raza) 22,5 %, Asiático 2,4 % y indio americano 0,4 %.
- El 75 % son de rasgos blancos.
- El 16 % son de rasgos africanos.
- El 0,4 % son indígenas norteamericanos u oriundos de Alaska.
- El 2,4 % son de rasgos asiáticos.
- El resto lo conforman personas de otras razas.
- Hispanos[59] componen el 22,5% de la población.

La lengua oficial de Florida es el inglés. No obstante, sobre todo en el sur y debido al elevado número de hispanos, se habla mucho español. En mayo de 1993, el Consejo de Dade County (la región de Miami) derogó una ley antigua que convirtió en inglés la lengua oficial en la administración. Actualmente no hay una lengua oficial en el condado de Miami-Dade. 
Más recientemente, la municipalidad de Doral, mediante resolución 13-048 de 18 de marzo de 2013, ha reconocido el español como «la segunda lengua oficial más usada y hablada en la ciudad».

### Religión

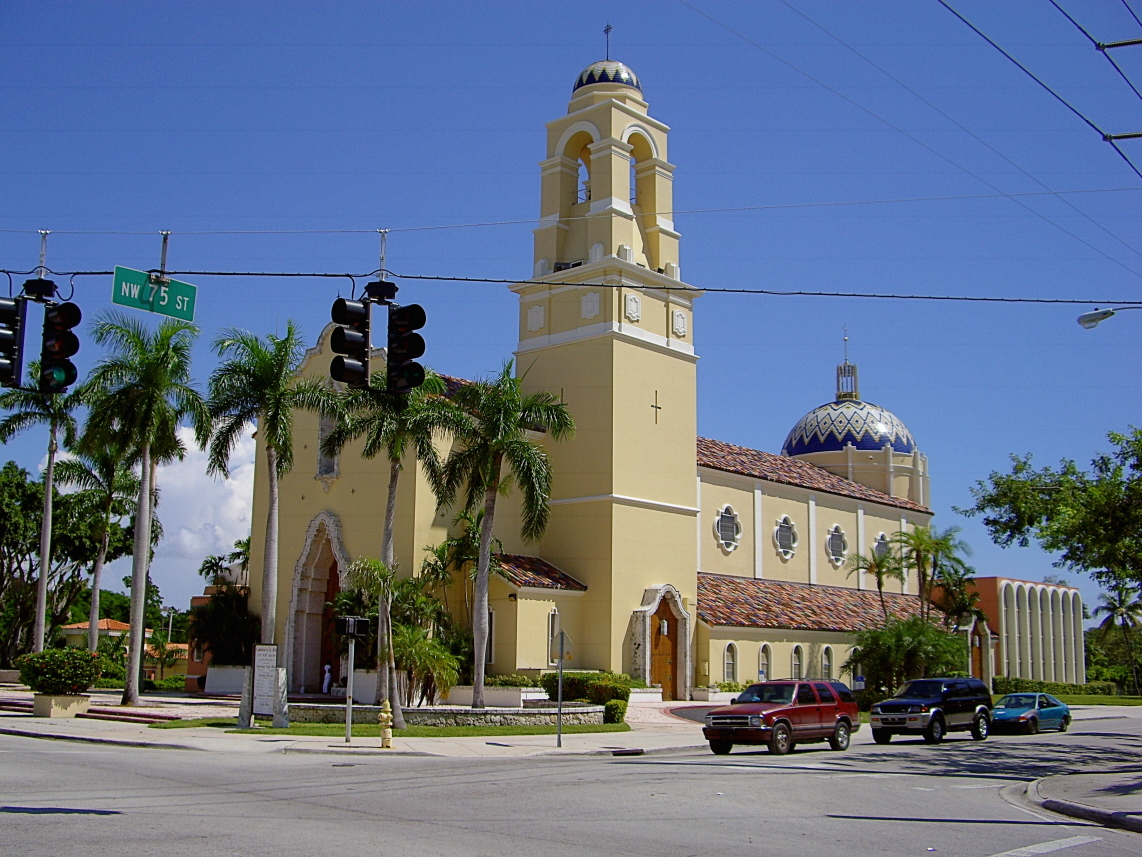
La Catedral de Santa María de Miami, el principal templo católico de la ciudad.

La población de Florida es mayoritariamente cristiana con diversos grupos con doctrinas diferentes, la denominación cristiana más grande es la católica, que ha crecido debido a la inmigración y que empezó con la colonización española y la fundación de San Agustín en septiembre de 1565. En 2010, las tres mayores confesiones cristianas de Florida eran la Iglesia Católica, la Convención Bautista del Sur y la Iglesia Metodista Unida. También hay un grupo apreciable de judíos, localizados principalmente en la ciudad de Miami y en Boca Ratón, en el Condado de Palm Beach. Los grupos protestantes llegaron con la anexión a Estados Unidos y se componen de diversidad de denominaciones. Por ejemplo la Iglesia de Dios Ministerial de Jesucristo Internacional tiene su sede mundial en el casco urbano de Weston, Condado de Broward.
Es el estado del sur de Estados Unidos con mayor población judía.
- Las afiliaciones religiosas se muestran aquí:

| Religión 2018       | total de población |
| ------------------- | ------------------ |
| Grupos Protestantes | 10.282.160         |
| Iglesia Católica    | 4.406.640          |
| Otras religiones    | 1.259.040          |
| Sin religión        | 5.036.160          |

- Cristianos, 70 %

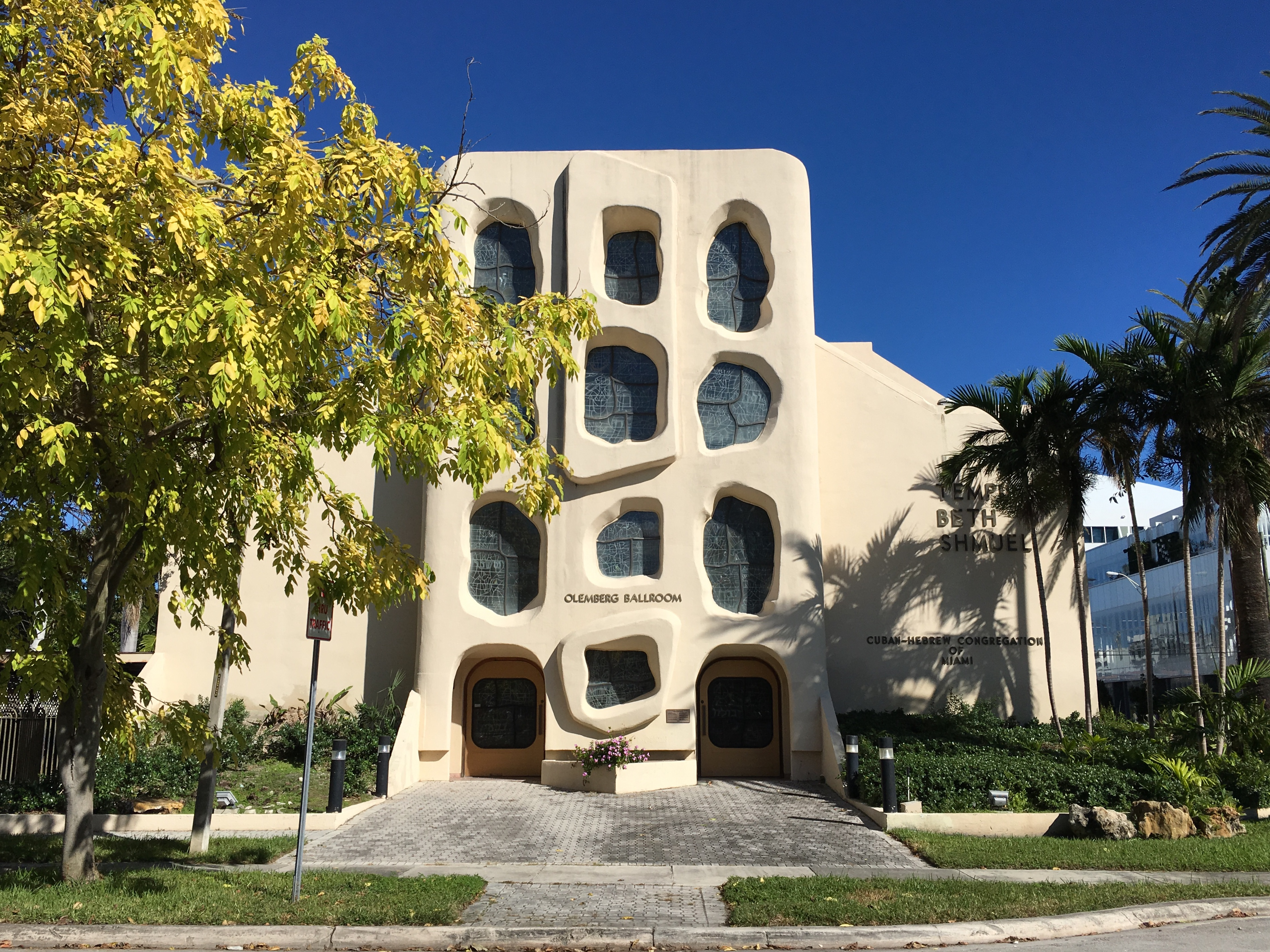
Sinagoga de la comunidad Judía Cubana en Miami

  - Diversos Grupos Protestantes, 49 %
  - Católicos, 21 %
- Otras religiones, 6 %
- Sin religión, 24 %

### Localidades importantes
| Más de 800 000 habitantes - Jacksonville 805 605 Más de 400 000 habitantes - Miami 409 719 -- • Pobl metropolitana de Miami 5 564 635 hab. Más de 300 000 habitantes - Tampa 336 823 Más de 200 000 habitantes - San Petersburgo 246 407 - Orlando 227 907 - Hialeah 212 217 Más de 150 000 habitantes - Fort Lauderdale 183 606 - Tallahassee 168 979 - Cape Coral 156 891 - Port Saint Lucie 151 391 | Más de 100 000 habitantes - Pembroke Pines 146 828 - Hollywood 142 473 - Miramar 128 240 - Coral Springs 126 875 - Gainesville 114 375 - Clearwater 106 642 - Pompano Beach 102 745 - Palm Bay 100 116 |  |

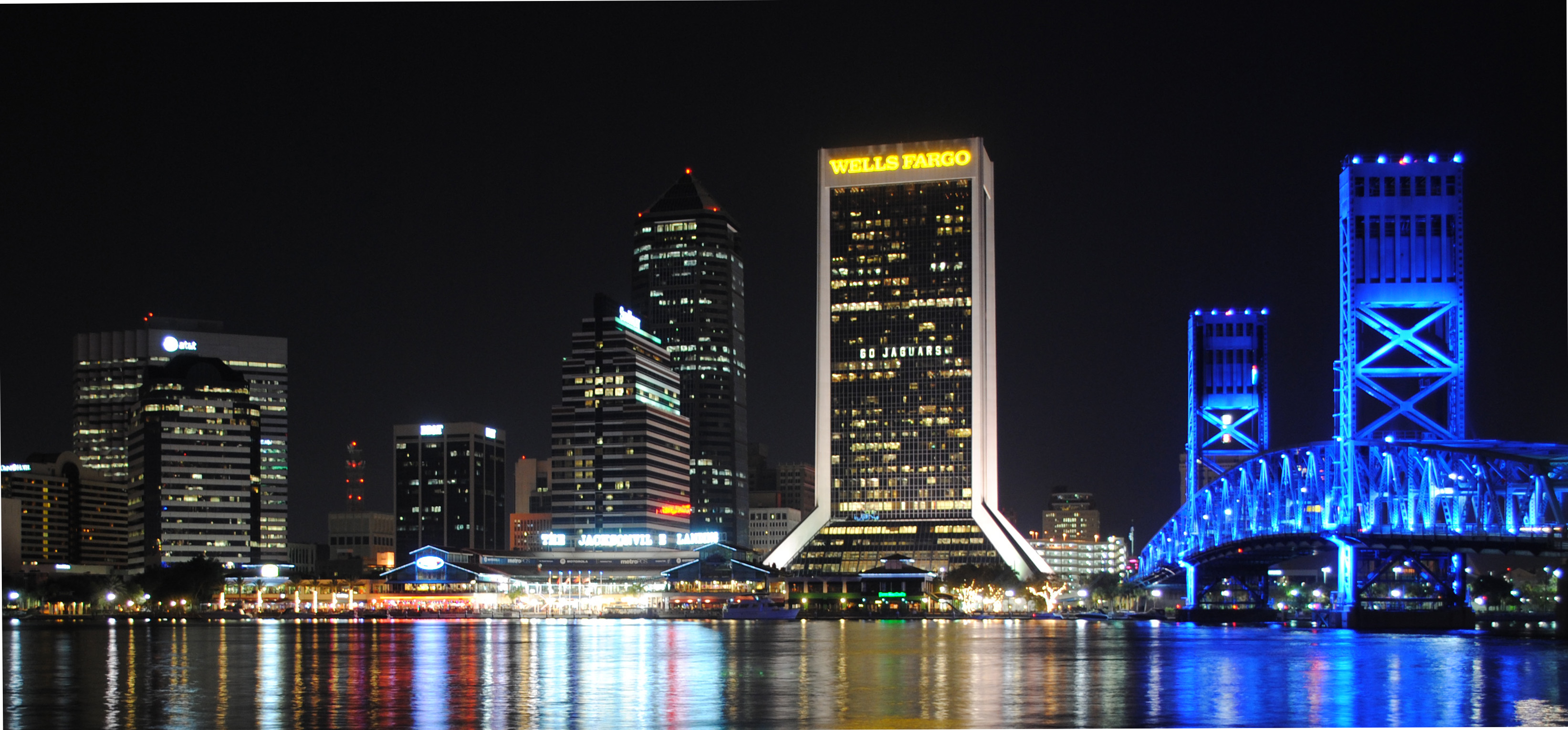
Jacksonville
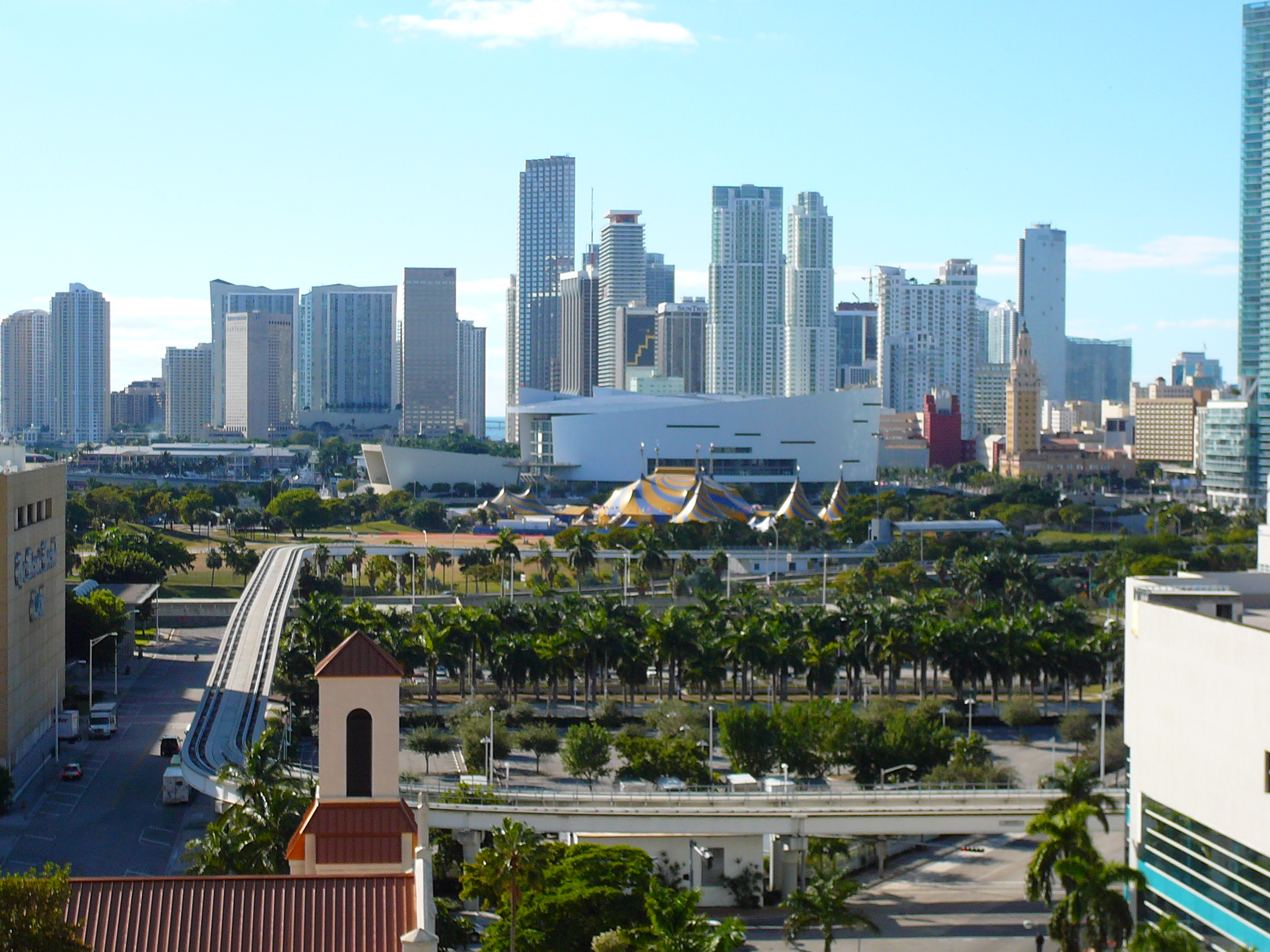
Miami
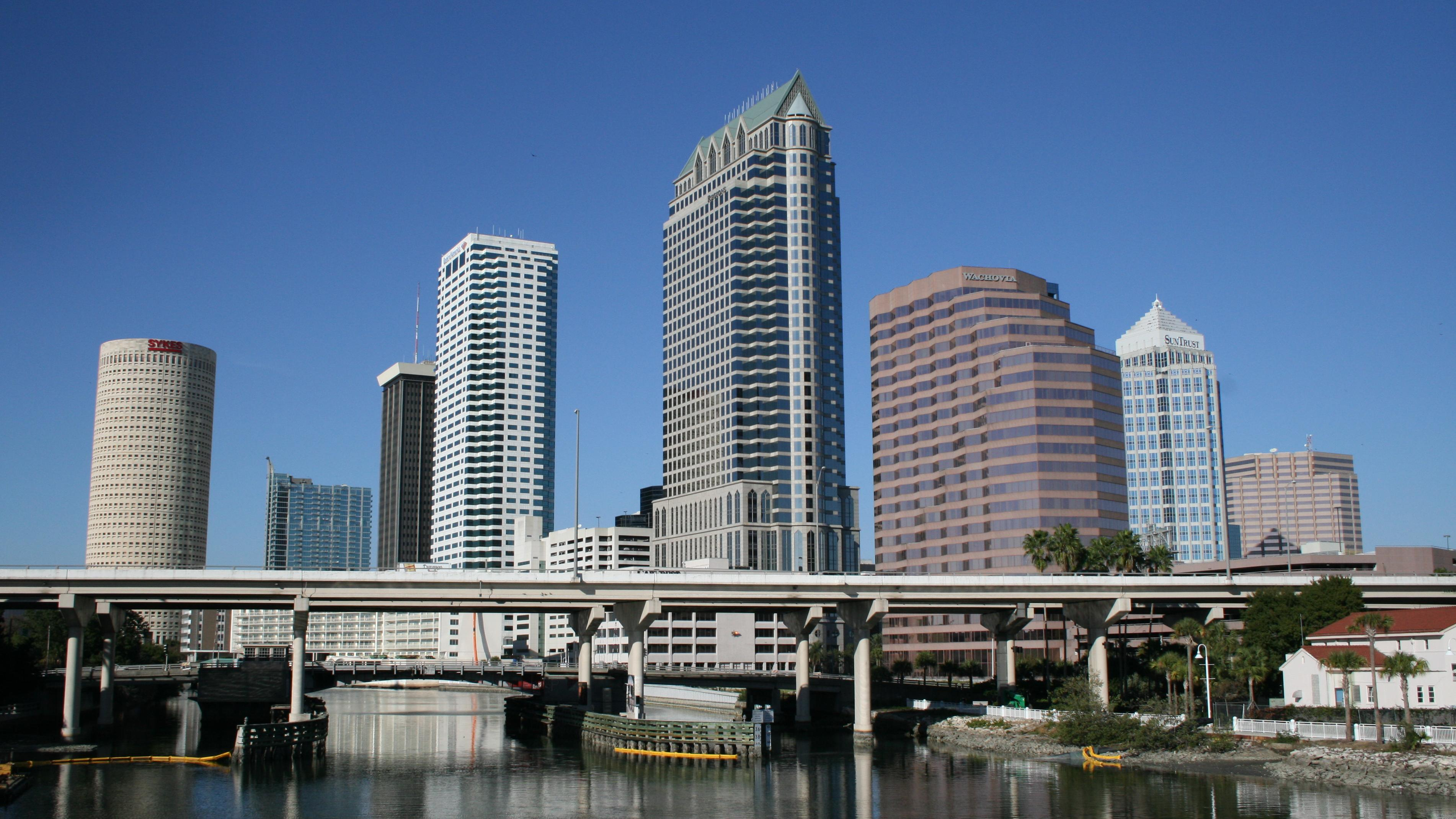
Tampa
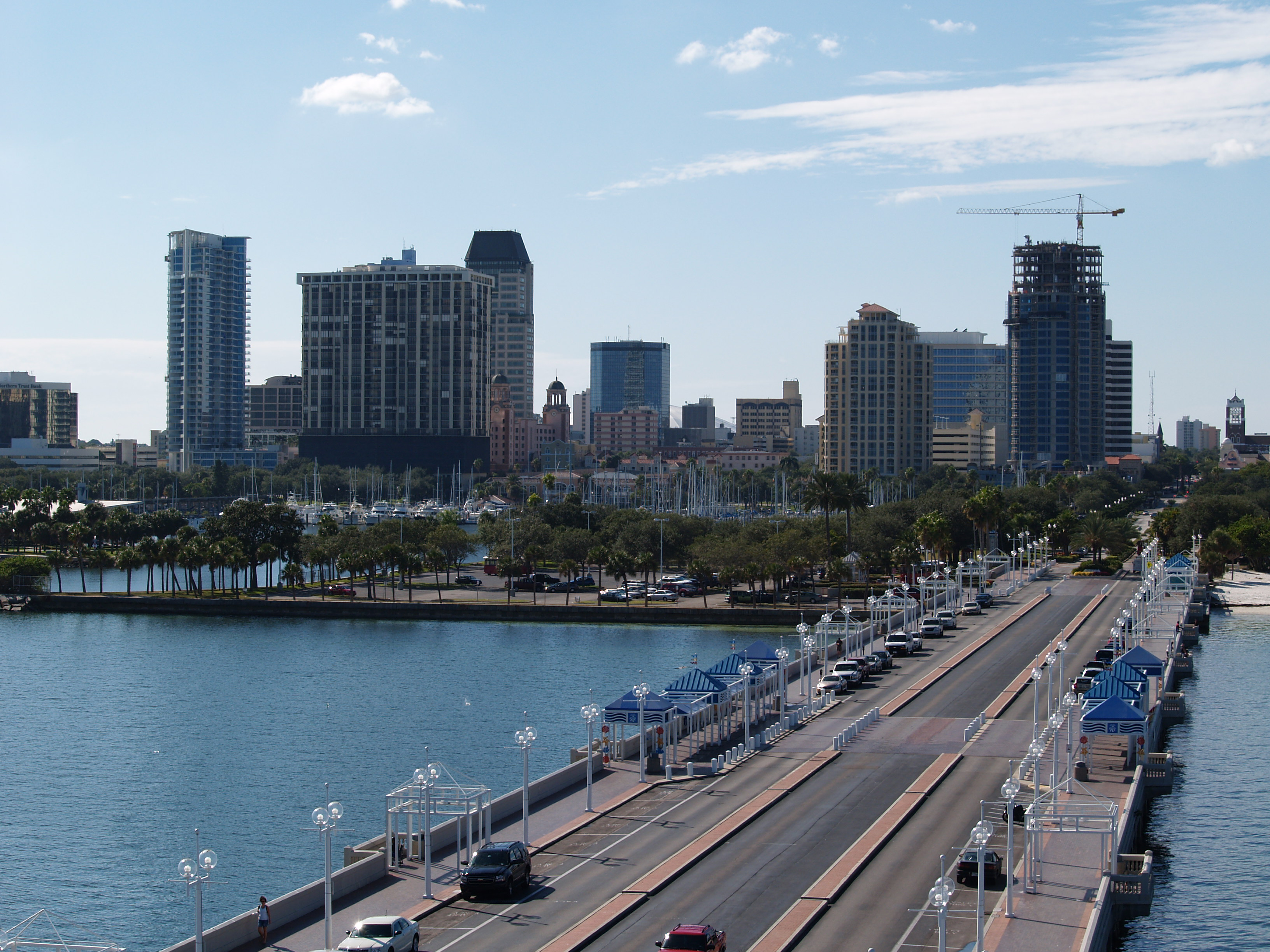
St. Petersburg
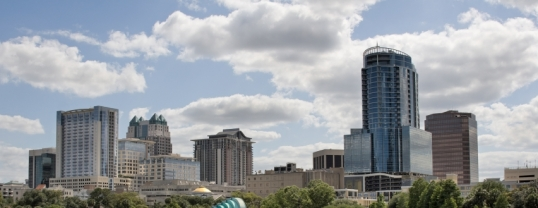
Orlando
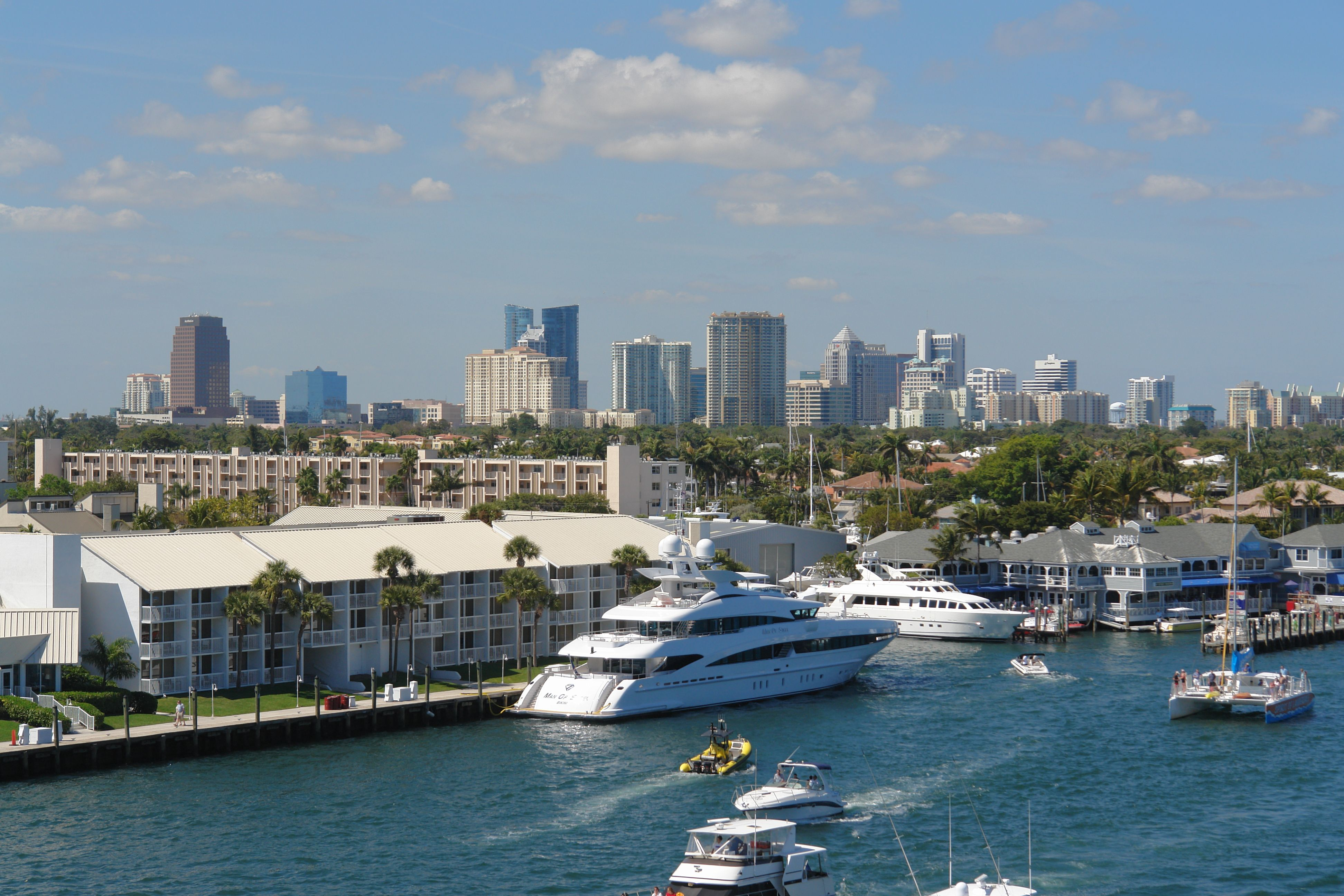
Fort Lauderdale
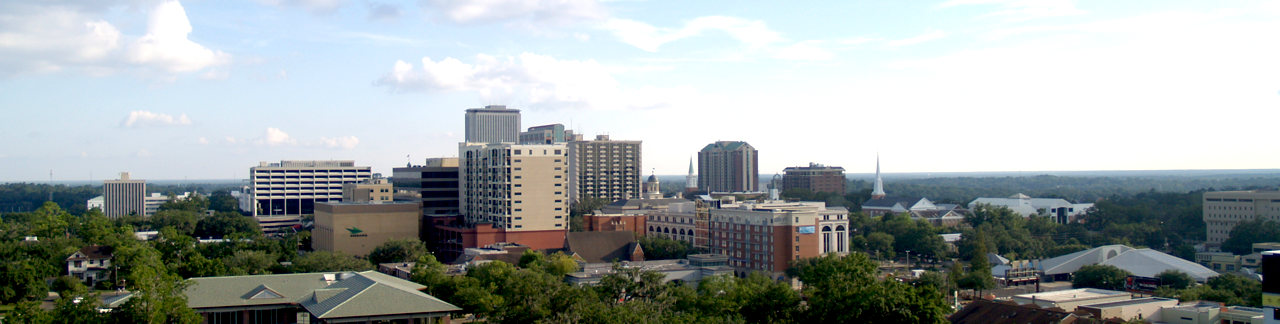
Tallahassee
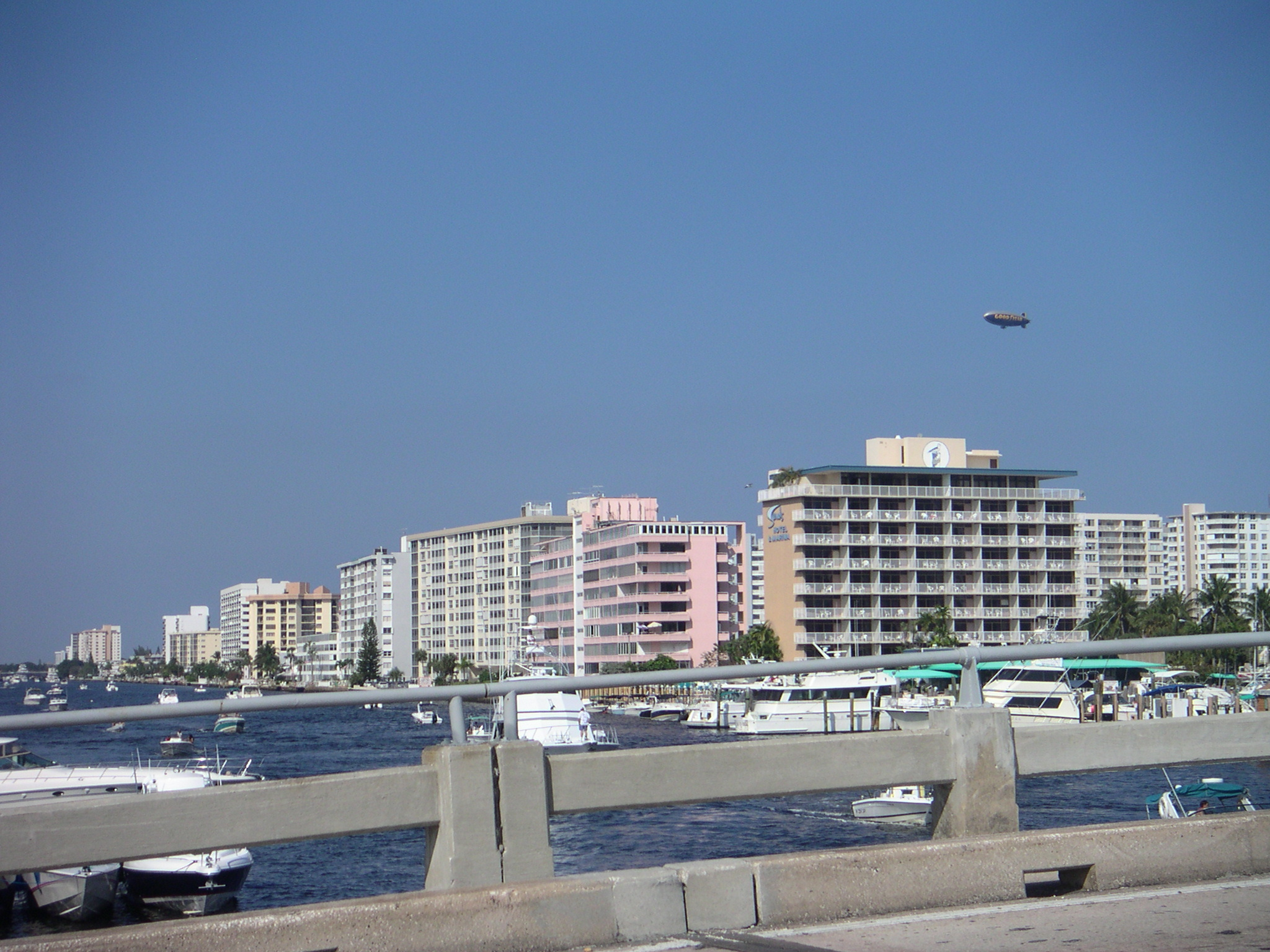
Pompano Beach

### Sanidad

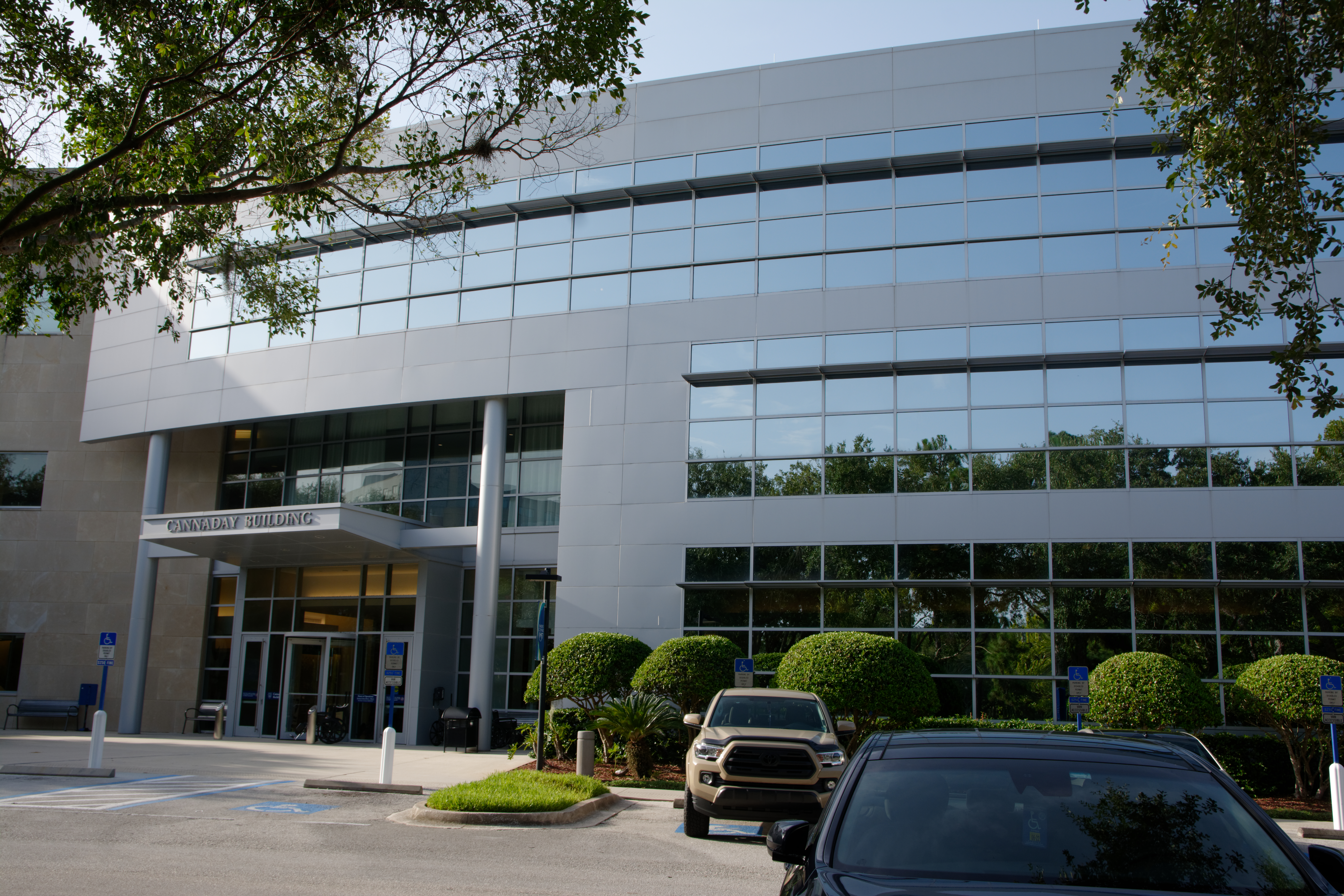
Clínica Mayo en Jacksonville Beach, Florida

En 2009 había 2,7 millones de pacientes de Medicaid (programa de salud del gobierno estadounidense) en Florida. El gobernador de ese entonces propuso añadir 2.600 millones de dólares para atender a los 300.000 pacientes adicionales previstos para 2011. El coste de atender a 2,3 millones de clientes en 2010 fue de 18.800 millones de dólares, lo que supone casi el 30% del presupuesto de Florida. Medicaid pagó el 60% de todos los nacimientos en Florida en 2009. El estado tiene un programa para quienes no están cubiertos por Medicaid.
En 2013, Florida se negó a participar en la provisión de cobertura para los no asegurados bajo la Ley de Asistencia Asequible, coloquialmente llamada Obamacare. La legislatura de Florida también se negó a aceptar financiación federal adicional para Medicaid, a pesar de que esto habría ayudado a sus electores sin coste alguno para el estado. Como resultado, Florida ocupa el segundo lugar, después de Tejas, en el porcentaje de ciudadanos sin seguro médico.

### Educación
En 2020, Florida fue clasificado como el tercer mejor estado de Estados Unidos en educación K-12, superando a la nación en 15 de 18 métricas en el informe 2020 Quality Counts de Education Week. En términos de K-12 Achievement, que mide el progreso en áreas como la excelencia académica y las tasas de graduación, el estado fue calificado con "B-" en comparación con un promedio nacional de C. La educación superior de Florida fue clasificada en primer lugar y la educación pre-K-12 fue clasificada como la 27.ª mejor a nivel nacional por el reporte de U.S. News & World.

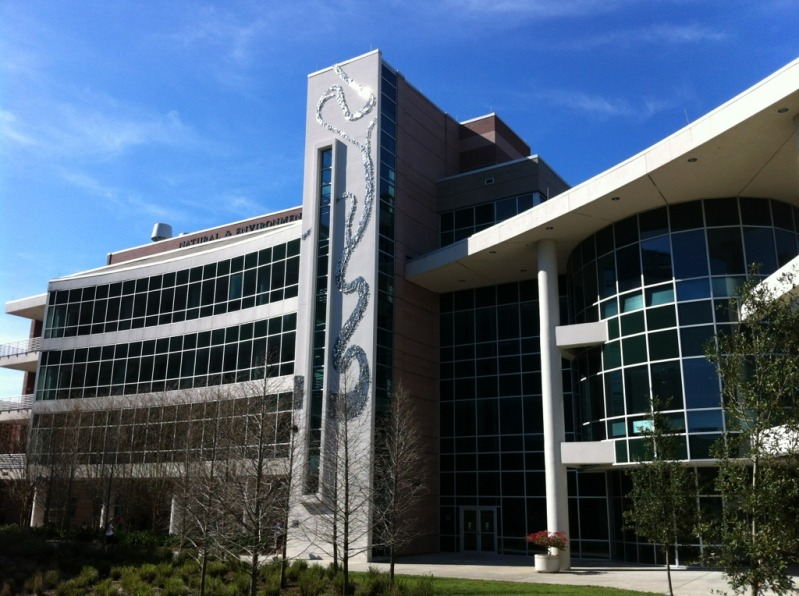
Universidad de Florida Sur

Con un sistema educativo compuesto por distritos escolares públicos e instituciones privadas independientes, Florida tenía 2.833.115 estudiantes matriculados en 4.269 escuelas públicas primarias, secundarias y vocacionales en los 67 distritos escolares regulares o siete especiales de Florida en 2018. El condado de Miami-Dade es el más grande de los 67 distritos regulares de Florida, con más de 350 mil estudiantes, y el condado de Jefferson es el más pequeño, con menos de mil estudiantes. Florida gastó $8,920 por cada estudiante en 2016, y ocupó el puesto 43 en la nación en gastos por estudiante.
Los sistemas escolares primarios y secundarios de Florida son administrados por el Departamento de Educación de Florida. Los distritos escolares están organizados dentro de los límites de los condados. Cada distrito escolar tiene un Consejo de Educación electo que establece la política, el presupuesto, los objetivos y aprueba los gastos. La gestión es responsabilidad de un Superintendente de escuelas.
El Departamento de Educación de Florida está obligado por ley a formar a los educadores en la enseñanza del inglés para hablantes de otros idiomas (ESOL) como en el caso de los hablantes del Español.

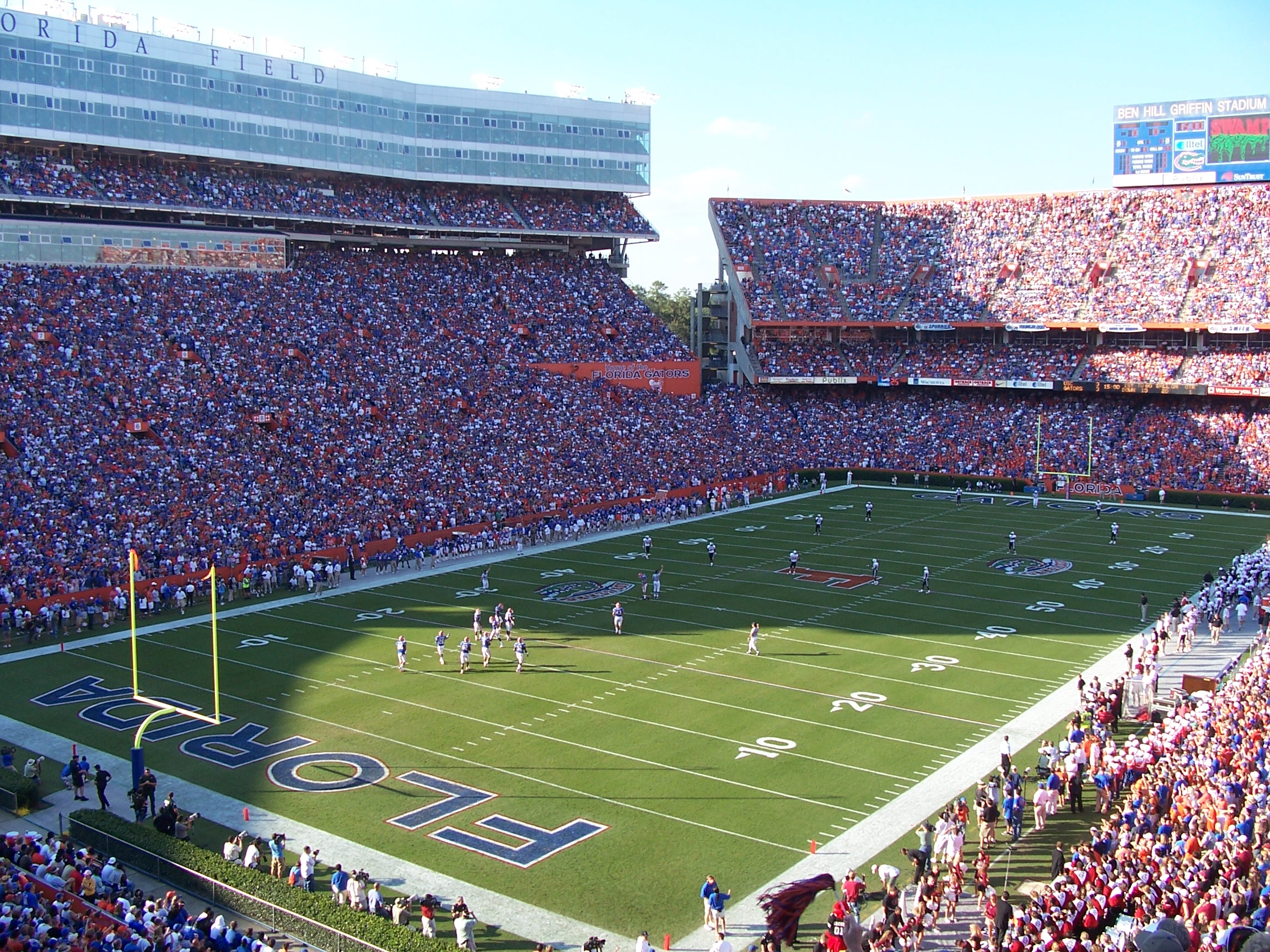
Estadio Ben Hill Griffin en la Universidad de Florida

El Sistema de Universidades Estatales de Florida fue fundado en 1905, y está gobernado por la Junta de Gobernadores de Florida. Durante el año académico 2019, 346,604 estudiantes asistieron a una de estas doce universidades. En 2016, Florida cobró la segunda matrícula más baja de la nación para programas de cuatro años, a $26,000 para estudiantes estatales y $86,000 para estudiantes no estatales; esto se compara con un promedio de $34,800 a nivel nacional para estudiantes estatales.
A partir de 2020, cuatro universidades de Florida se encuentran entre las 10 universidades más grandes por número de matriculados en los Estados Unidos: La Universidad Central de Florida (1.ª), la Universidad Internacional de Florida (4.ª), la Universidad de Florida (5.ª) y la Universidad del Sur de Florida (8.ª).
El sistema universitario de Florida está formado por 28 universidades públicas comunitarias y estatales con 68 campus repartidos por todo el estado. En 2016, la matrícula constaba de más de 813.838 estudiantes.
Los Colegios y Universidades Independientes de Florida es una asociación de 30 instituciones educativas privadas en el estado. Esta Asociación informó que sus instituciones miembros atendieron a más de 158.000 estudiantes en el otoño de 2020.

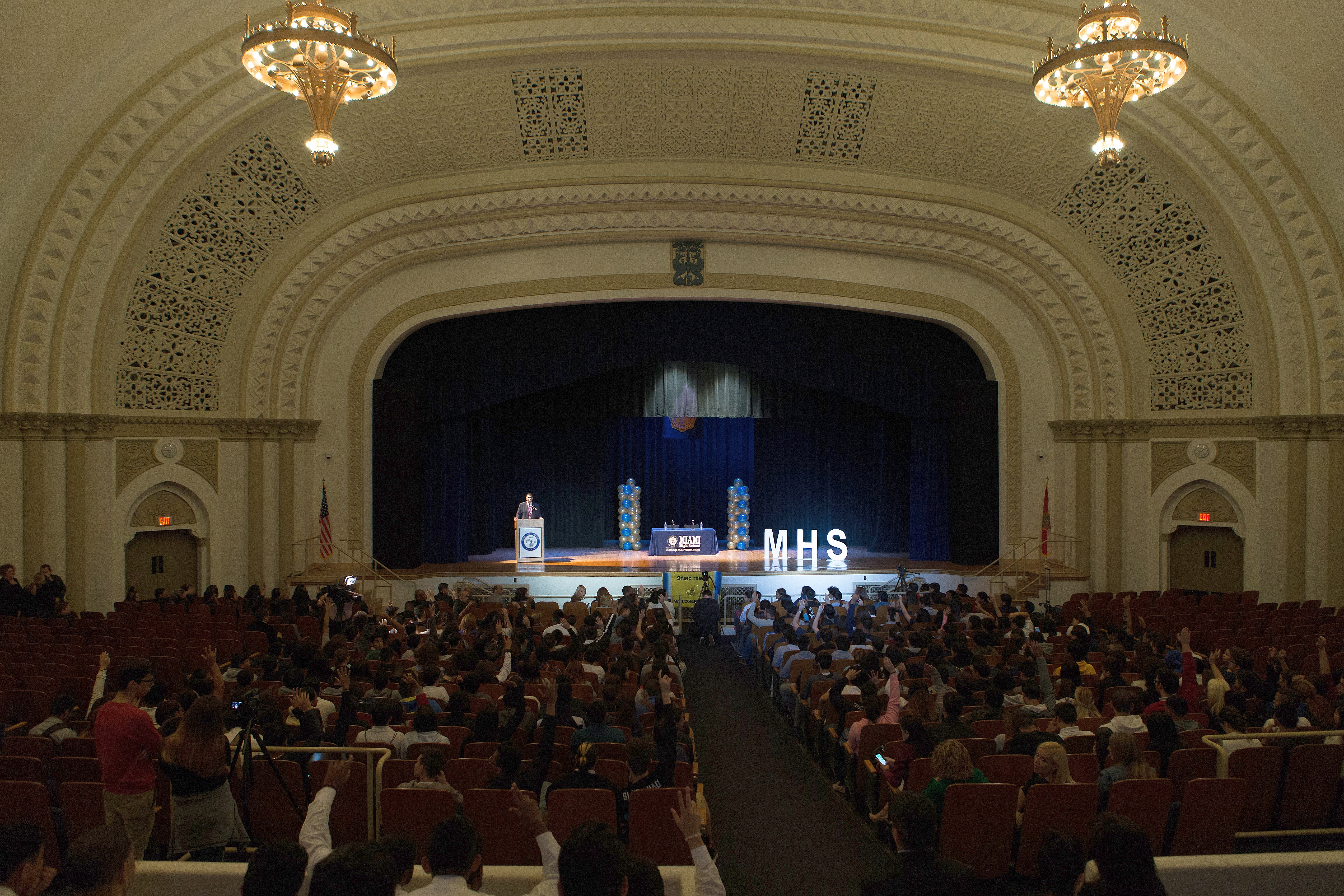
Miami High School (Escuela Secundaria de Miami), Florida

La Universidad de Miami, ubicada en Coral Gables, es una de las principales instituciones privadas de investigación de Estados Unidos. La primera universidad privada de Florida, Stetson University, se fundó en 1883.
Centros de estudios superiores
- Universidad Barry
- Bethune-Cookman College
- Carlos Albizu University of Miami
- Clearwater Christian College
- Daytona Beach College
- Eckerd College of Florida
- Edward Waters Black College
- Félix Varela Senior High School
- Florida Flagler College
- Universidad Mecánica y Agrónoma de la Florida
- Florida Atlantic University
- Florida Christian College
- Florida College Learning
- Florida Gulf Coast University
- Florida Hospital College of Health
- Florida Institute of Technology
- Universidad Internacional de la Florida
- Florida Memorial College
- Florida Metropolitan University
- Florida National College
- Florida Southern College
- Universidad Estatal de la Florida
- Panama City Campus
- Hobe Sound Bible College
- International College
- International Fine Arts College
- Universidad de Jacksonville
- Jones College of Florida
- Lynn University of Florida
- Miami Dade College
- Northwood University
- Nova Southeastern University
- Palm Beach Atlantic College
- Ringling School of Art and Design
- Rollins College of Florida
- Saint John Vianney College Seminary
- Saint Leo College
- St. Thomas University
- St. Petersburg College
- Florida Bible Theological Seminary
- Southeastern College Assemblies
- Stetson University of Florida
- Talmudic University of Florida
- Trinity College of Florida
- Troy State University Florida Region
- Universidad de Florida Central
- Universidad de la Florida
- Universidad de Miami
- Universidad de Florida Norte
- Universidad de Florida Sur
- Universidad de Tampa
- Universidad de Florida Occidental
- Universidad de Tecnología y Educación

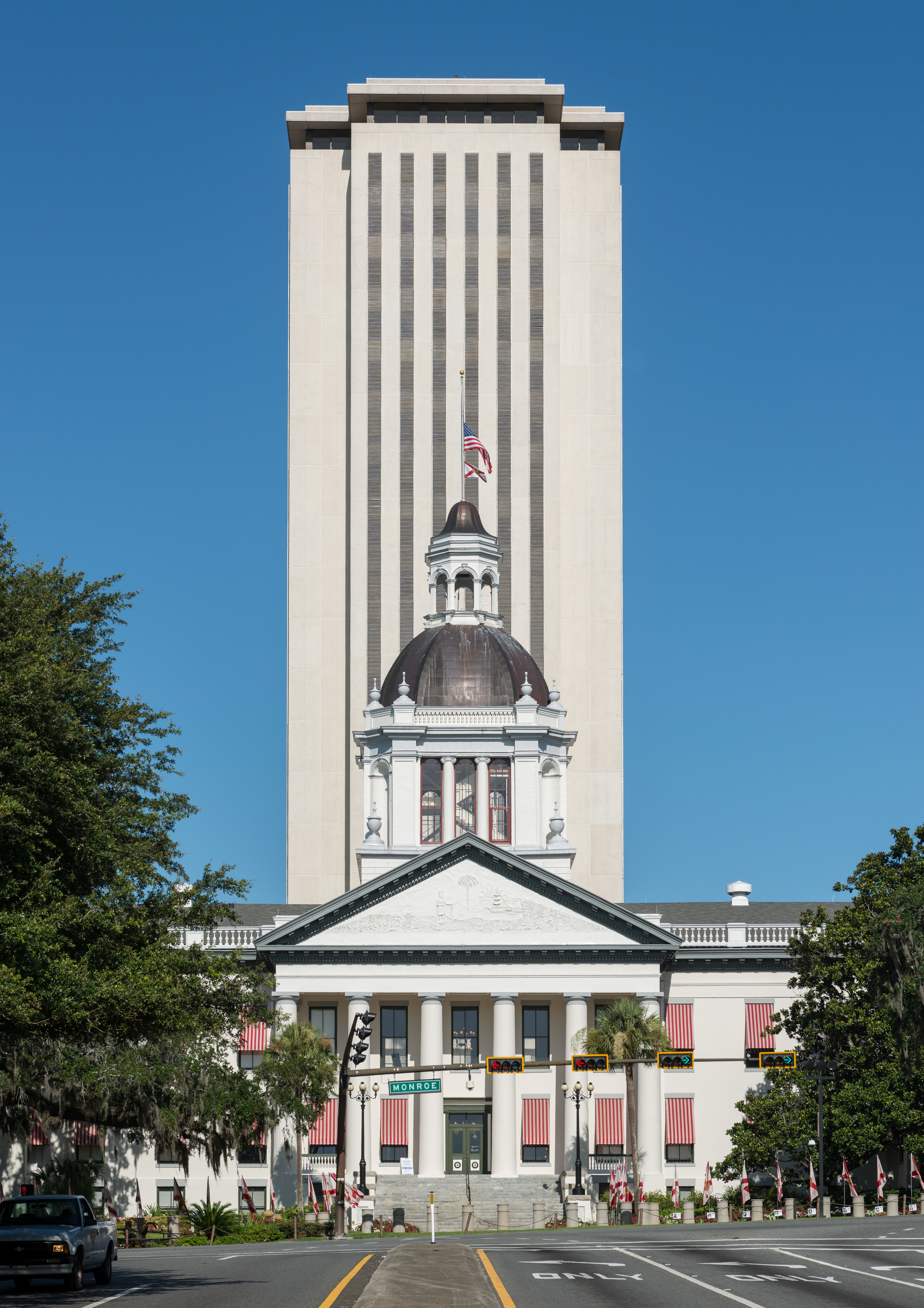
Antiguo y nuevo Capitolio de Florida

- Warner Southern College
- Universidad Internacional Webber
- Zion International University

### Delincuencia
El índice de criminalidad en el estado es más alto que el promedio nacional. Sin embargo, en los últimos años, ha disminuido. El periodo más agudo fue en 2006-2007. Por ejemplo, en 2007 hubo 1 126 224 arrestos, mientras que en 2017 ha habido 711 831.

## Política y Gobierno
La estructura básica, los deberes, la función y las operaciones del gobierno del Estado de Florida están definidos y establecidos por la Constitución de Florida, que establece la ley básica del Estado y garantiza diversos derechos y libertades del pueblo. El gobierno del estado consta de tres poderes separados: judicial, ejecutivo y legislativo. El legislativo promulga proyectos de ley que, si son firmados por el gobernador, se convierten en leyes.
La Asamblea Legislativa de Florida está compuesta por el Senado de Florida, que tiene 40 miembros, y la Cámara de Representantes de Florida, que tiene 120 miembros. El actual gobernador de Florida es Ron DeSantis. El Tribunal Supremo de Florida está compuesto por un presidente y seis jueces.
Florida tiene 67 condados. Algunos materiales de referencia pueden mostrar sólo 66 porque el condado de Duval está consolidado con la ciudad de Jacksonville. Hay 379 ciudades en Florida (de un total de 411) que informan regularmente al Departamento de Hacienda de Florida, pero hay otros municipios incorporados que no lo hacen. La principal fuente de ingresos del gobierno estatal es el impuesto sobre las ventas. Florida no impone un impuesto sobre la renta de las personas físicas. La principal fuente de ingresos de ciudades y condados es el impuesto sobre bienes inmuebles; los impuestos impagados son objeto de ventas fiscales, que se celebran (a nivel de condado) en mayo y (debido al amplio uso de sitios de pujas en línea) son muy populares.

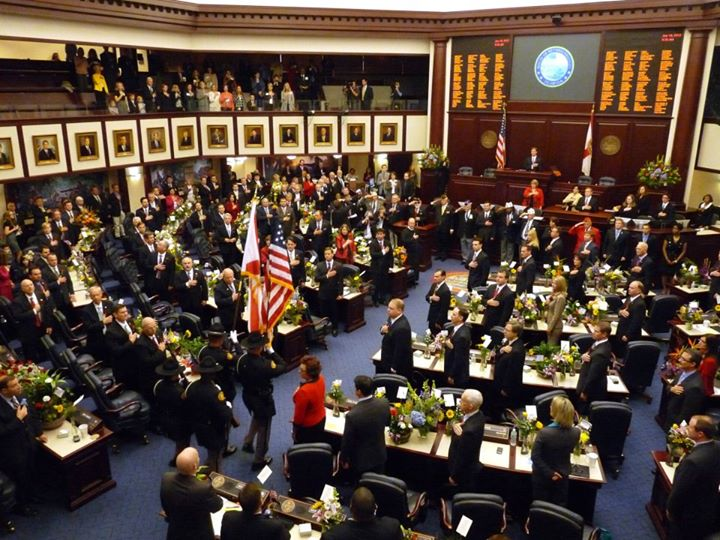
Cámara de Representantes de Florida

Entre 1988 y 2007 hubo 800 condenas federales por corrupción, más que en ningún otro estado.
En un estudio realizado en 2020, Florida fue clasificado como el 11.º estado en el que los ciudadanos tienen más dificultades para votar. En abril de 2022, el estado prohibió el voto por orden de preferencia en todas las elecciones federales, estatales y municipales.

### Elecciones
De 1952 a 1964, la mayoría de los votantes estaban registrados como demócratas, pero el estado votó por el candidato presidencial republicano en todas las elecciones excepto en 1964. Al año siguiente, el Congreso aprobó y el presidente Lyndon B. Johnson firmó la Ley del Derecho al Voto de 1965, que preveía la supervisión de las prácticas estatales y la aplicación de los derechos constitucionales de voto para los afroamericanos y otras minorías, con el fin de evitar la discriminación y la privación del derecho al voto que habían excluido a la mayoría de ellos durante décadas del proceso político.
Desde la década de 1930 hasta gran parte de la de 1960, Florida fue esencialmente un estado unipartidista dominado por demócratas conservadores blancos, que junto con otros demócratas del Sur Sólido, ejercieron un control considerable en el Congreso. Desde la década de 1970, los votantes blancos conservadores del estado han pasado en gran medida del Partido Demócrata al Republicano. Aunque la mayoría de los votantes registrados en Florida son demócratas, siguió apoyando a los candidatos presidenciales republicanos hasta 2004, excepto en 1976 y 1996, cuando el candidato demócrata era del Sur.
En las elecciones presidenciales de 2008 y 2012, Barack Obama ganó el estado como demócrata del norte, lo que atrajo una alta participación electoral, especialmente entre los jóvenes, los independientes y los votantes pertenecientes a minorías, de los que los hispanos representan una proporción cada vez mayor. En 2008 fue la primera vez desde 1944, cuando Franklin D. Roosevelt ganó en el estado por cuarta vez, que Florida era gobernada por un demócrata del norte.

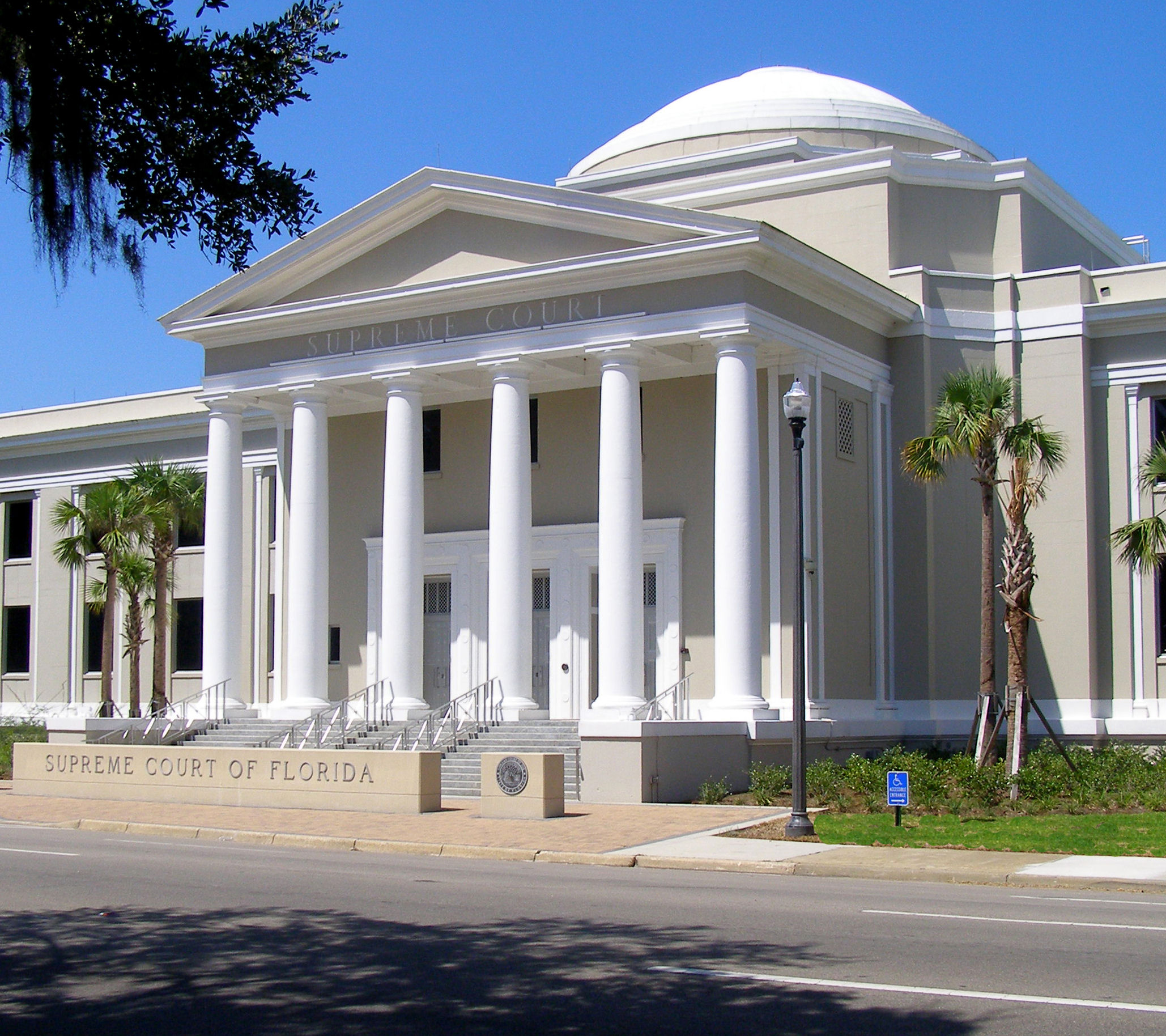
Corte Suprema de Florida

El primer republicano de la era posterior a la Reconstrucción elegido para el Congreso por Florida fue William C. Cramer en 1954 por el condado de Pinellas, en la costa del Golfo, donde se estaban produciendo cambios demográficos. En esta época, los afroamericanos seguían privados de sus derechos por la constitución del estado y las prácticas discriminatorias; en el siglo XIX, habían constituido la mayoría del Partido Republicano. Cramer construyó un Partido Republicano diferente en Florida, atrayendo a los conservadores blancos locales y a los trasplantados de los estados del norte y del medio oeste. En 1966, Claude R. Kirk, Jr. fue elegido primer gobernador republicano tras la Reconstrucción, en unas elecciones inesperadas. En 1968, Edward J. Gurney, también conservador blanco, fue elegido primer senador republicano de EE. UU. tras la Reconstrucción. En 1970, los demócratas se hicieron con la gobernación y el escaño vacante en el Senado, y mantuvieron su dominio durante años.
A veces se considera que Florida es un estado precursor en las elecciones presidenciales porque todos los candidatos que ganaron el estado desde 1996 hasta 2020 ganaron las elecciones. Las elecciones de 2020 rompieron esa racha cuando Donald Trump ganó Florida pero perdió las elecciones.
En 1998, los votantes demócratas dominaban las zonas del estado con un alto porcentaje de minorías raciales y liberales blancos trasplantados del noreste de Estados Unidos, conocidos coloquialmente como "snowbirds". El sur de Florida y el área metropolitana de Miami están dominados tanto por minorías raciales como por liberales blancos. Por ello, la zona ha sido votada sistemáticamente como una de las más demócratas del estado. La zona de Daytona Beach es similar demográficamente y la ciudad de Orlando tiene una gran población hispana, que a menudo ha favorecido a los demócratas. Los republicanos, formados en su mayoría por conservadores blancos, han dominado en gran parte del resto de Florida, sobre todo en las zonas más rurales y suburbanas. Esto es característico de su base de votantes en todo el Sur Profundo.

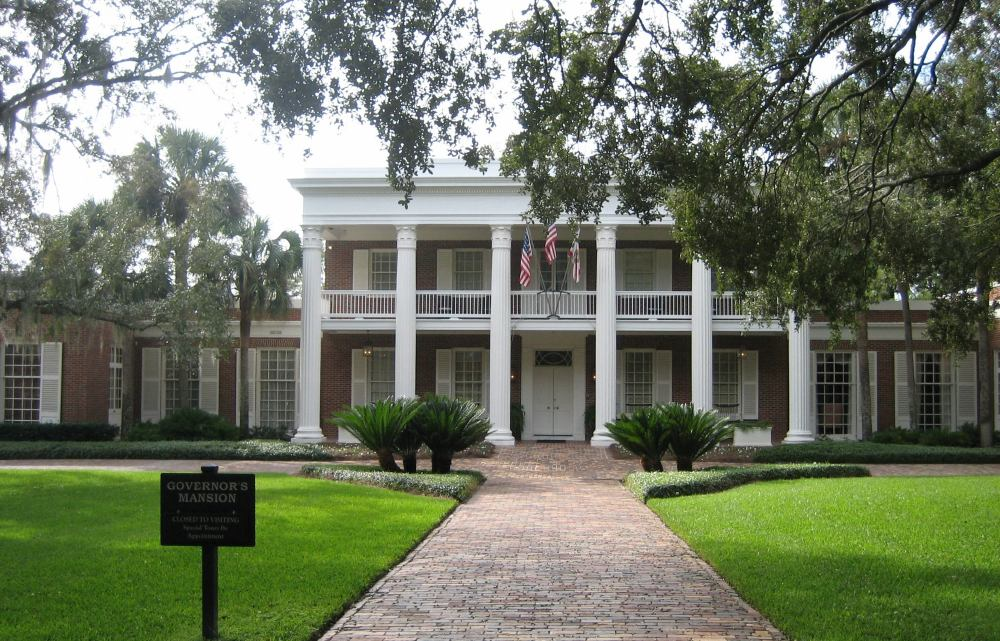
Residencia del Gobernador de Florida

La zona del corredor I-4, de rápido crecimiento, que atraviesa Florida Central y conecta las ciudades de Daytona Beach, Orlando y Tampa/San Petersburgo, ha tenido un reparto bastante equilibrado de votantes republicanos y demócratas. La zona se considera a menudo un punto de unión entre la parte conservadora del norte del estado y la parte liberal del sur, lo que la convierte en la mayor zona indecisa del estado. Desde finales del siglo XX, los resultados de la votación en esta zona, que contiene el 40% de los votantes de Florida, ha determinado a menudo quién ganará el estado en las elecciones presidenciales federales.
El Partido Demócrata mantuvo una ventaja en el registro de votantes, tanto en todo el estado como en 18 de los 67 condados, incluidos los de Miami-Dade, Broward y Palm Beach, los tres más poblados del estado.
En 2000, George W. Bush ganó las elecciones presidenciales de EE. UU. por un margen de 271-266 en el Colegio Electoral. De los 271 votos electorales a favor de Bush, 25 fueron emitidos por electores de Florida. Los resultados de Florida fueron impugnados y el tribunal ordenó un recuento, cuyos resultados se resolvieron en una decisión polémica del Tribunal Supremo, Bush contra Gore.

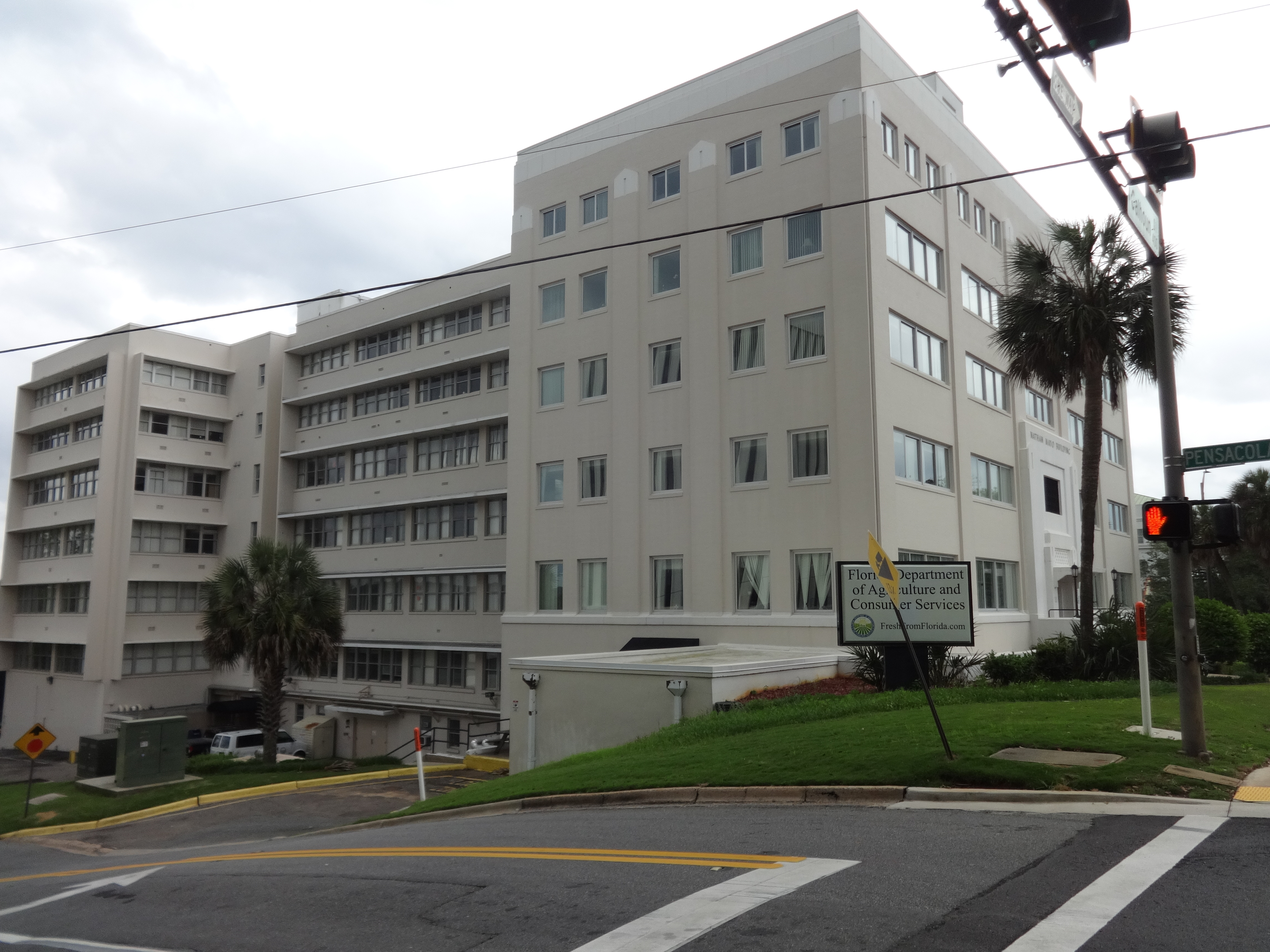
Departamento de Agricultura del Gobierno de Florida

La redistribución de distritos tras el censo estadounidense de 2010 otorgó al estado dos escaños más en la Cámara de Representantes La redistribución de distritos de la legislatura, anunciada en 2012, fue rápidamente impugnada ante los tribunales, alegando que había beneficiado injustamente a los intereses republicanos. En 2015, el Tribunal Supremo de Florida dictaminó en apelación que los distritos del Congreso debían volver a trazarse debido a la violación por parte de la legislatura de las Enmiendas de Distritos Justos a la Constitución estatal aprobadas en 2010; aceptó un nuevo mapa a principios de diciembre de 2015.
La composición política de los distritos congresuales y legislativos ha permitido a los republicanos controlar la gobernación y la mayoría de los cargos electivos estatales, así como 17 de los 27 escaños del estado en la Cámara de Representantes en 2012. Florida ha figurado como estado indeciso en las elecciones presidenciales desde 1952, votando por el candidato perdedor solo dos veces en ese periodo de tiempo.

El estado volvió a decantarse por el GOP en las elecciones presidenciales de 2016, y de nuevo en 2020, cuando Donald Trump encabezó la candidatura del partido en ambas ocasiones. En 2020 fue la primera vez que Florida se decantó por el eventual perdedor de las elecciones nacionales desde 1992.

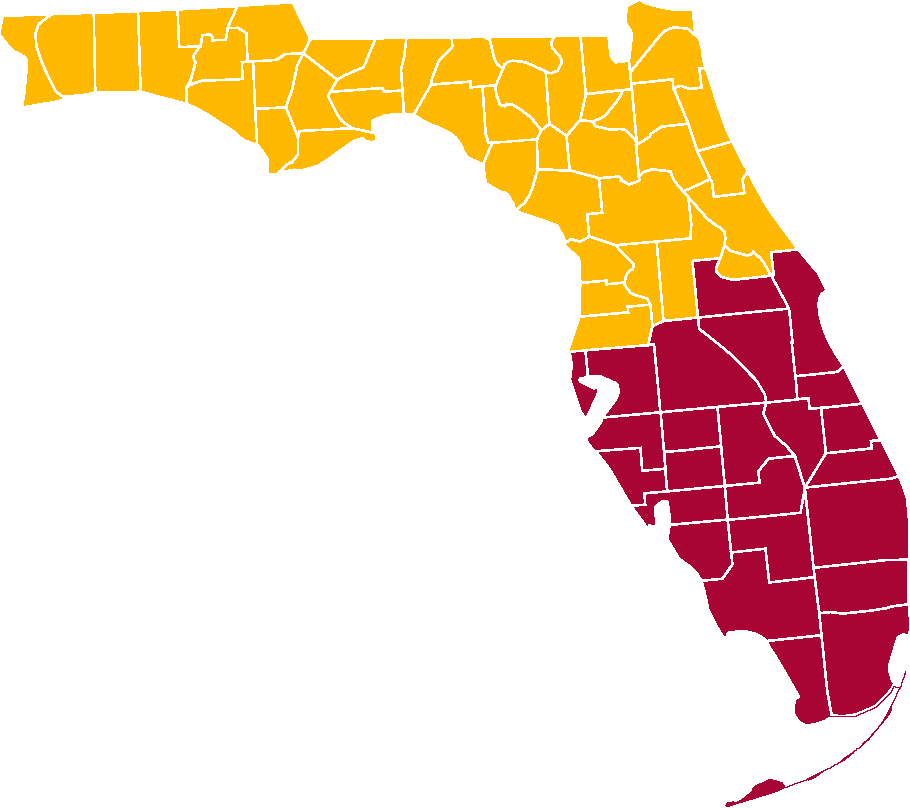
La partición de la Florida según lo propuesto por la Resolución n.º 203-14-14297 de la Ciudad de South Miami.

En las elecciones de 2018, la proporción entre la representación republicana y la demócrata cayó de 16:11 a 14:13. Las elecciones al Senado de Estados Unidos entre el senador demócrata en funciones Bill Nelson y el entonces gobernador Rick Scott fueron reñidas, con un 49,93% de votos a favor del senador en funciones y un 50,06% a favor del exgobernador. Los republicanos también mantuvieron la gobernación en unas reñidas elecciones entre el candidato republicano Ron DeSantis y el candidato demócrata Andrew Gillum, con un 49,6% de votos para DeSantis y un 49,3% para Gillum. En 2022, el actual gobernador DeSantis ganó la reelección por goleada frente al demócrata Charlie Crist. El inesperadamente amplio margen de victoria llevó a muchos expertos a cuestionar el estatus perenne de Florida como estado indeciso, y en su lugar identificarlo como un estado rojo.
En noviembre de 2021, por primera vez en la historia de Florida, el número total de votantes republicanos registrados superó al de demócratas registrados.

### Propuestas de división
A inicios del presente siglo XXI es frecuente hablar estadística y políticamente de una Florida del Sur que tiene como capital económica a la gran ciudad de Miami y por otra de sus principales ciudades a Tampa, seguidas por Orlando, Naples (forma anglificada de Nápoles) y Cayo Hueso o Key West. 

En 2014 la ciudad de South Miami formuló la hipotética división de Florida en dos estados, Florida del Norte y Florida del Sur (que sería considerado el estado 51 de Estados Unidos). Sin que a la fecha la propuesta haya prosperado o haya sido tomada en consideración.

## Economía

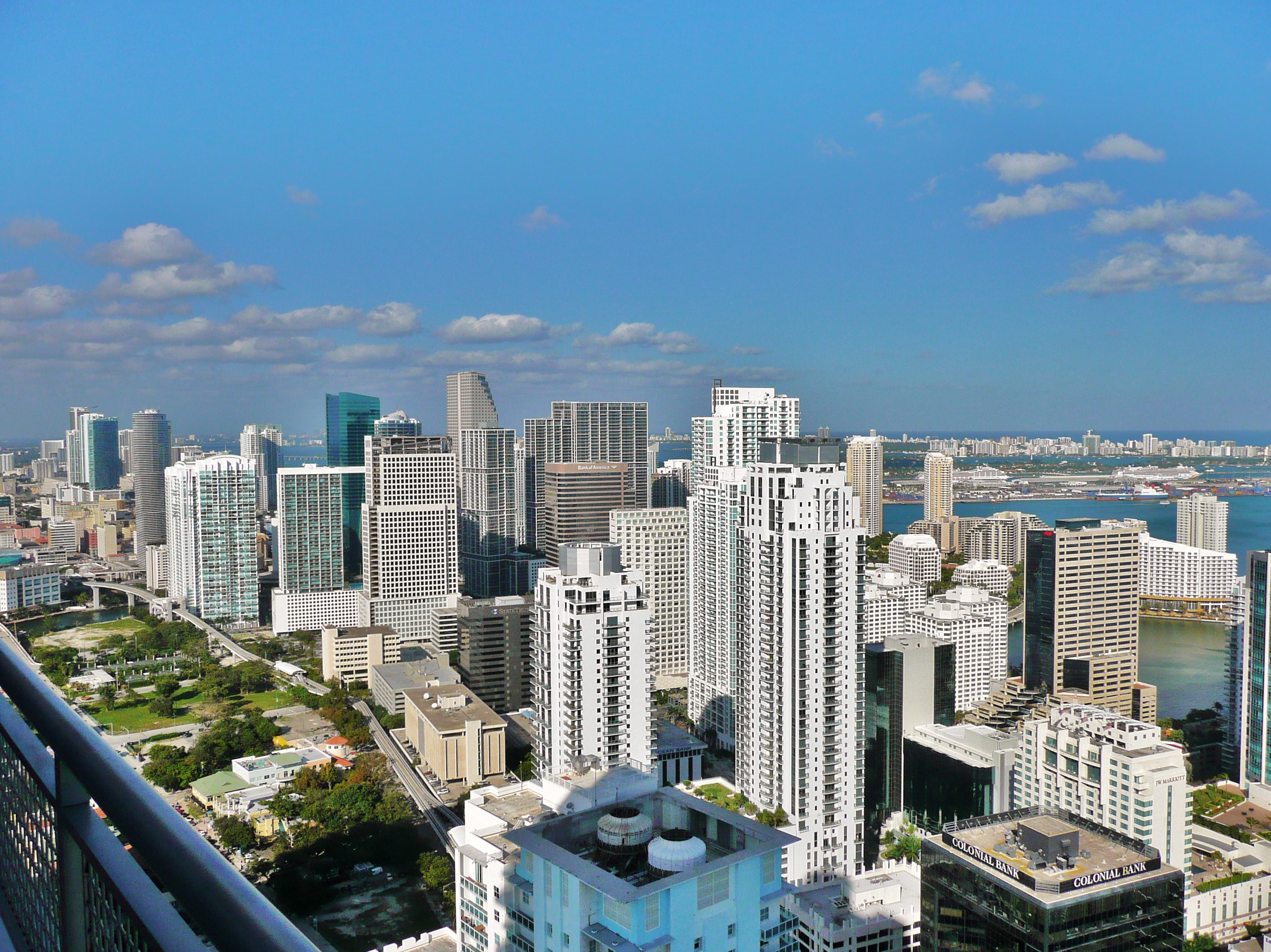
Brickell, el distrito financiero de Miami.

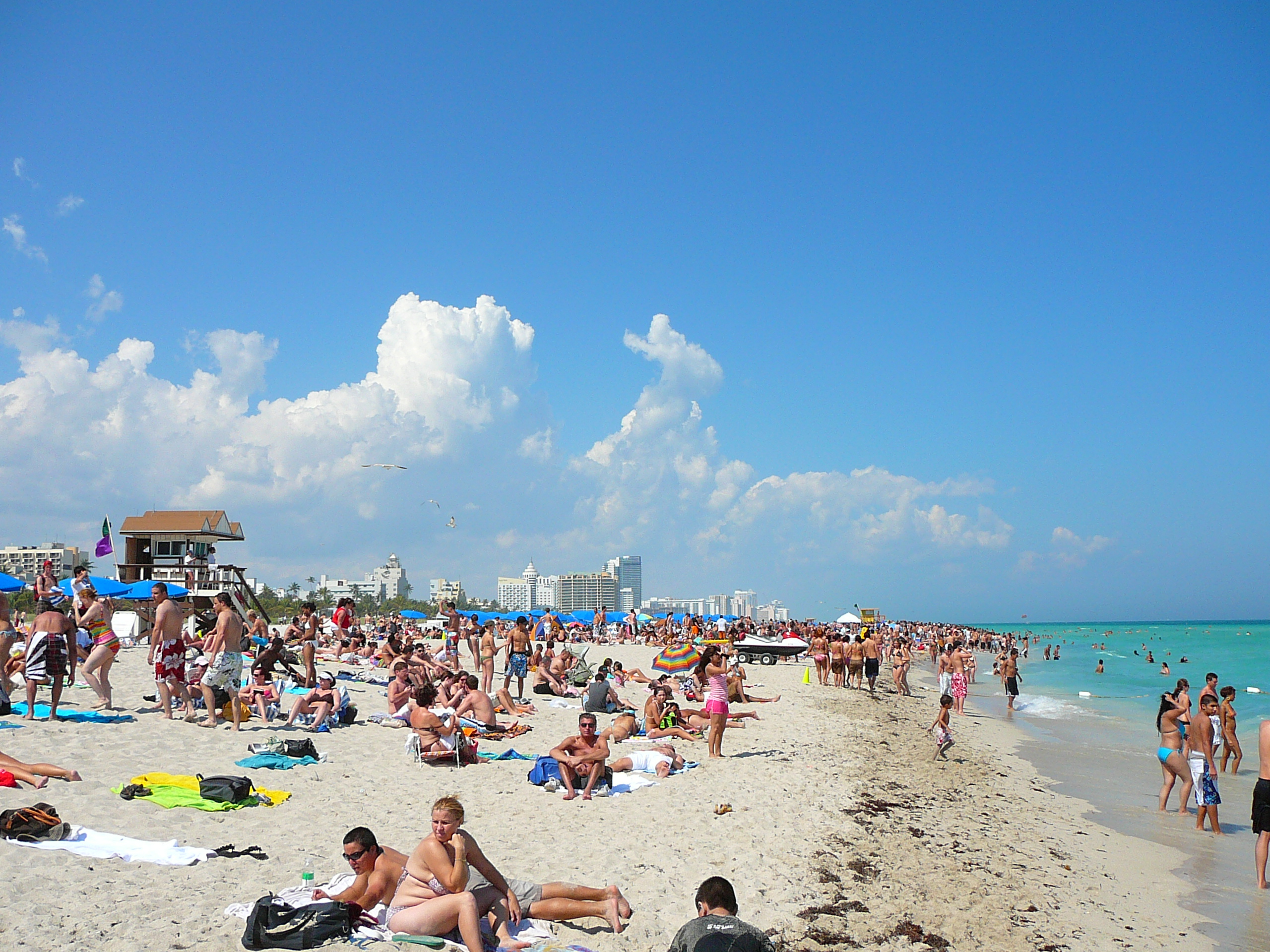
Invierno en Miami. El clima de Florida lo ha convertido en un destino turístico en invierno.

La economía de Florida se basa fuertemente en el turismo. El clima benigno durante la mayor parte del año y los muchos kilómetros de playas atraen a numerosos turistas de todas las partes del mundo. Walt Disney World, el parque temático de Walt Disney y el más grande de la cadena, localizado cerca de Orlando, conduce la actividad de la zona, junto a otros parques temáticos que se han ido instalando progresivamente, como los estudios Universal.
La gran cantidad de impuestos sobre las ventas que recauda el estado es lo que permite a Florida el que no exista un impuesto sobre la renta. Otras industrias de importancia son los cítricos y la producción de zumos, la banca y la minería de fosfatos. Con la llegada del programa espacial al Centro Espacial Kennedy en los años 60, Florida ha atraído numerosas industrias aeroespaciales y militares.
La economía de Florida se basa en el turismo: casi un millón trabaja en este rubro de los 18,8 millones de personas que habitan el estado. Amelia Island es una isla muy visitada por sus playas, su céntrico distrito histórico y la capacidad de ver nidos de tortugas y ballenas nadando en las orillas.
Florida no cobra impuestos a la renta y depende de los impuestos de la venta, en la que el turismo aporta un alto porcentaje. Por ejemplo, en el condado de Amelia Island, el 35% de los impuestos provienen del turismo, aunque el de los otros condado oscila alrededor del 17%.
Florida también es conocido como la puerta a los Estados Unidos para los emigrantes de países hispanos, lo cual hace a este estado una potencia económica en cuanto al mercado inmobiliario, todo esto combinado con el hecho de que la mayoría de las personas retiradas le eligen como el sitio favorito para pasar sus años de retiro. Otro factor que impulsa el mercado inmobiliario son los llamados "Snow Birds", que son personas que viajan a Florida en los meses de invierno, generalmente llegan de zonas del norte de Estados Unidos, presentando también afluencia de viajeros de otros países como Canadá, por esta razón no es extraño conseguir al estado de Florida entre los estados más activos en el mercado inmobiliario estadounidense.
La economía en la Florida ha decaído en un alto porcentaje por la pandemia del COVID-19 en el primer trimestre del año 2020, lo cual ha afectado a miles de personas que trabajan en parques temáticos y los cuales han sido cerrados para evitar la propagación del virus, donde se registraron 95% de la caída en las ventas.

## Transporte
El sistema de carreteras es mantenido por el Departamento de Transporte de Florida. El sistema de carreteras interestatales de Florida tiene una longitud de 2371 km y las carreteras no interestatales tienen una longitud total de 15 987 km.

### Principales carreteras interestatales
- I-4, que divide el estado de norte a sur conectando Tampa, Lakeland, Orlando y Daytona Beach.
- I-10, que conecta Jacksonville, Lake City, Tallahassee, y Pensacola en dirección este-oeste.
- I-75, que entra al estado cerca de Lake City y continúa hacia el sur a través de Gainesville, Ocala, los suburbios del este de Tampa, Bradenton, Sarasota, y Fort Myers hacia Naples. Después atraviesa los Everglades hacia el este hasta Fort Lauderdale antes de dirigirse al sur y terminar en Hialeah.
- I-95, que entra al estado cerca de Jacksonville y continúa por la costa del Atlántico a través de Daytona Beach, Melbourne/Titusville, Palm Bay, Port Saint Lucie, West Palm Beach, y Ft. Lauderdale antes de terminar en Miami.

Algunas carreteras secundarias de Florida son la I-110, I-175, I-195, I-275, I-295, I-375, I-395, I-595.
Florida cuenta además con varias carreteras con peaje, con una longitud total de 830 km (515 mi). Algunas son:
- I-75 que pasa a través de Everglades entre Naples y Fort Lauderdale.
- Florida's Turnpike, que empieza en la interestatal 75 al sur de Osceola y continúa al sudeste a través de Orlando, Port Saint Lucie, Fort Lauderdale y Miami, hasta Homestead.Metrorail de Miami

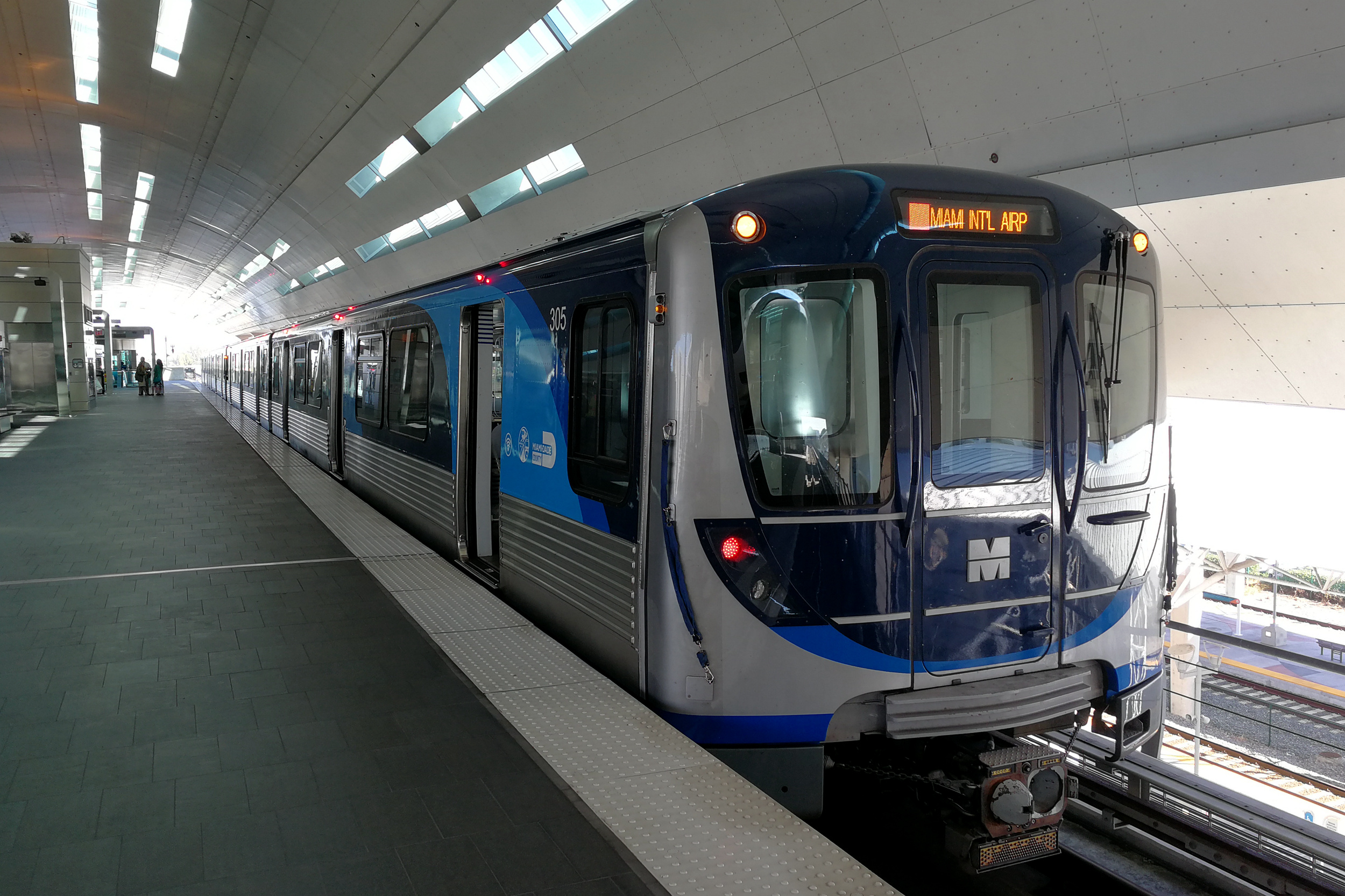
Metrorail de Miami

### Transporte público
- Miami: El transporte público de Miami corre a cargo de Miami-Dade Transit, que gestiona el Metrorail, un sistema ferroviario pesado de tránsito rápido, el Metromover, un sistema de trenes de cercanías en el centro de Miami, y el Metrobús, el sistema de autobuses de Miami. Metrorail recorre todo el condado de Miami-Dade y cuenta con dos líneas y 23 estaciones que conectan con Metromover y Tri-Rail de Downtown Miami. Metromover tiene tres líneas y 21 estaciones en todo Downtown Miami. Fuera del condado de Miami-Dade, el transporte público del área metropolitana de Miami corre a cargo de Broward County Transit y Palm Tran; el servicio ferroviario de cercanías entre condados lo proporciona Tri-Rail, con 18 estaciones que incluyen los tres aeropuertos internacionales de la región.[96]

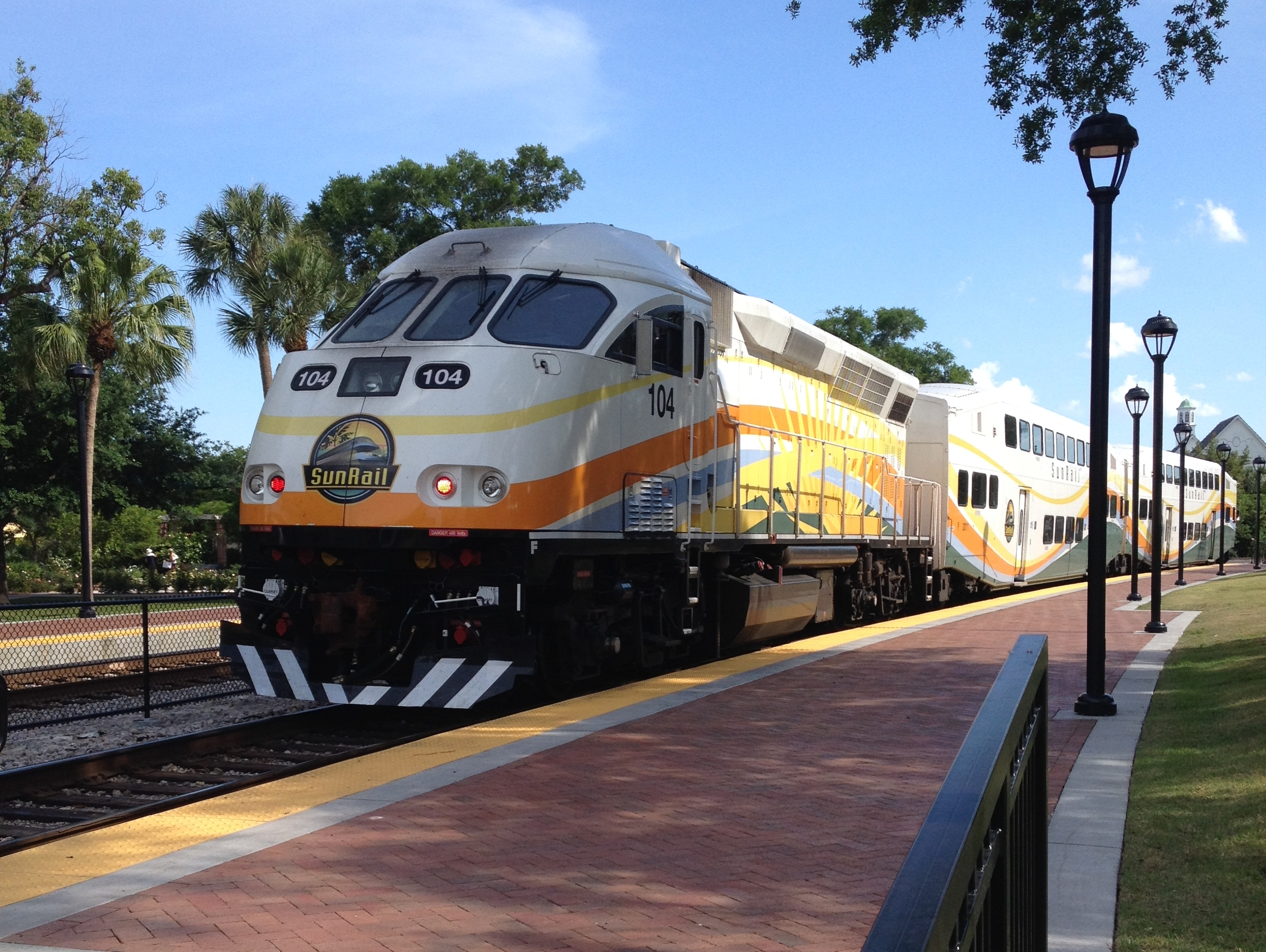
Tren de SunRail saliendo de la estación Winter Park

- Orlando: Orlando cuenta con el tren de cercanías SunRail, que recorre una línea de 51 km (61 millas (98 km) cuando esté completa) con cuatro paradas en el centro de la ciudad. El autobús Lynx da servicio a la zona de Orlando en los condados de Orange, Seminole y Osceola.[97]

- Tampa: Tampa y sus alrededores utilizan el sistema Hillsborough Area Regional Transit Authority ("HART"). Además, el centro de Tampa cuenta con un servicio continuo de tranvías de la Tampa Electric Company. El condado de Pinellas y San Petersburgo ofrecen servicios similares a través de la Pinellas Suncoast Transit Authority o "PSTA". Las playas del condado de Pinellas también cuentan con un trolebús continuo. El centro de San Petersburgo cuenta con un sistema de trolebuses.[98]

- Jacksonville: Jacksonville cuenta con el Jacksonville Skyway, un monorraíl automatizado que conecta el campus del centro del Florida State College, el distrito central de negocios de Northbank, el Centro de Convenciones y Southbank. El sistema incluye ocho paradas conectadas por dos líneas. Los autobuses de la JTA cuentan con 180 vehículos y 56 líneas.[99]

## Deporte

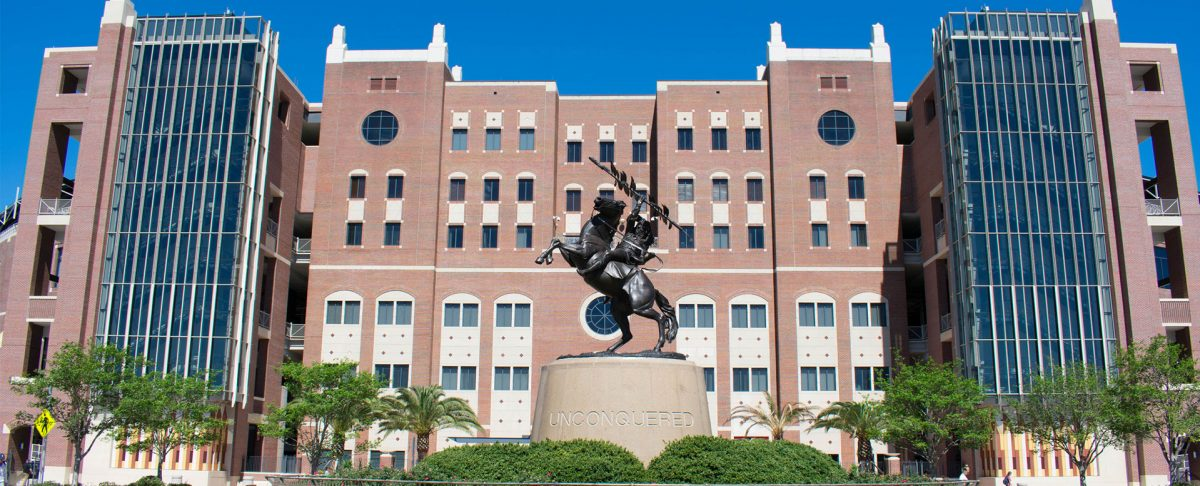
Estadio Doak Campbell.

Florida cuenta con numerosos equipos deportivos profesionales de grandes ligas: los Orlando City e Inter Miami de la Major League Soccer (fútbol); los Miami Dolphins, Tampa Bay Buccaneers y Jacksonville Jaguars de la National Football League; los Miami Heat y Orlando Magic de la National Basketball Association; Tampa Bay Rays y Miami Marlins de las Grandes Ligas de Béisbol; y los Florida Panthers y Tampa Bay Lightning de la National Hockey League.
En tanto, el estado cuenta con tres equipos destacados de fútbol americano universitario: los Florida State Seminoles, Florida Gators, y Miami Hurricanes, así como uno de baloncesto masculino, los Florida State Seminoles y Florida Gators. El Estadio Doak Campbell de la Universidad Estatal de Florida es uno de los tazones de fútbol americano universitario más prestigiosos.
En Florida se realizan numerosos torneos de golf del PGA Tour: el The Players Championship, WGC-Campeonato Cadillac, Arnold Palmer Invitational, Honda Classic y Campeonato de Tampa Bay. El Masters de Miami de tenis es un torneo del ATP World Tour Masters 1000 y WTA Premier, en tanto que el Torneo de Delray Beach pertenece al ATP World Tour 250.
En Florida se encuentran los circuitos de Daytona, Sebring y Homestead. El primero de ellos alberga cada año las 500 millas de Daytona —la principal carrera de la NASCAR Cup Series—, así como las 24 Horas de Daytona, que durante décadas fue una de las principales carreras de resistencia del mundo. El segundo es reconocido por usarse en las 12 horas de Sebring, también una de las carreras de resistencia más prestigiosas.
Los campeonatos estadounidenses han disputado carreras en circuitos callejeros en numerosas ciudades de Florida, entre ellas Miami y San Petersburgo.
La Florida es un lugar muy popular para el entrenamiento de primavera de los Equipos de Grandes Ligas. Los siguientes equipos entrenan en la Florida durante la primavera antes de comenzar la serie regular: New York Yankees en Tampa y Pittsburgh Pirates en Bradenton.

## Cultura

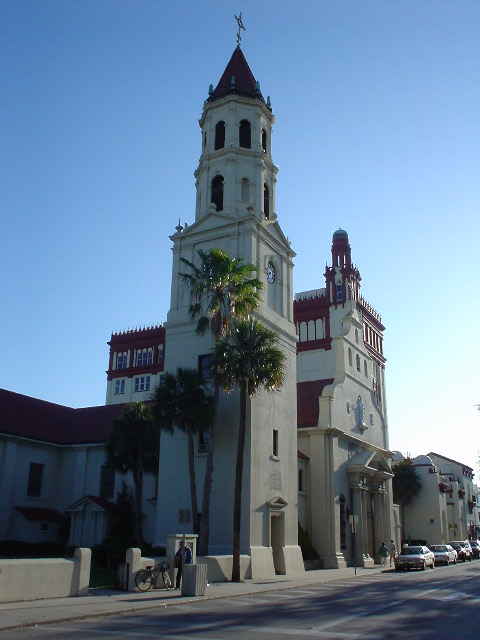
Catedral Basílica de San Agustín en Florida construida en el estilo de la arquitectura neocolonial española

### Arquitectura
Florida posee la mayor colección de edificios Art Decó y Streamline Moderne, tanto de Estados Unidos como de todo el mundo, la mayoría de los cuales se encuentran en el área metropolitana de Miami, especialmente en el distrito Art Decó de Miami Beach, construido cuando la ciudad se estaba convirtiendo en un destino turístico. Un diseño arquitectónico único que sólo se encuentra en Florida es el Miami Modern posterior a la II Guerra Mundial, que puede verse en zonas como el distrito histórico MiMo de Miami.
La arquitectura de Jacksonville, importante desde sus inicios como centro regional de banca y finanzas, muestra una gran variedad de estilos y principios de diseño. Muchos de los primeros rascacielos del estado se construyeron en Jacksonville, remontándose a 1902, y ostentando por última vez el récord estatal de altura entre 1974 y 1981. La ciudad está dotada de una de las mayores colecciones de edificios de la Escuela de la Pradera fuera del Medio Oeste. Jacksonville también destaca por su colección de arquitectura moderna de mediados de siglo.
Algunas zonas del estado presentan estilos arquitectónicos como el renacimiento español, el vernáculo de Florida y el renacimiento mediterráneo. Una notable colección de estos estilos se encuentra en San Agustín, el asentamiento europeo más antiguo ocupado de forma continuada dentro de las fronteras de Estados Unidos.

## Nota
1. ↑  Denominación tradicional en castellano, empleada actualmente sobre todo por hispanohablantes de EE. UU., así como cubanos y connacionales estadounidenses de Puerto Rico, entre otros.[5][7]